# Lugdunum (musée)
Pour les articles homonymes, voir Lugdunum (homonymie).
Lugdunum ou plus précisement Lugdunum Musée et théâtres romains, nom officiel depuis 2017, anciennement musée gallo-romain de Fourvière et musée de la Civilisation romaine, est un musée archéologique situé à Lyon, en France. Il comprend un espace muséal couvert et depuis novembre 2017 les théâtres romains sur la colline de Fourvière, colline située autrefois au cœur de la cité romaine de Lugdunum. Le musée est géré par la métropole de Lyon. Il accueille régulièrement des expositions temporaires.

## Histoire des collections antiques à Lyon

### La conservation des collections gallo-romaines avant le musée
Lugdunum (Lyon), capitale de la province Lyonnaise, était une cité gallo-romaine importante et prospère qui a laissé de nombreux vestiges découverts au fil des siècles, d'abord présentés au Musée des Beaux-Arts et dans un autre lieu appelé « Antiquarium ».

#### Les collections au Palais Saint-Pierre
L'ancienne abbaye des Dames de Saint-Pierre est transformée en musée par décret du 13 avril 1802. François Artaud, conservateur de 1806 à 1830, rassemble sous les arcades du cloitre de nombreuses objets antiques dont la table claudienne et la mosaïque des Jeux du cirque. Artaud recupère aussi en 1810 les deux plus importantes collections monétaires lyonnaises d'avant la Révolution, celles du collège de la Trinité et celle du cabinet de la ville. Le médailler du musée s'enrichit ensuite au fil des découvertes et des acquisitions de monnaies de antiques et médiévales.

#### L'antiquarium
La plus grande partie du mobilier archéologique découvert lors du dégagement des théâtres à partir de 1937 est entreposée au fur et à mesure des fouilles à proximité du site, dans l’ancien couvent de ND de la Compassion, puis dans la maison Magneval, au 3 de la rue Cléberg, deux bâtiments appartenant à la Ville de Lyon. Ce dépôt est bientôt dénommé Antiquarium, par référence à l’Antiquarium créé à Rome par les papes pour leurs collections de sculpture. En 1938, Paul Gélis, architecte en chef des monuments historiques chargé de la circonscription de Lyon, propose la création d’un musée lapidaire et d’un centre archéologique à la place des bâtiments de l’ancien couvent, mais son projet est abandonné en avril 1944. Une salle de la maison Magneval est aménagée entre 1952 et 1954 sous le direction de Pierre Wuilleumier, pour être ouverte au public.
L’Antiquarium récupère en 1957 plusieurs pièces importantes déposées au Musée des Beaux-Arts, comme la Table claudienne, le calendrier de Coligny et le char de la-Cote-Saint-André. Le musée du Louvre lui remet aussi un buste de Caracalla, puisque ce dernier est né à Lugdunum. Des maquettes explicatives sont réalisées, présentant les théâtres et un modèle du mécanisme de lever de rideau du théâtre, réalisé vers 1960. L’Antiquarium demeure néanmoins un musée réduit à trois salles dans des locaux vétustes, disproportionné face à l’importance des collections archéologiques. Le remplacement de l’Antiquarium est décidé en 1967, par la construction d’un grand musée archéologique sur le même emplacement, en raison de sa proximité du site des théâtres. L’Antiquarium ferme en définitivement en 1969, pour être démoli. Ses collections sont mises en caisse, et entreposées à proximité rue Roger-Radisson. La période de construction du nouveau musée, jusqu’en 1975, est mise à profit pour restaurer ou nettoyer les collections. Durant cette période, plusieurs mosaïques remarquables (mosaïque du Bestiaire bossu, mosaïque d’Orphée et une troisième non identifiée) sont détruites dans le sinistre de l’atelier d’un restaurateur.

### Historique du musée
Envisagé dès 1938, le musée actuel est construit en 1971 par l’architecte Bernard Zehrfuss et inauguré le 15 novembre 1975.

#### Premier projet: Paul Gélis
Lorsque le chantier archéologique de la colline de Fourvière débute en 1933, le seul lieu à Lyon destiné à la conservation des antiquités est le Musée des beaux-arts de Lyon, où est organisé un musée lapidaire sous les portiques de l'ancien cloitre. Toutefois, la masse des objets découverts lors de ses fouilles empêchent leur accueil dans cet endroit, déjà surchargé.
En 1938, Paul Gélis, architecte en chef des monuments historiques chargé de la circonscription du Rhône, propose de créer sur le site acquis par la ville un lieu d'exposition des découvertes réalisées. En 1940, il réalise et expose le plan d'un bâtiment qu'il nomme « musée lapidaire », et qui serait installé à l'emplacement de l'ancien couvent des sœurs de la Compassion, le long de la rue de l'Antiquaille. Il imagine alors un groupe de quatre galeries où seraient installées les pièces importantes. En 1943, il relance son projet en le complétant. Il envisage d'étendre le musée vers le jardin Magneval pour y adjoindre un centre d'étude et une bibliothèque. La municipalité, ayant de lourdes difficultés en raison de la guerre, renonce au projet en avril 1944 ; sa priorité est de dégager le terrain pour entreposer les découvertes.

#### Le projet d'André Donzet
En 1958, Lyon organise des festivités pour célébrer le bimillénaire de sa fondation, dans ce cadre, la municipalité relance l'idée d'un musée dédié à ses merveilles archéologiques. L'année précédente, elle fait appel à André Donzet, architecte des monuments historiques. Pour l'occasion, Lyon sollicite et obtient le soutien du directeur des musées de France, et une promesse d'aide financière.
Le projet de Donzet est inspiré du travail de Paul Gélis et il envisage également d'installer le musée le long de la rue de l'Antiquaille. Souhaitant un édifice discret pour mettre en valeur le théâtre et l'odéon, il prévoit un édifice en pierre au toit en tuiles creuses. Il serait doté de grandes verrières au sein des espaces d'expositions pour admirer l'odéon. Sachant que cet emplacement est celui d'une voie romaine non encore fouillée, il propose de prévoir une section basse du musée qui serait au niveau de la voie antique, pour l'intégrer directement à la muséographie. Il propose un autre élément novateur pour l'époque, celui de présenter les mosaïques au sol, pour améliorer leur visibilité. Les parcours des collections seraient établis pour présenter la civilisation gallo-romaine, en quatorze sections. Donzet complète le musée lui-même par plusieurs zones annexes, une salle de conférence, un bibliothèque, des bureaux, une salle de dessin archéologique, un laboratoire photographique, etc.
Le projet prend du retard pour des raisons financières, notamment car l'établissement du bâtiment sur un site non fouillé complique l'estimation des travaux. Mais surtout, des oppositions se font jour qui reprochent l'emplacement même du site, qui bloque la vue vers les monuments antiques. Charles Delfante, directeur de l'atelier d'urbanisme municipal, en particulier, estime que les proportions du musée sont trop importantes en regard des théâtres. En 1966, Bernard Zehrfuss, inspecteur général des bâtiments civils et palais nationaux est sollicité et il tranche contre le projet. En juillet 1966, il est abandonné.

#### Le projet de Bernard Zehrfuss
Dès sa visite du site en 1966, Bernard Zehrfuss a l'idée d'un musée placé sur le côté, inscrit dans la colline. Cette idée est bien accueillie, même si des voix soulèvent certaines craintes. Ainsi, les ingénieurs et géologues de la ville demandent plusieurs expertises pour être certain qu'il n'y ai pas de glissement de terrain. Pour anticiper d'éventuelles découvertes majeures lors des terrassements, Amable Audin procède à des sondages archéologiques. Pendant le temps des fouilles, Zehrfuss finalise son projet d'un musée enterré, sur trois niveaux avec quinze salles thématiques. Il prévoit également un dépôt lapidaire, une salle de conférence, une bibliothèque, des bureaux, deux logements de service, et des parkings pour les visiteurs.
Le projet est soutenu par le directeur des musées de France qui met à disposition des équipes le spécialiste de la muséographie Claude Poinssot. Il joue un rôle important de coordinateur entre les conservateurs, Amable Audin et son adjoint Jacques Lafargues, et les équipes du cabinet d'architecte. Le 27 janvier 1969, le conseil municipal entérine le projet de Zehrfuss, pour un montant de 12.610.000 de francs. Les surcoûts portent finalement le montant à 21 430 000 francs, financés à hauteur de 40 % par l'État.

#### Fouilles préventives et construction

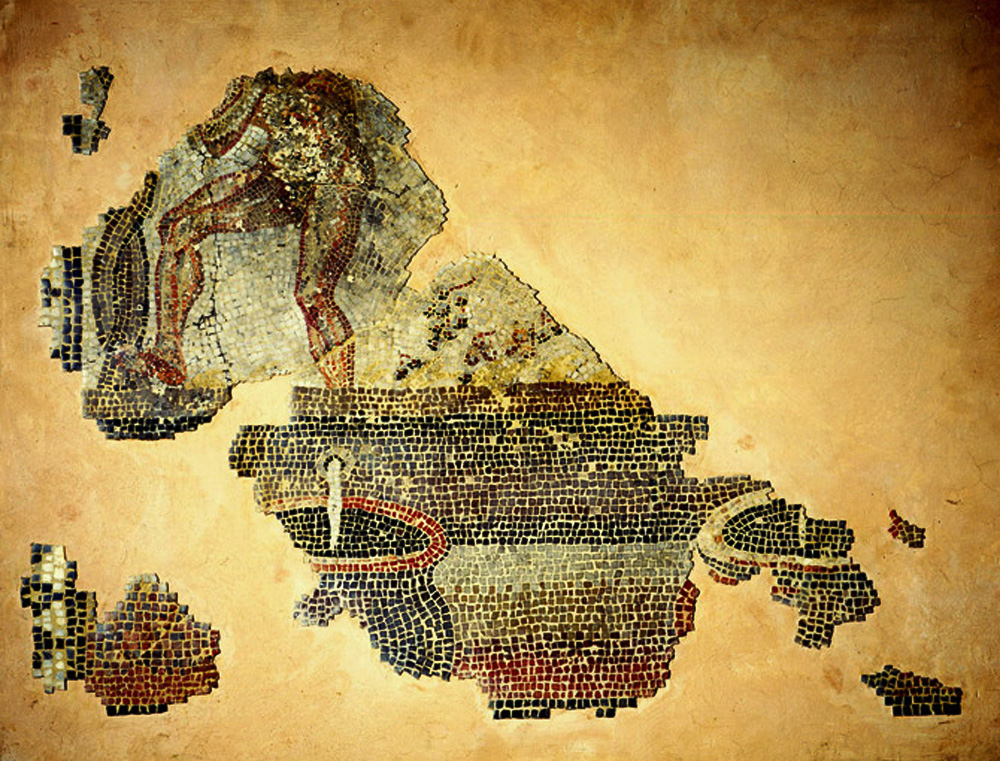
Foulage du raisin et écoulement du moût dans les cuves. Dim.. Musée Lugdunum.

Les fouilles préliminaires à la construction du nouveau musée n’ont concernées qu’un petit secteur au sud de l’emplacement de l’Antiquarium. Les sondages ont repéré quatre sections de murs parallèles orientés nord-sud et l’angle d’un cinquième mur perpendiculaire, délimitant quatre pièces. La plus à l’ouest au sol en opus sectile comporte deux blocs-cuisines et deux foyers. Les tessons d’amphores soutenant le radier du sol pourraient dater des IIIe ou IVe siècle. La troisième pièce est décorée de fresques très détériorées et d’un sol en opus signinum avec un panneau central de 2,10 mètres de côté. Son décor est constitué de cercles inscrits dans des octogones tangents. En bordure du panneau central, ont été retrouvés divers fragments de mosaïques, dont un représente un homme foulant le raisin au-dessus de deux jarres. La quatrième pièce contenait un fragment de mosaïque noir et rouge de 40 cm, au motif de canard et trident.

#### Rattachement administratif
A son ouverture en 1975, le musée appartient à la ville de Lyon. En 1991, il est transféré au département du Rhône, qui l'associe au musée gallo-romain de Saint-Romain-en-Gal. En 2015, il a été transféré à la Métropole de Lyon.

### Le bâtiment du musée
Le bâtiment est inscrit en bordure du site antique, enterré dans le versant de la colline. Intérieurement, il est constitué d'une rampe en béton brut descendant en spirale et se ramifiant vers des paliers destinés à l'exposition des collections du musée sur 4 000 m2. Le 8 novembre 2017, le musée est renommé Lugdunum.

Musée Gallo-Romain de Lyon Fourvière
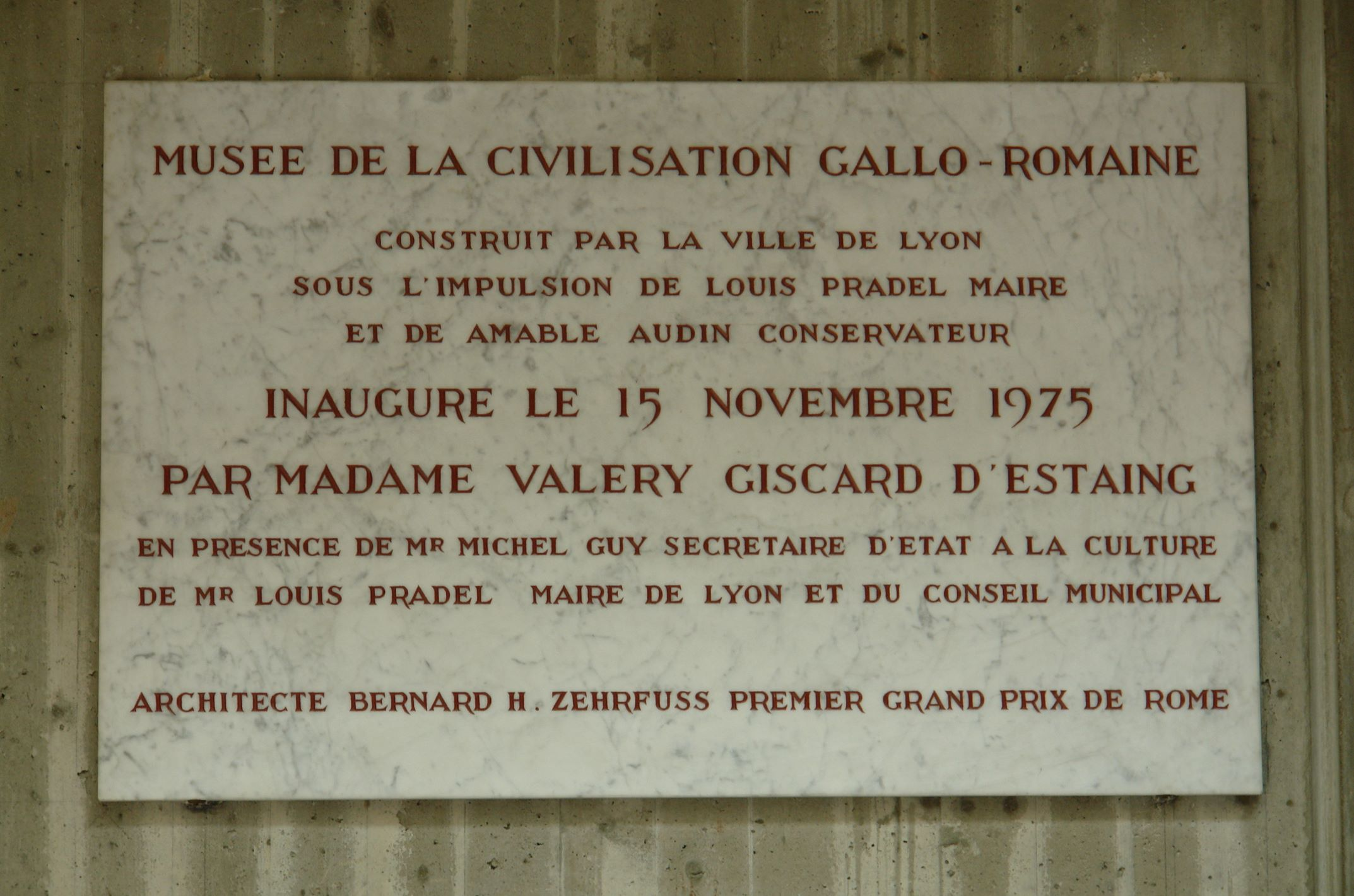
Plaque d'inauguration
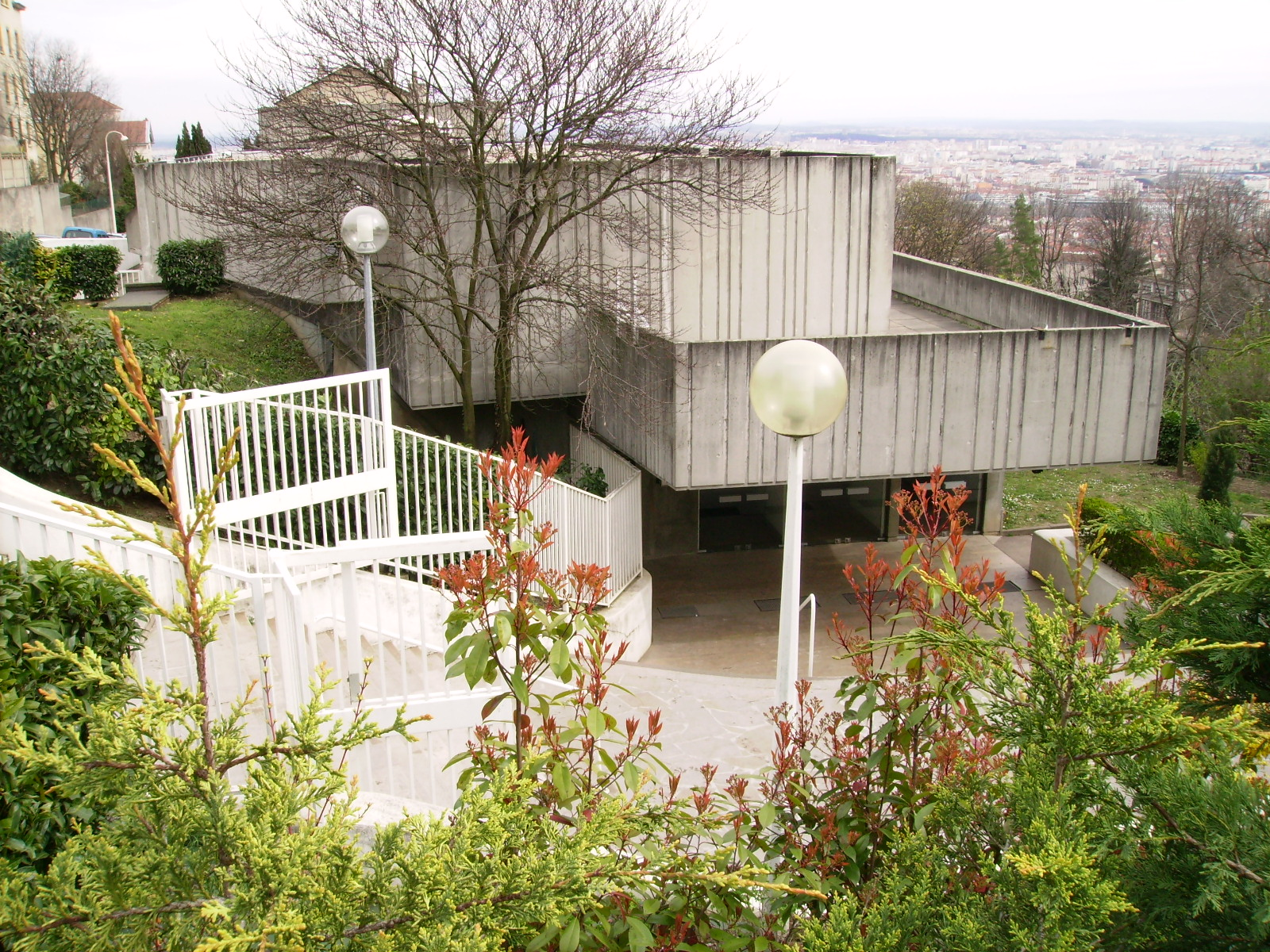
Entrée du musée
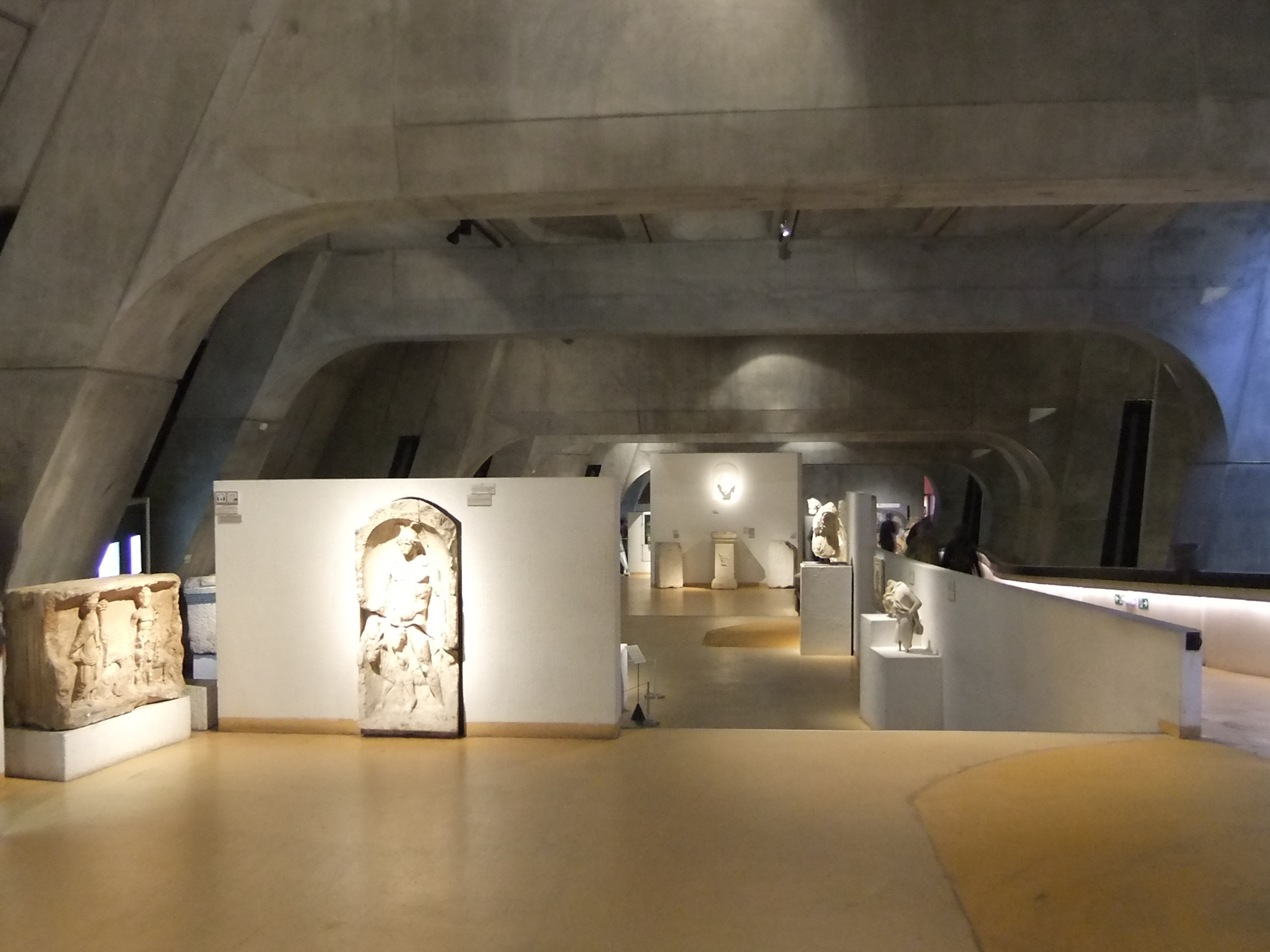
Vue intérieure d'un espace d'exposition et de la rampe de circulation

## Parcours du visiteur

### Muséographie

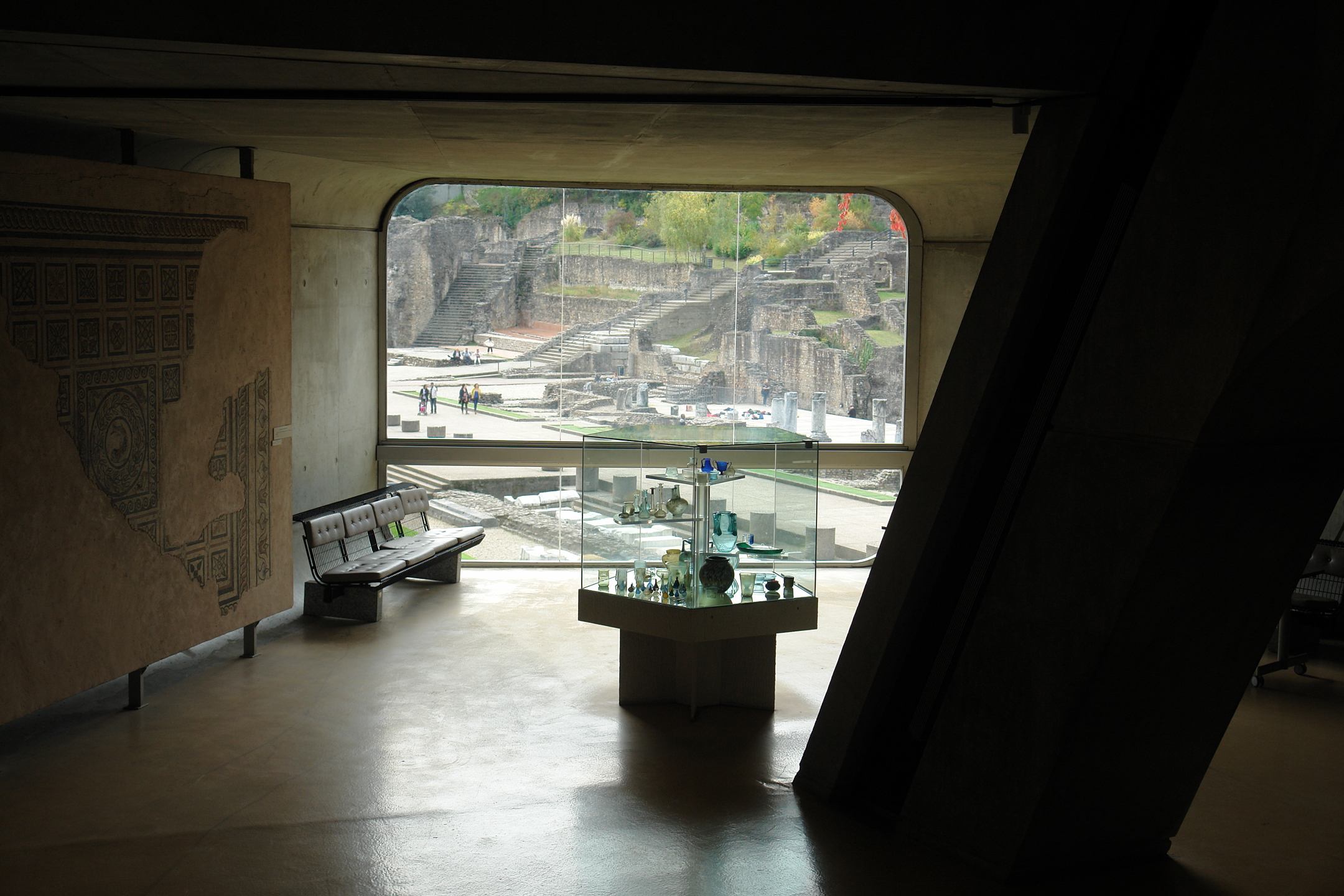
Ouverture du musée sur le site du théâtre antique.

Le musée est aménagé de façon à offrir des vues sur les vestiges encore visibles du Théâtre et de l’Odéon. Il rassemble les découvertes faites sur le site antique de Lyon, de la région, voire d'ailleurs pour certaines pièces.
Le musée a été pensé par Zehrfuss pour mettre en valeur les œuvres, certaines parties du musée ayant été, dans une discussion constante entre l'architecte et le conservateur, conçues pour accueillir spécifiquement une pièce majeure. De même, le musée a été organisé pour éviter une accumulation illisible, mais au contraire pour ne présenter qu'une sélection d'œuvres parmi les plus intéressantes.
La volonté de Zehrfuss est de rompre avec la construction muséographique traditionnelle, en insistant sur la lisibilité du parcours, sur l'ouverture sur l'extérieur pour que l'architecture s'adapte aux pièces présentées, et non l'inverse. « Contrairement aux circuits labyrinthiques qui caractérisaient encore beaucoup de musées traditionnels, la visite thématique se déroule au fil d'une promenade continue et des cadrages justes prolongent à l'extérieur le circuit de visite, Bernard Zehrfuss rompt aussi délibérément avec les typologies des musées palatiaux fermés sur eux-mêmes ».

### Lyon avant Lugdunum
Les recherches ont montré que le site de la ville était occupé dès le Ve millénaire av. J.-C. On a aussi trouvé des armes et des outils bien antérieurs, abandonnés par des chasseurs-cueilleurs. Les objets préhistoriques ont été collectés principalement dans l'actuel quartier de Vaise, le long de la Saône. Parmi ceux-ci, des pointes en silex de petite taille ou microlithes, datant d'environ 9 000 ans av. J.-C., et une gaine d'outil en bois de cerf, datant d'environ 3 000 ans av. J.-C., découvertes lors de fouilles préventives du périphérique nord dans le 9e arrondissement de Lyon, entre 1994 et 1997.
Une jarre en terre cuite de 43 cm à quatre anses, servant à stocker des denrées alimentaires et datant de 1900 à 1800 av. J.-C., a été trouvée lors de fouilles préventives du périphérique nord dans le 9e arrondissement de Lyon, entre 1994 et 1997.
Le musée contient également des objets de l'époque celte, antérieure à l'occupation romaine.
Deux dépôts d'objets en bronze, mis au jour lors de fouilles sur le site de Feuilly à Saint-Priest, donnent pour l'un 80 pièces dans un vase de terre cuite, et pour l'autre 700 pièces représentant l'un des plus importants ensembles trouvés en France sur cette période. Ils contiennent des éléments de parure, comme des pendeloques, des bracelets ou des épingles, ainsi que divers outils.

Dépôts de Saint-Priest
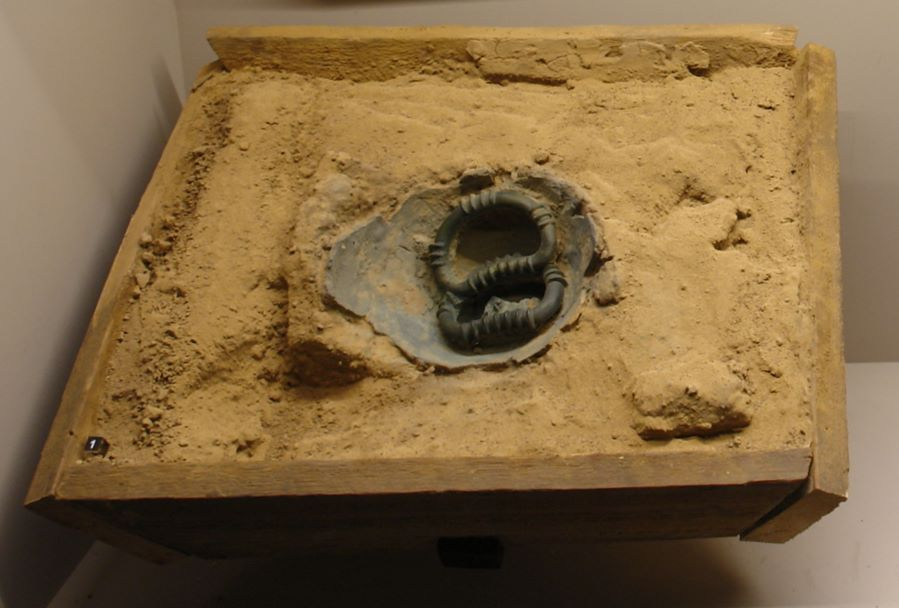
Moulage du petit dépôt au moment de sa découverte
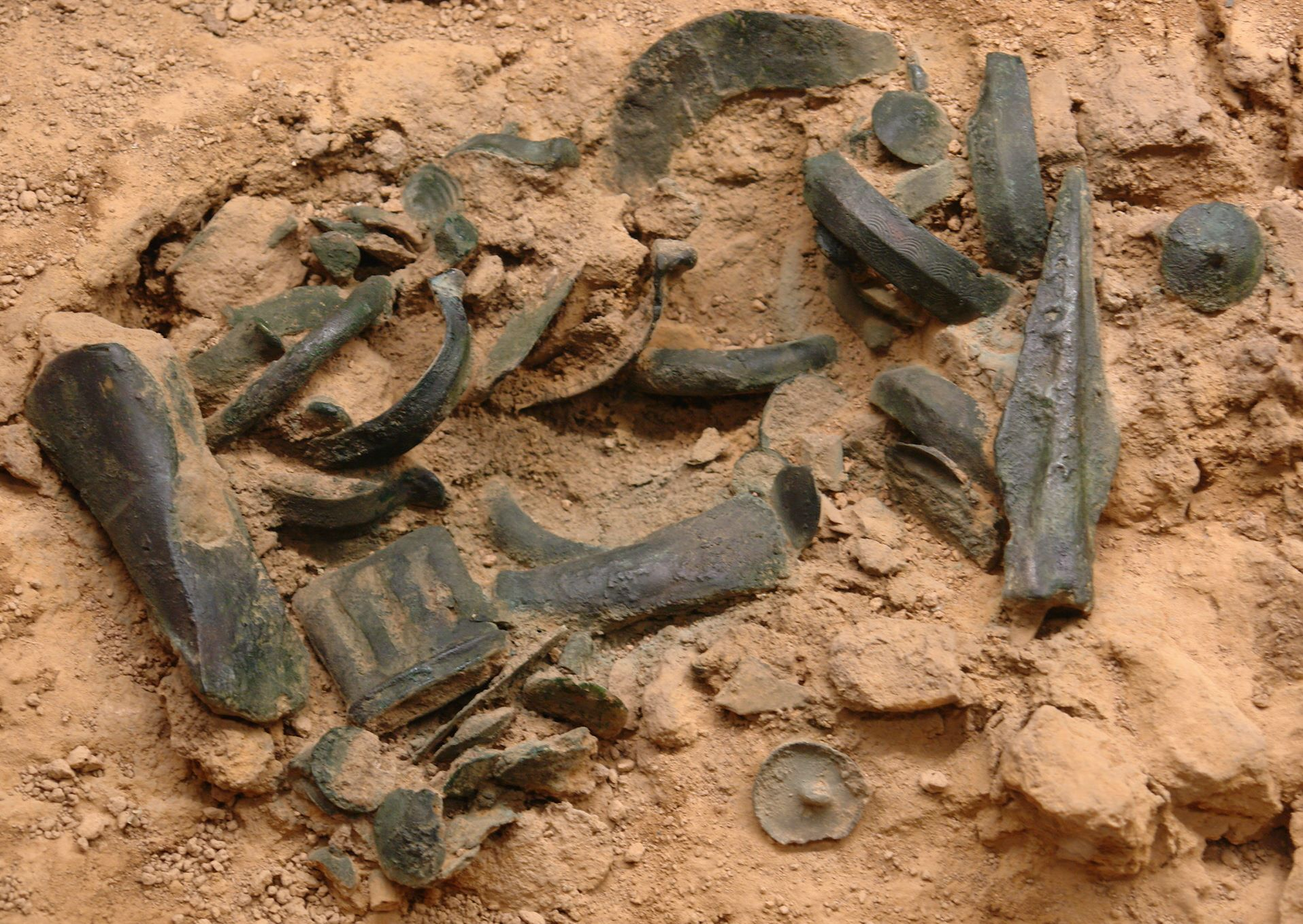
Moulage du grand dépôt au moment de sa découverte.
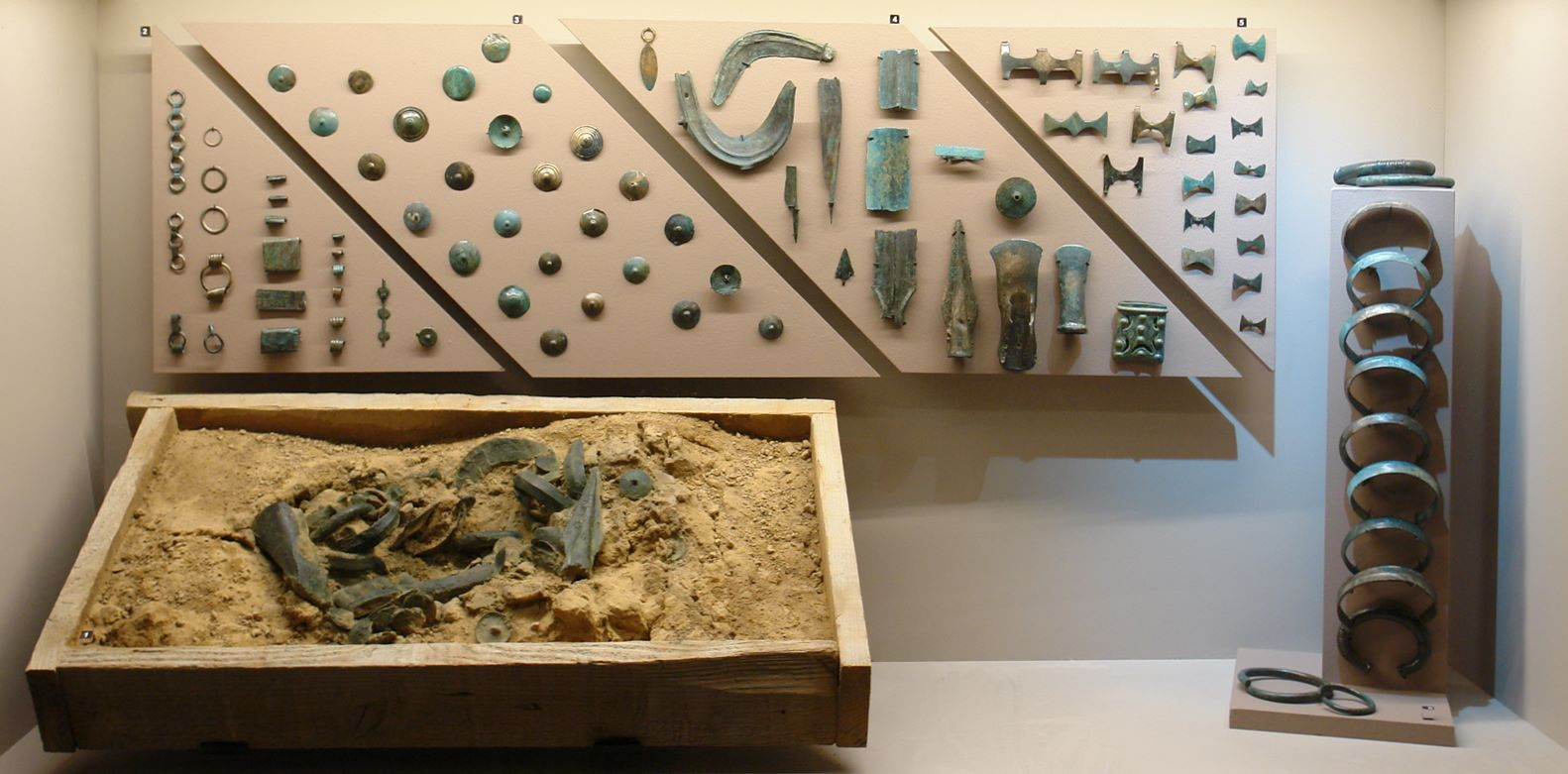
Divers objets du grand dépôt

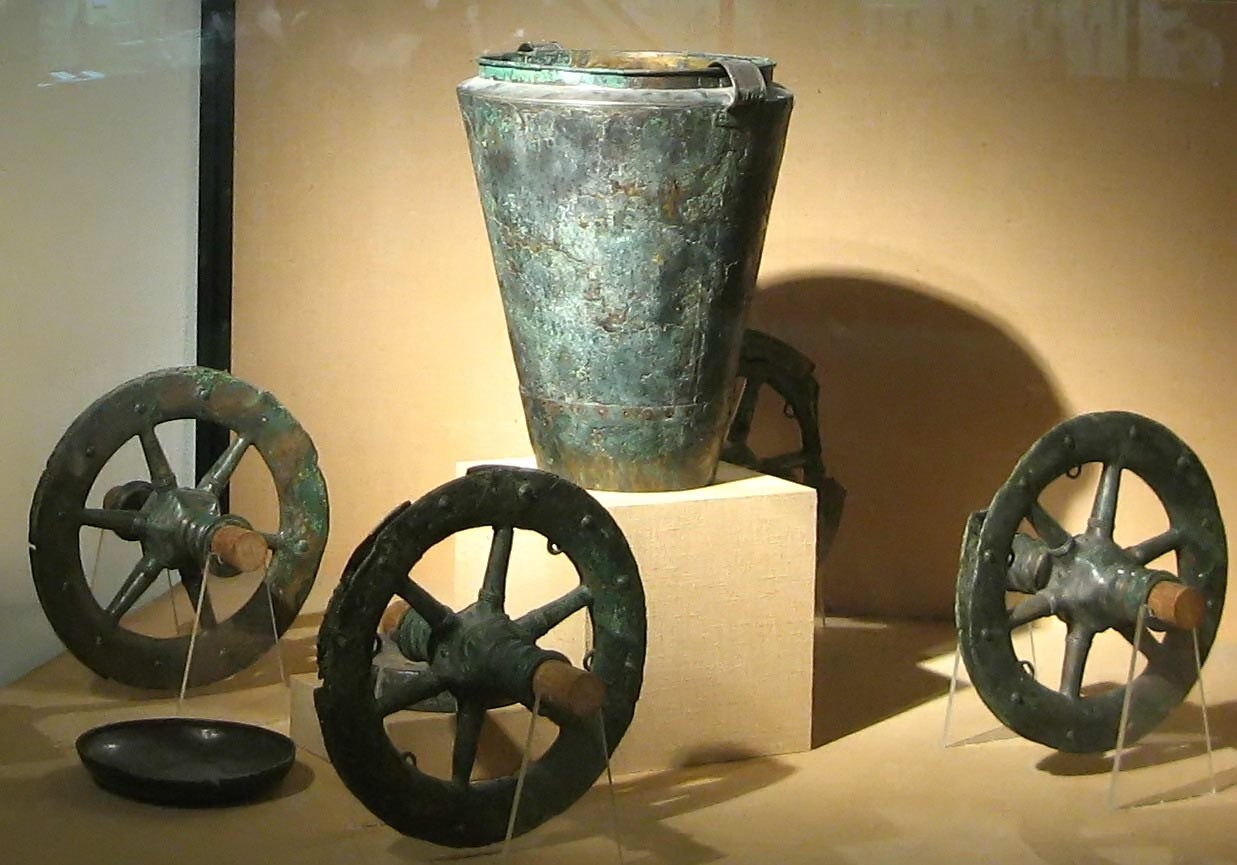
Char de l'âge du bronze (La Côte-Saint-André).

Un char processionnel en bronze composé de quatre roues, un seau ou situle et un bassin ont été trouvés par hasard dans un tumulus lors d'une collecte de cailloux en 1888 sur la commune de La Côte-Saint-André. L'ensemble est racheté, puis conservé au Musée de Lyon en 1889. Les roues ont été fondues chacune d'une seule pièce avec la technique de la cire perdue, l'une d'elles se distinguant par la perfection de sa réalisation ; leur diamètre varie entre 495 et 518 mm, et leur poids entre 10 et 15 kg. Le seau et le bassin étaient à l'état de fragments de feuilles de bronze, mais ces éléments apparaissent suffisants pour reconstituer leur forme d'origine : le seau en forme de tronc de cône renversé mesure 64,5 cm de haut, et le bassin en forme de calotte sphérique mesure 32,5 cm de diamètre pour un peu plus de 5 cm de profondeur. L'ensemble est composé d'un alliage principalement constitué de cuivre et d'étain, variant légèrement d'une pièce à l'autre, mais très similaire aux proportions modernes. Le petit diamètre des roues et leur poids important oriente leur utilisation vers un support mobile de vase. L'association unique pour l'époque avec un seau soutient l'hypothèse d'un char de culte utilisé lors de processions. Le seau et le bassin font penser à un culte solaire, toujours associé à l'eau. La comparaison avec d'autres objets similaires datés, ainsi que l'étude dendrochronologique des pièces de bois, placent ce char entre l'âge du bronze final et la culture de Hallstatt.

### La fondation de Lugdunum, métropole des Gaules

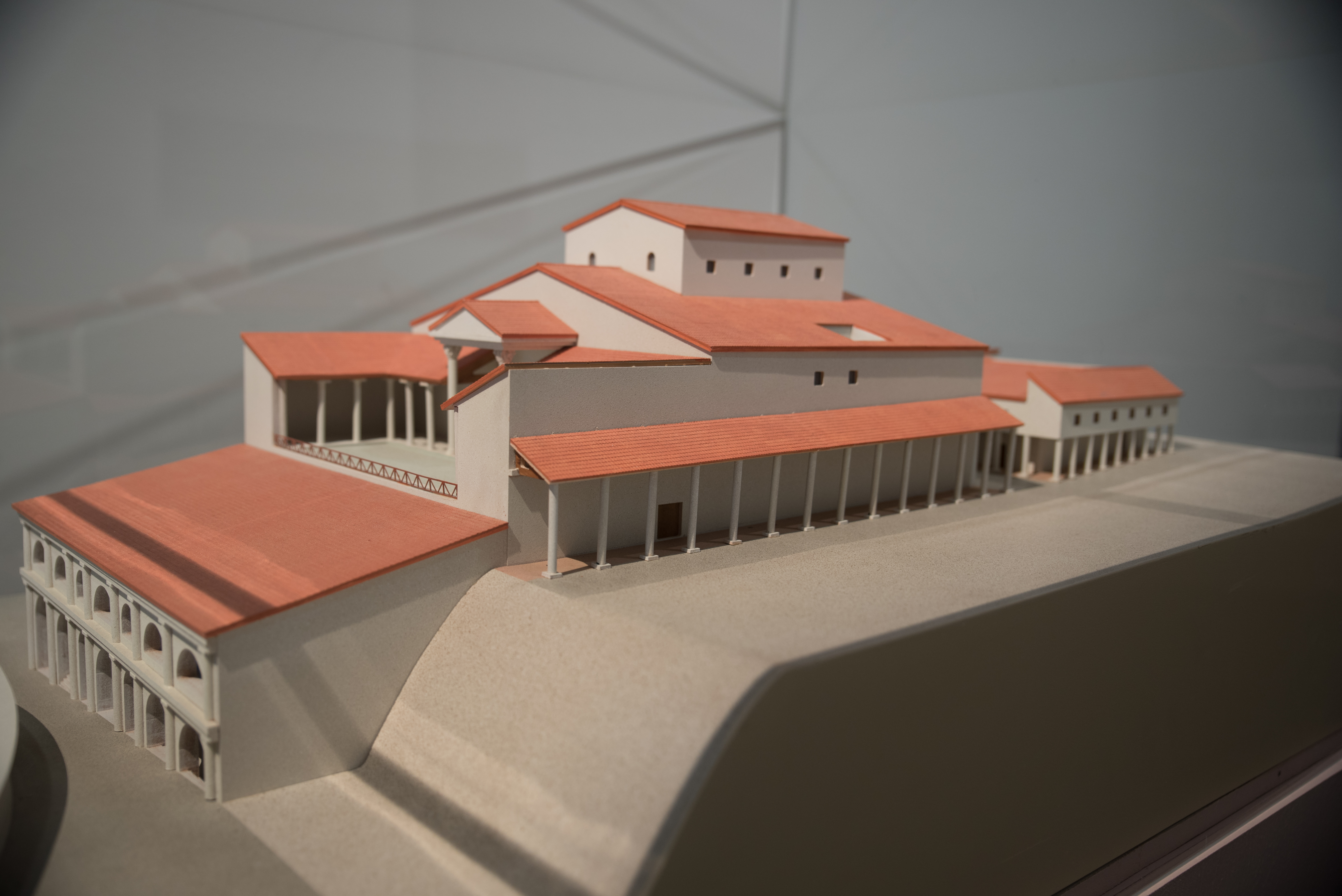
Le « palais du gouverneur », maquette conçue par Armand Desbat en 2005.

La colonie romaine de Lugdunum est fondée en 43 av. J;-C. par Lucius Munatius Plancus, fait indiqué dans son épitaphe funéraire qui désigne cette colonie sous le nom de « Lugudunum », terme parfois utilisé dans les documents modernes. Le musée présente une maquette de son mausolée de Gaète, où a été trouvé cette épitaphe.
Une autre maquette montre une reconstitution possible d'un complexe édifié sur la colline autour de 20 av. J.-C., qui pourrait être le palais du gouverneur de la colonie.

### Le sanctuaire confédéral et l'amphithéâtre
Le sanctuaire fédéral des Trois Gaules, situé à la périphérie de Lugdunum réunit les représentants des soixante nations des trois provinces de Gaule lyonnaise, Gaule belgique et Gaule aquitaine pour célébrer leur attachement à Rome et à Auguste. Ce sanctuaire s'articule en deux monuments, l'autel des Trois Gaules et l'amphithéâtre des Trois Gaules.
L'emplacement précis de l'autel des trois Gaules reste incertain, mais on connaît sa forme générale grâce aux revers monétaires, un enclos carré bordé à chaque angle de colonnes surmontées de statues de Victoire. Une statuette de la Victoire découverte dans la Saône en 1886, passe pour une possible représentation en miniature des statues qui se trouvaient au sommet de l'autel des Trois Gaules, elle mesure 22,5 cm de haut et date du Ier ou IIe siècle.

Évocations de l'autel des Trois Gaules
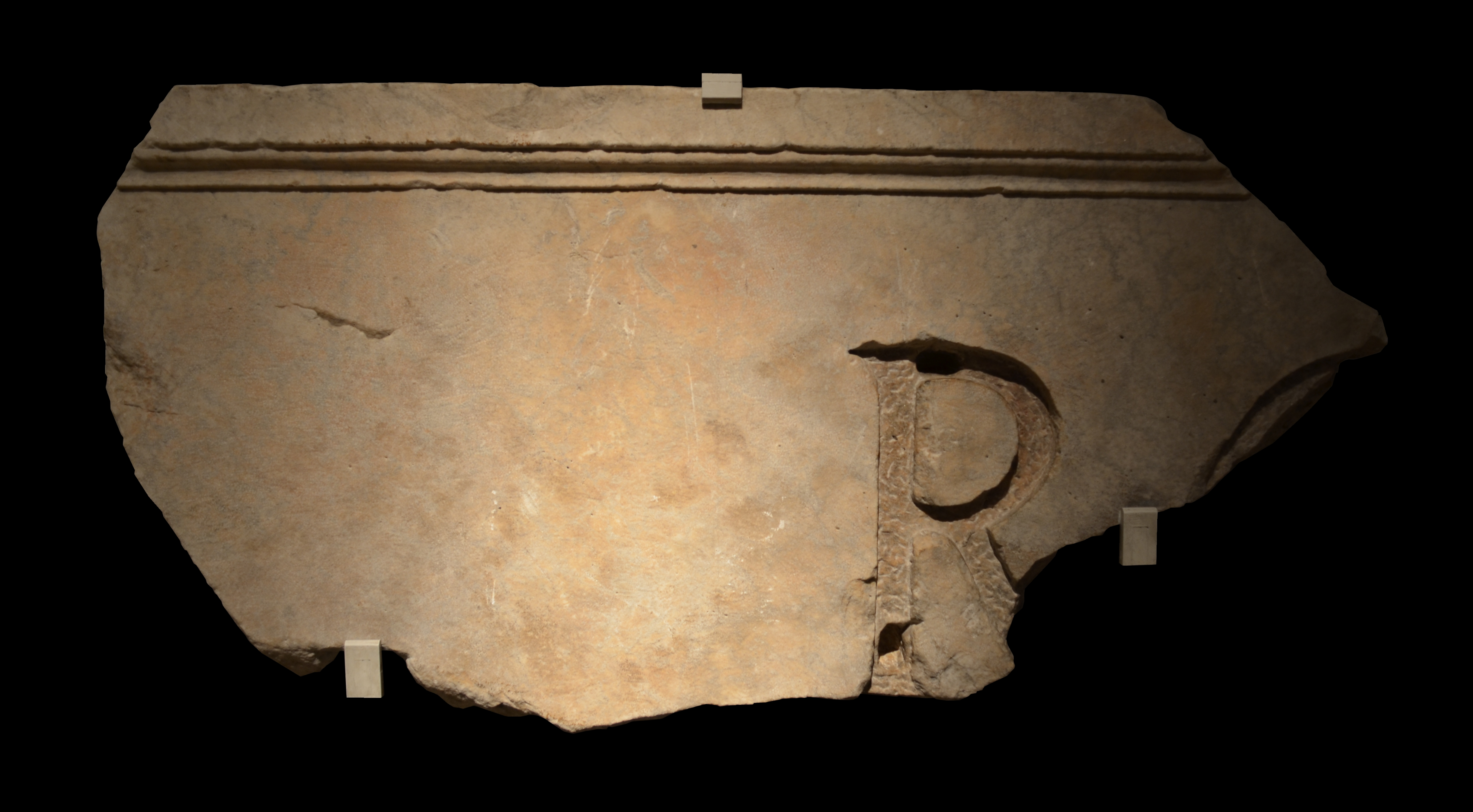
Fragment d'inscription monumentale RO(mae et augusto) en lettres de bronze.
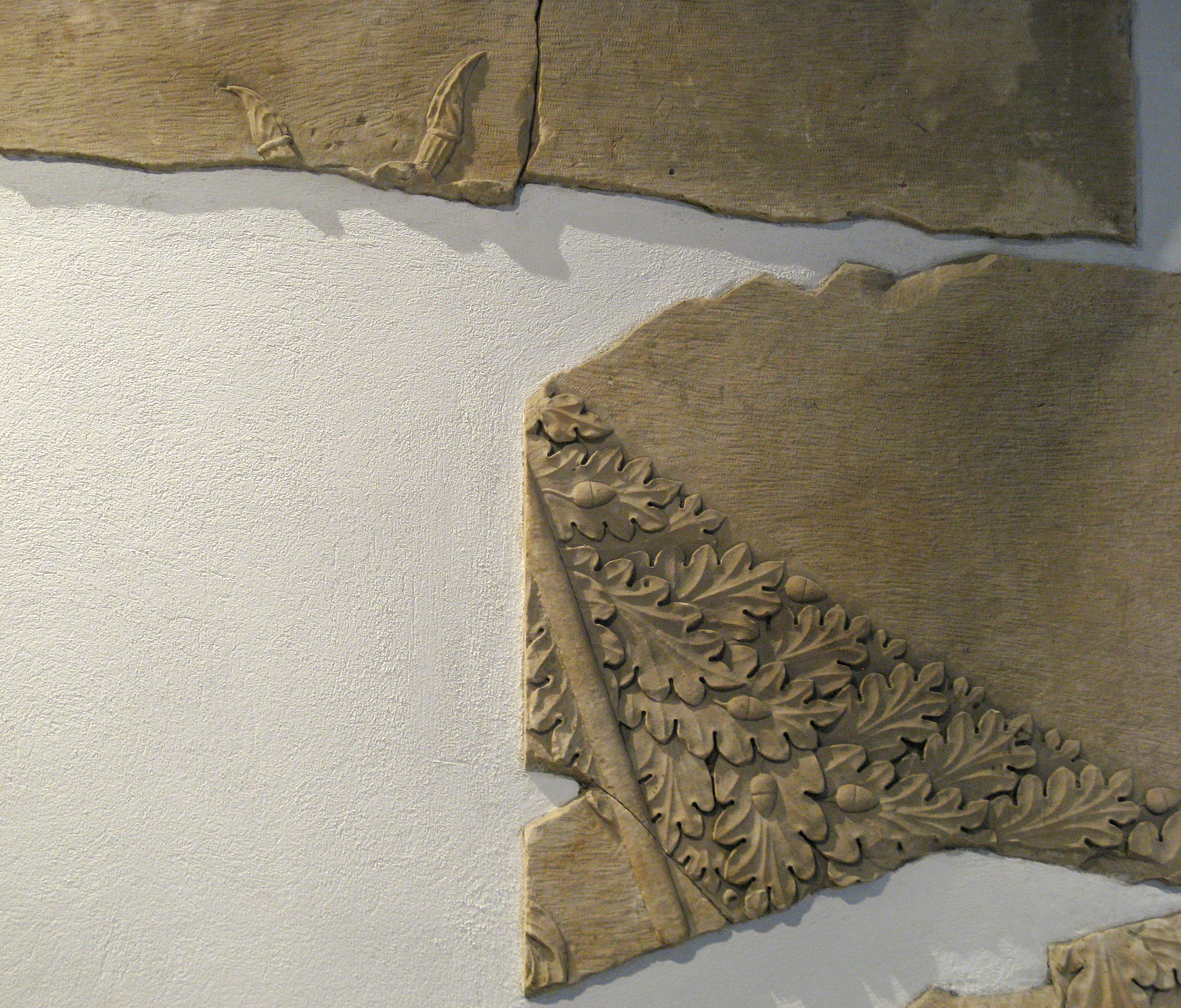
Plaque décorative provenant peut-être de l'autel.
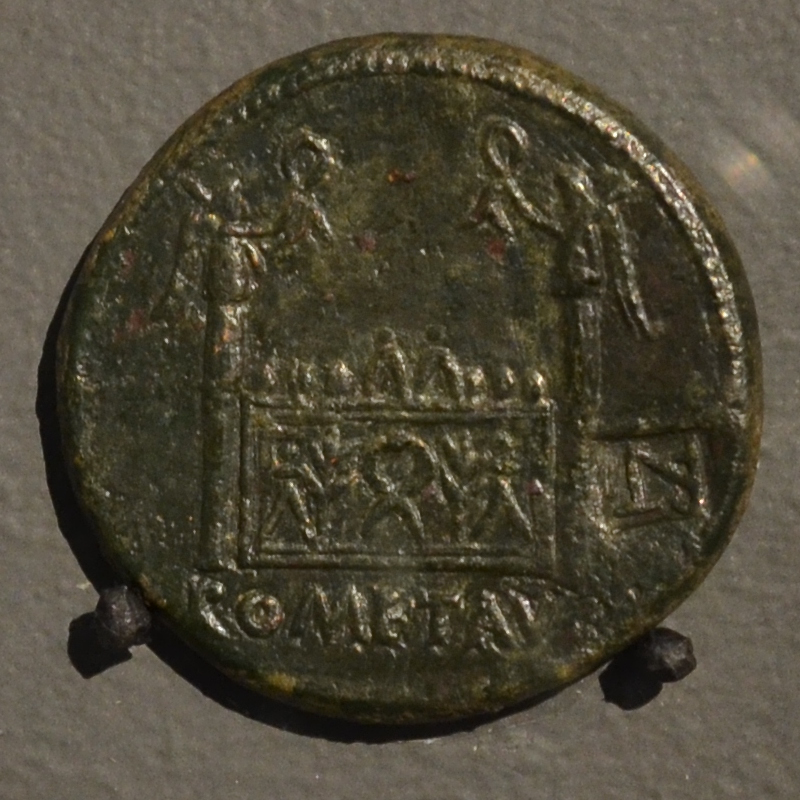
Sesterce, autel de Rome et d'Auguste, Musée des Beaux-Arts de Lyon.
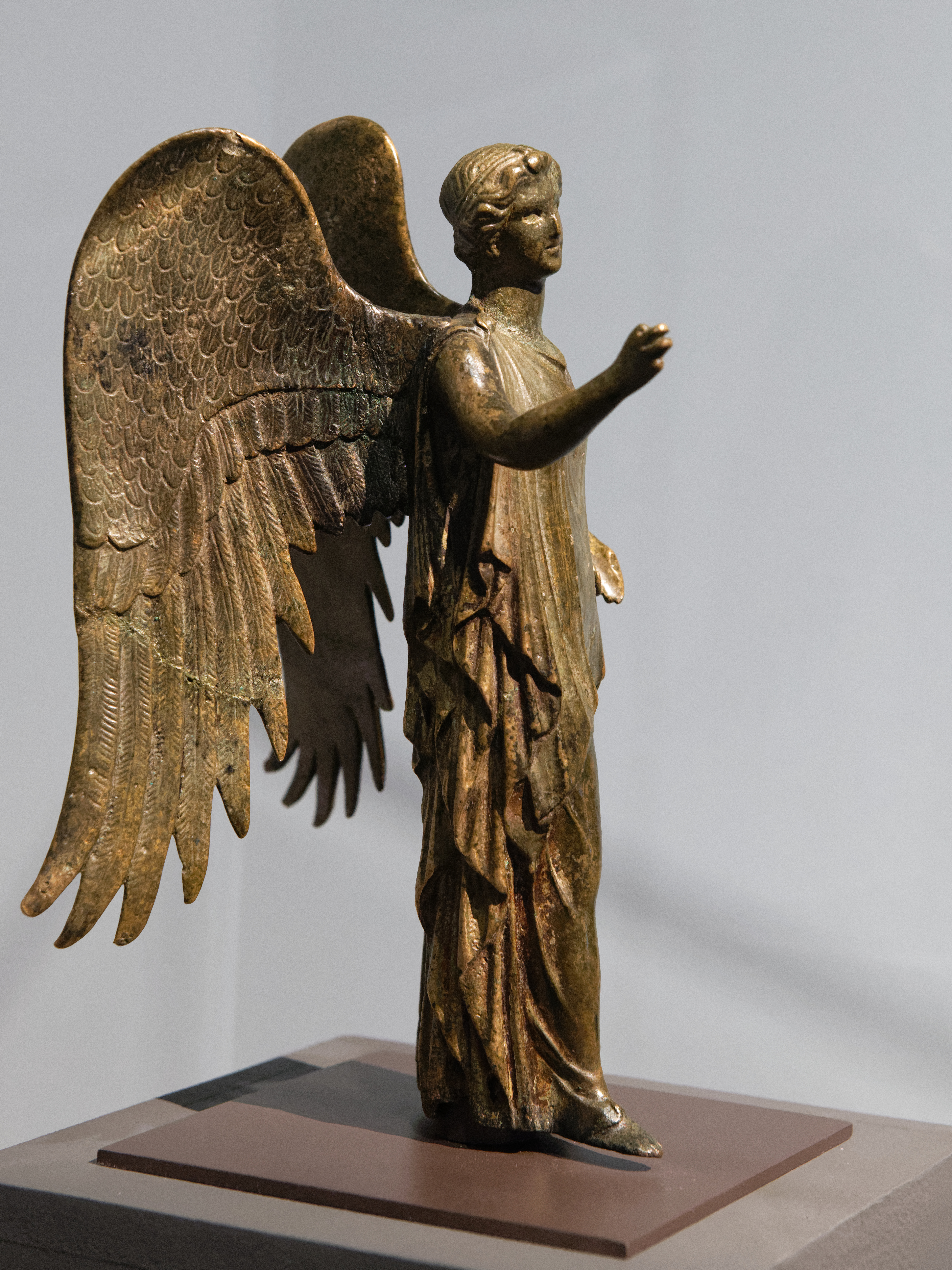
Statuette de la Victoire.

L'amphithéâtre des Trois Gaules a été en partie dégagé entre la Saône et la colline de La Croix-Rousse et sa dédicace de fondation est découverte en 1958 : Pour le salut de l'empereur Tibère César Auguste, Caius Julius Rufus, fils de Caius, prêtre de Rome et d'Auguste ... fils et petit-fils de la nation des Santons, l'ont construit de leur financement.

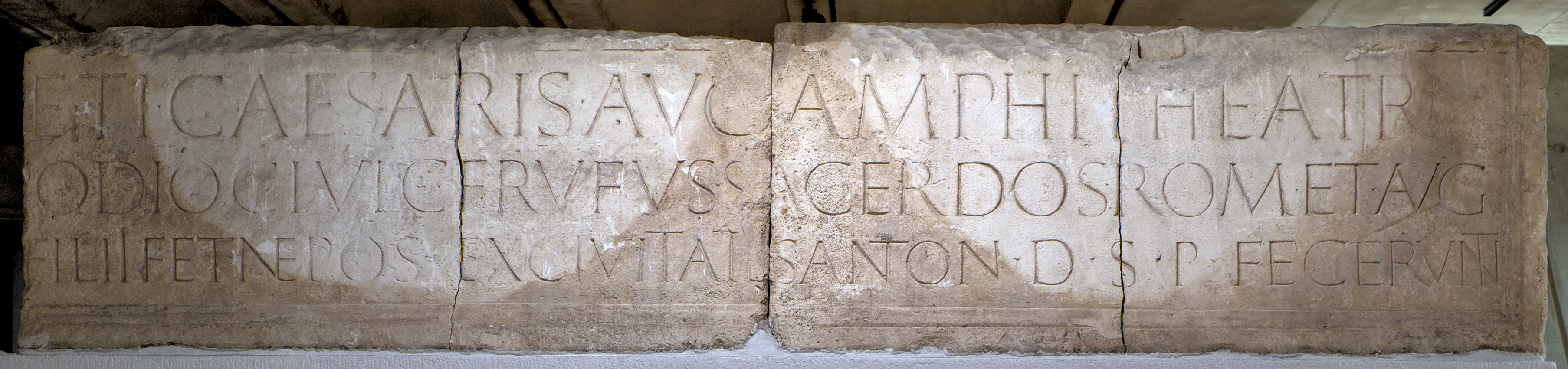
Dédicace de l'amphithéâtre AE 1959, 00078.
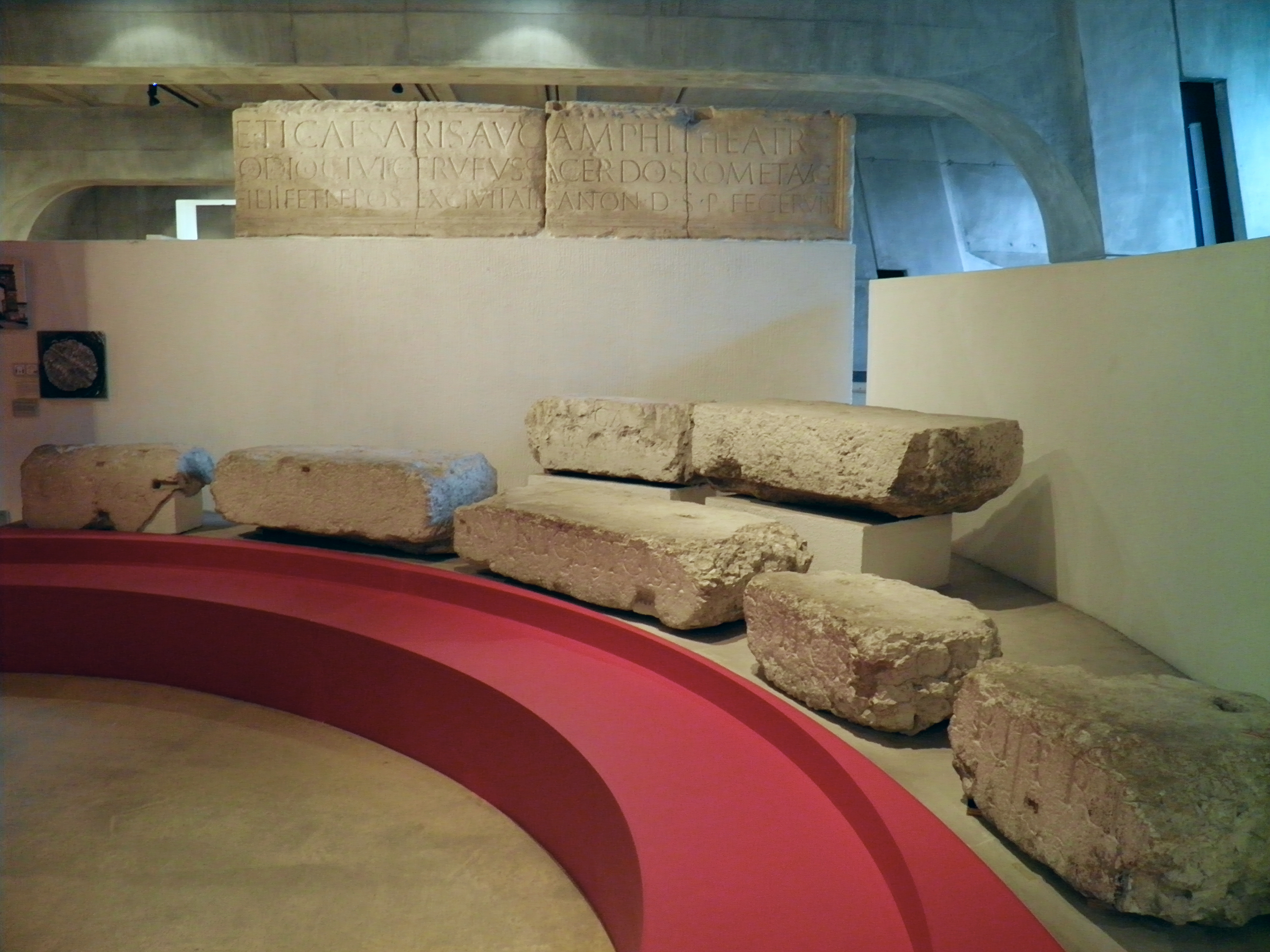
Blocs des gradins, places marquées aux noms de peuples gaulois.

De nombreuses lampes à huile illustrent les combats de gladiateurs, moments forts des jeux célébrés dans l'amphithéâtre. Une autre vitrine présente une découverte exceptionnelle, un graffiti de grande dimension, dessin de deux gladiateurs.

Lampes à huile décorées de gladiateurs
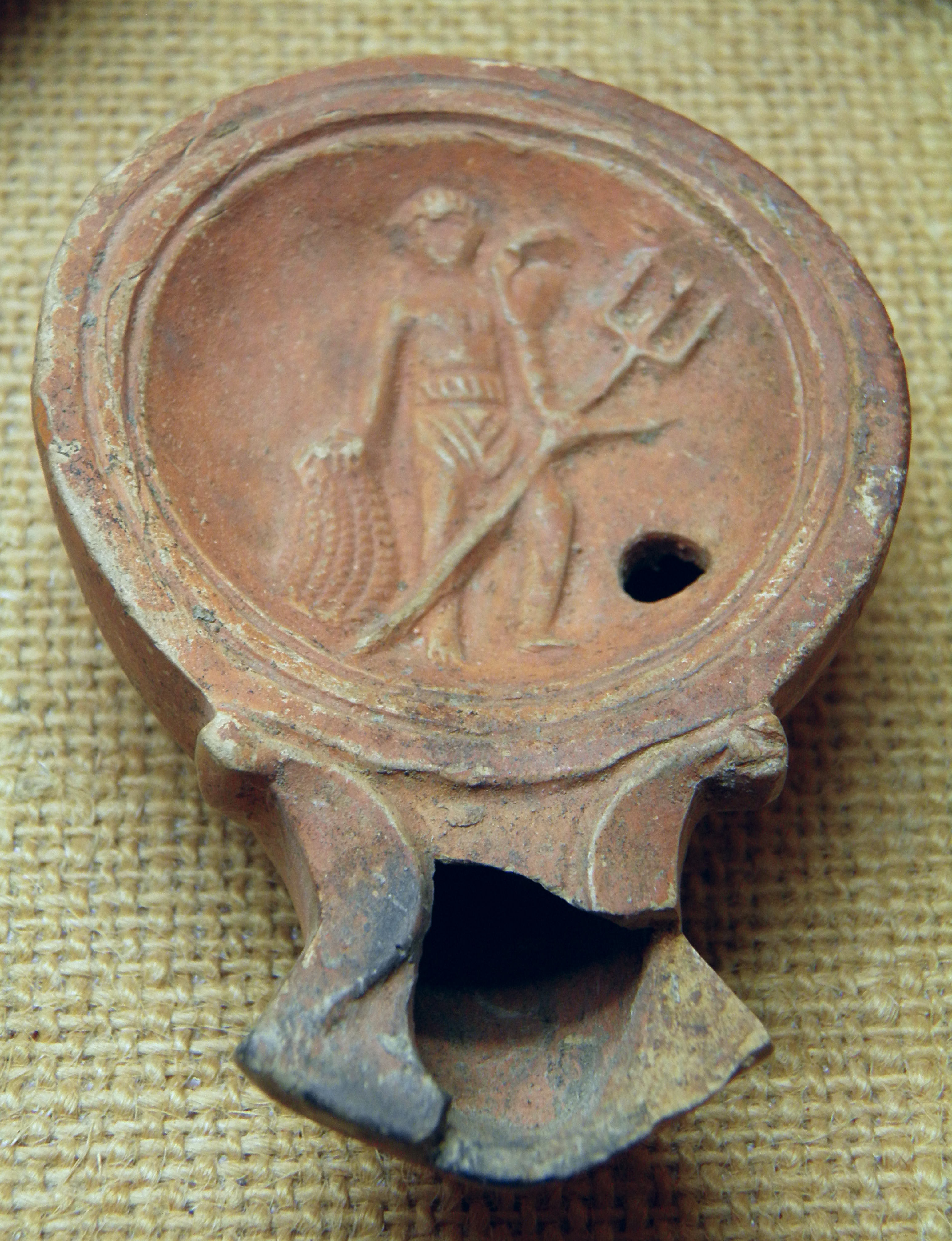
Rétiaire.
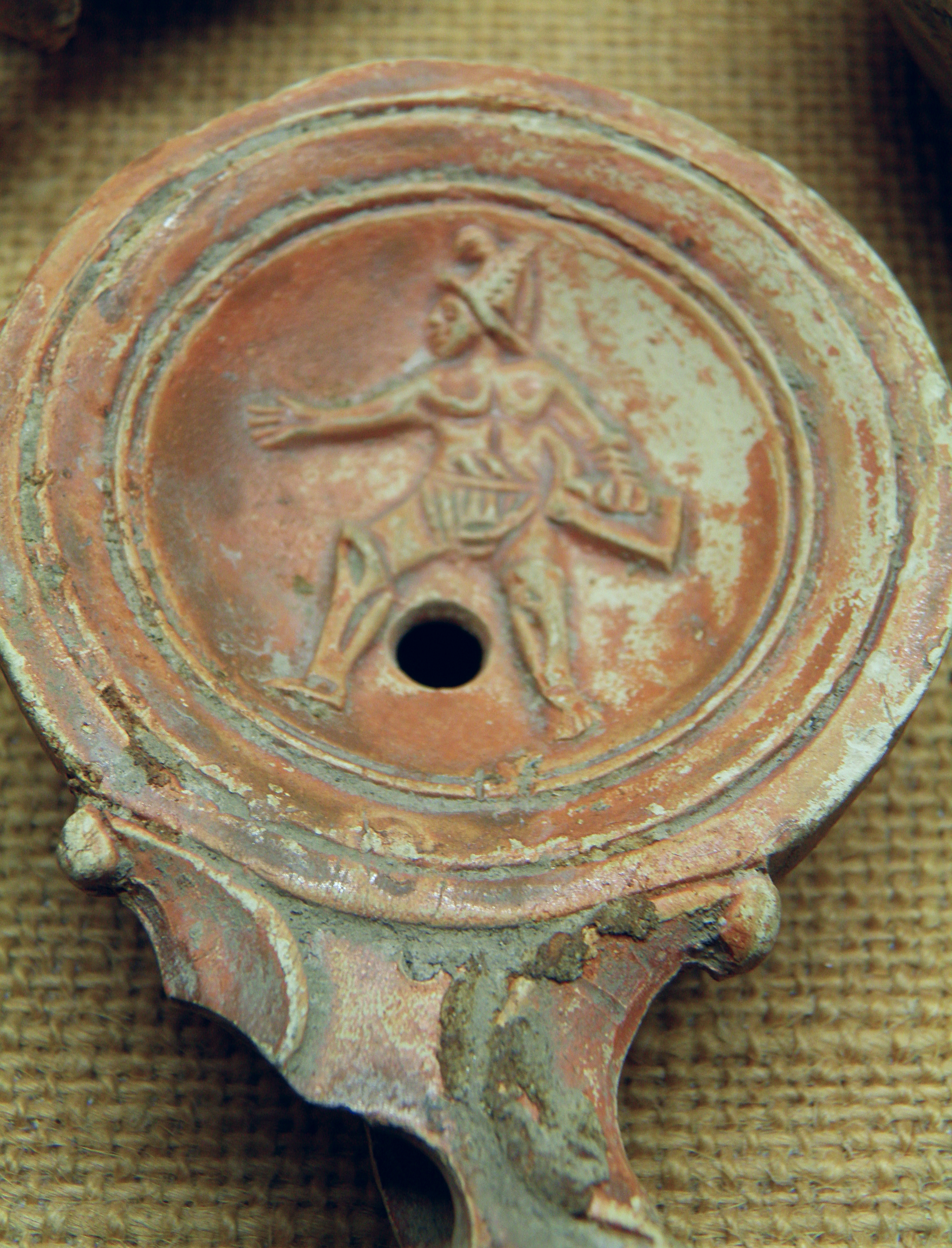
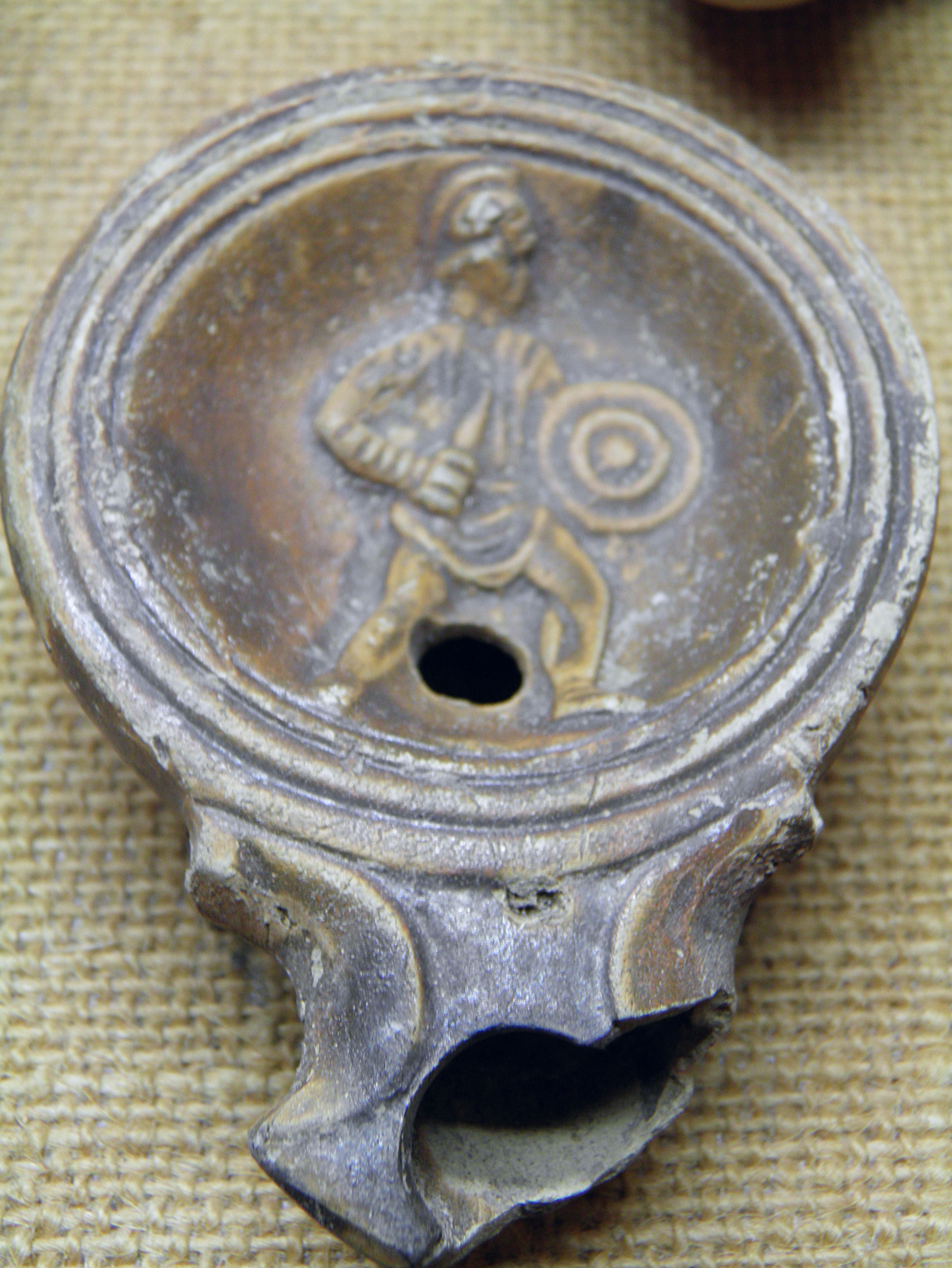
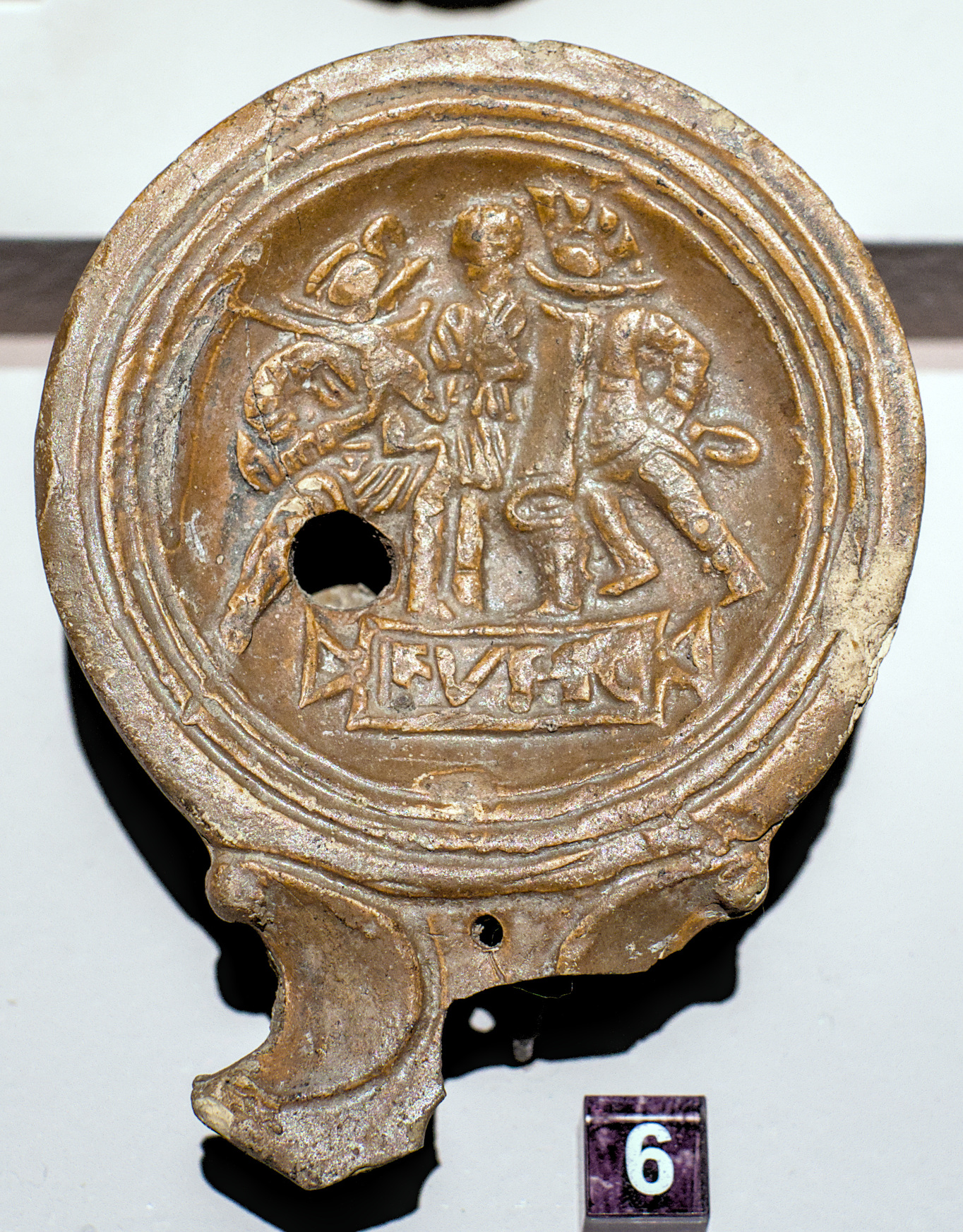
Combattants et arbitre.
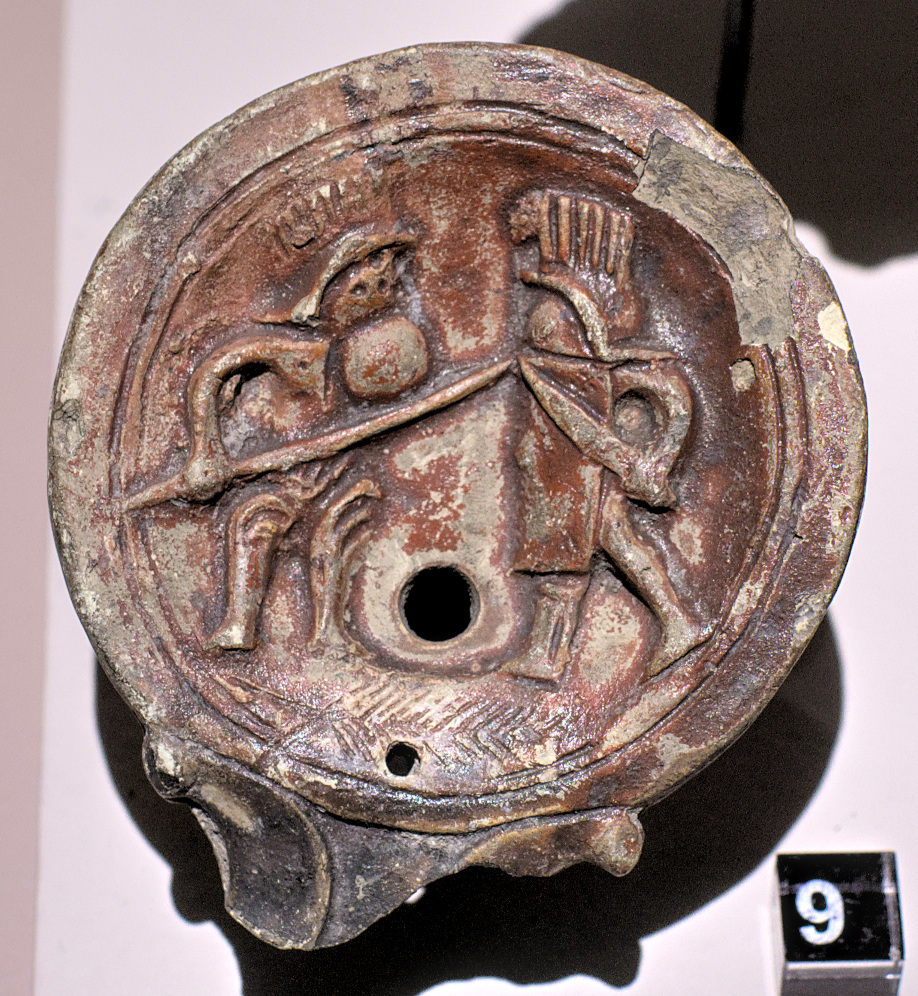
Hoplomaque contre mirmillon.
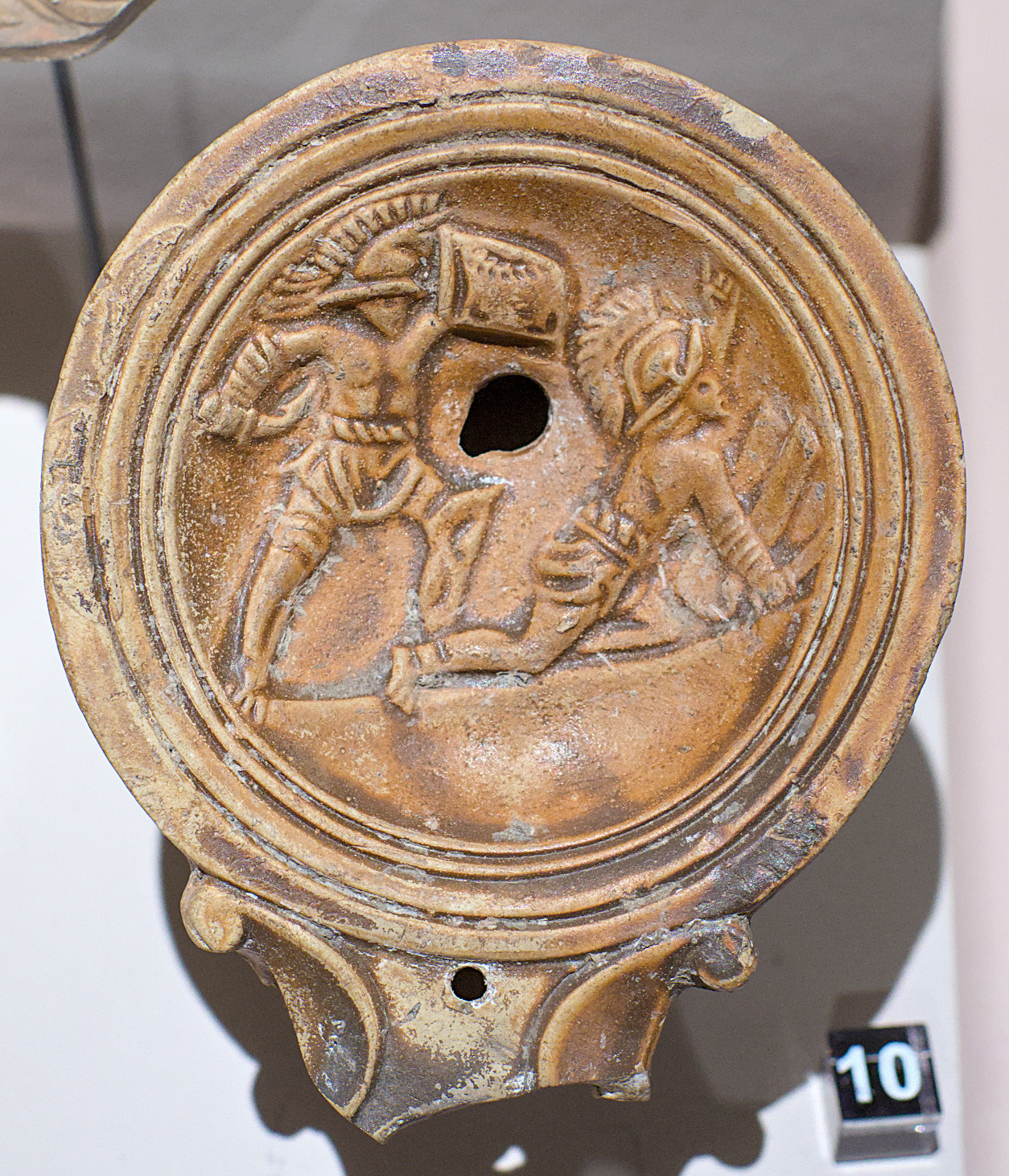
Thrace vainqueur du mirmillon.

### Le conseil des Gaules

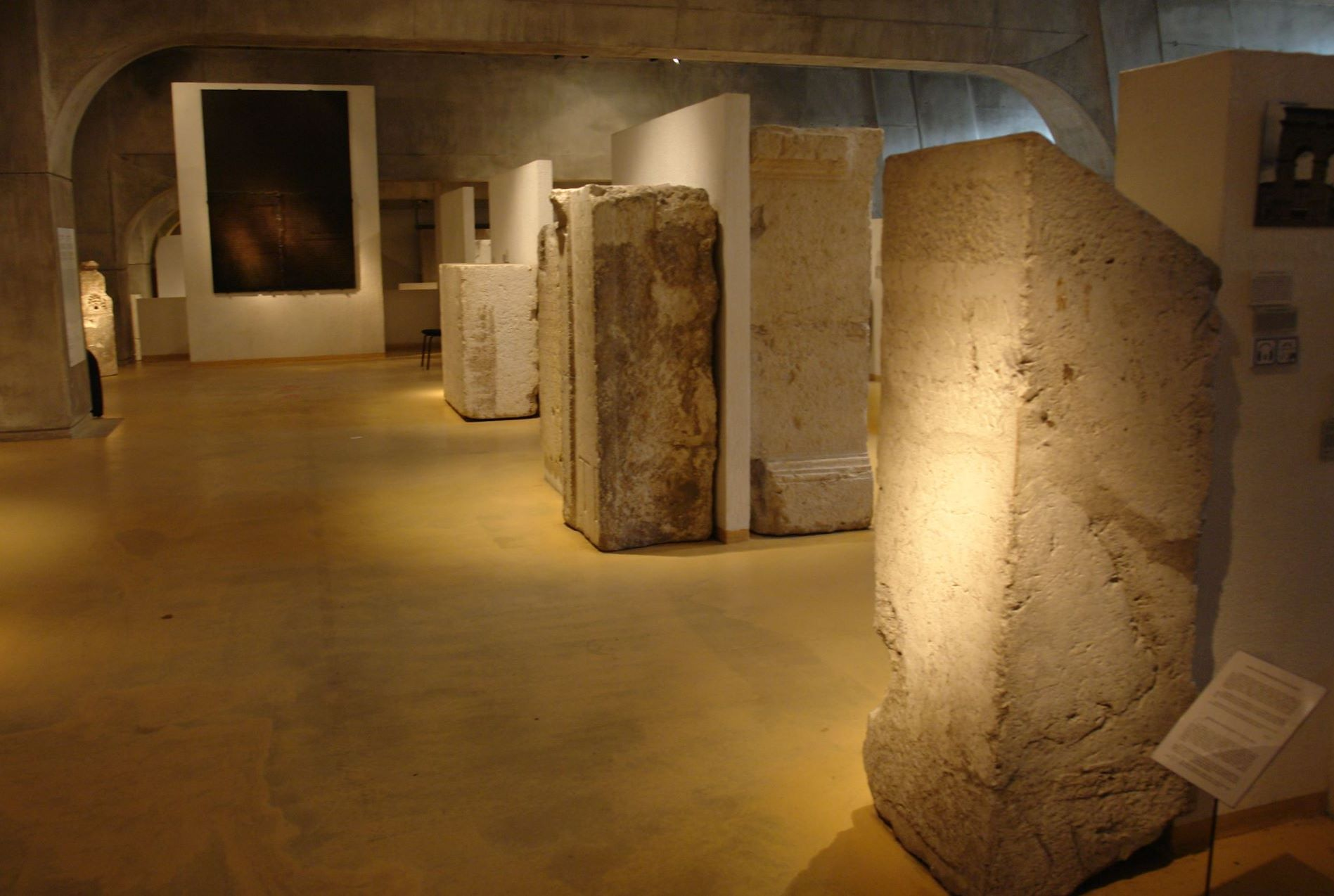
La table Claudienne, au fond des séries d'inscriptions honorifiques.

Les représentants des nations gauloises réunies chaque année dans le sanctuaire des Trois Gaules forment le Conseil des Gaules, qui élit à sa tête le sacerdos (prêtre) de Rome et d'Auguste. Le musée regroupe plusieurs bases de statues honorifiques dédiées par le Conseil à ces prêtres.

Bases de statues de sacerdos de Rome et d'Auguste
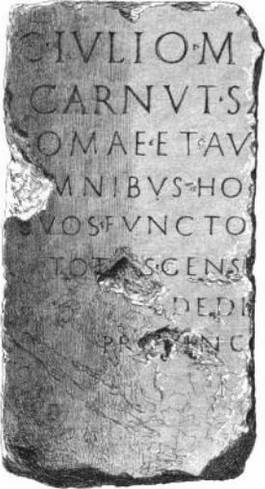
C. Iulius M[?], Carnute CIL XIII, 1694.
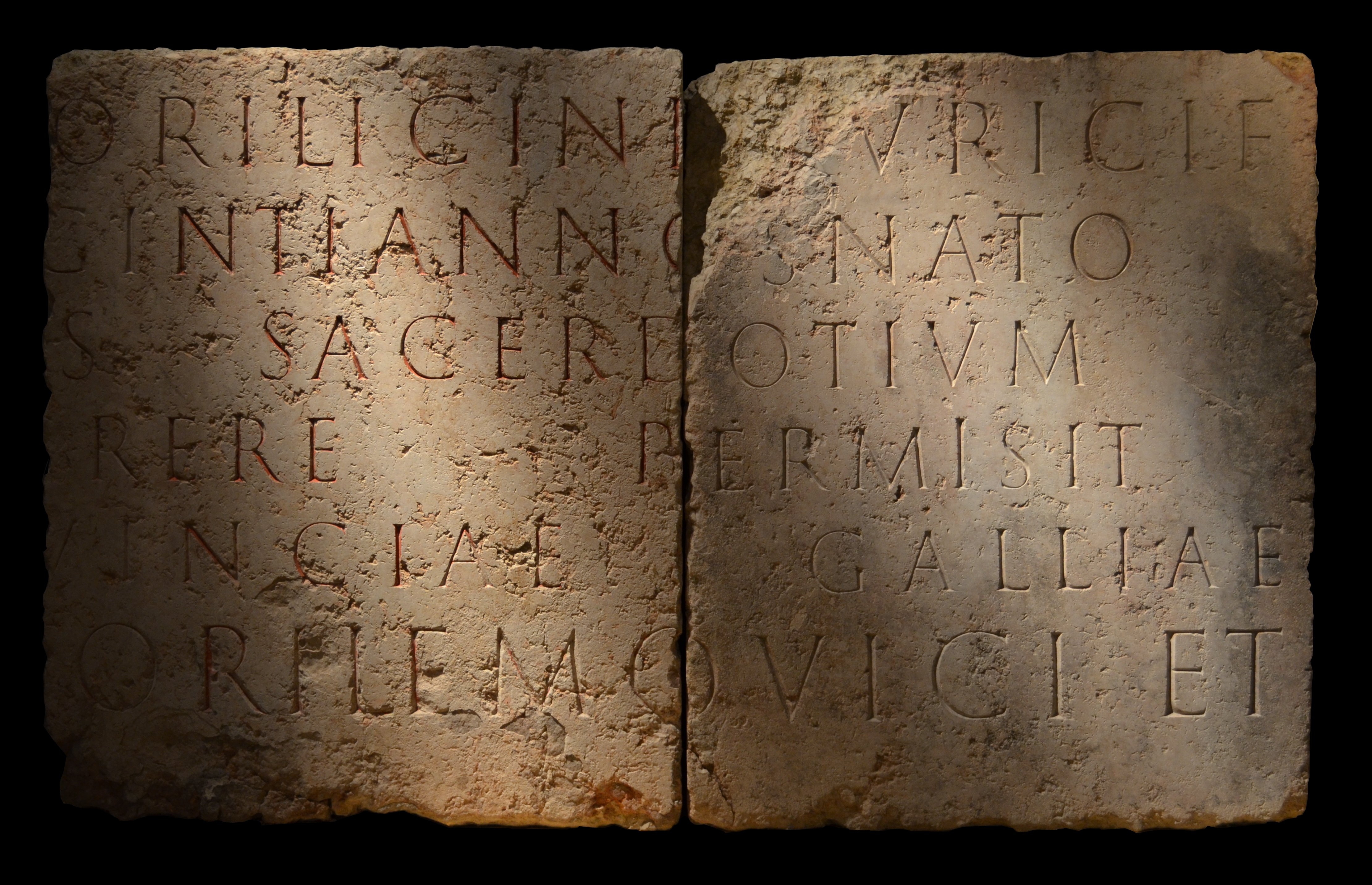
Q. Licinius Ultor, à vingt-deux ans, Lémovice CIL XIII, 1700.
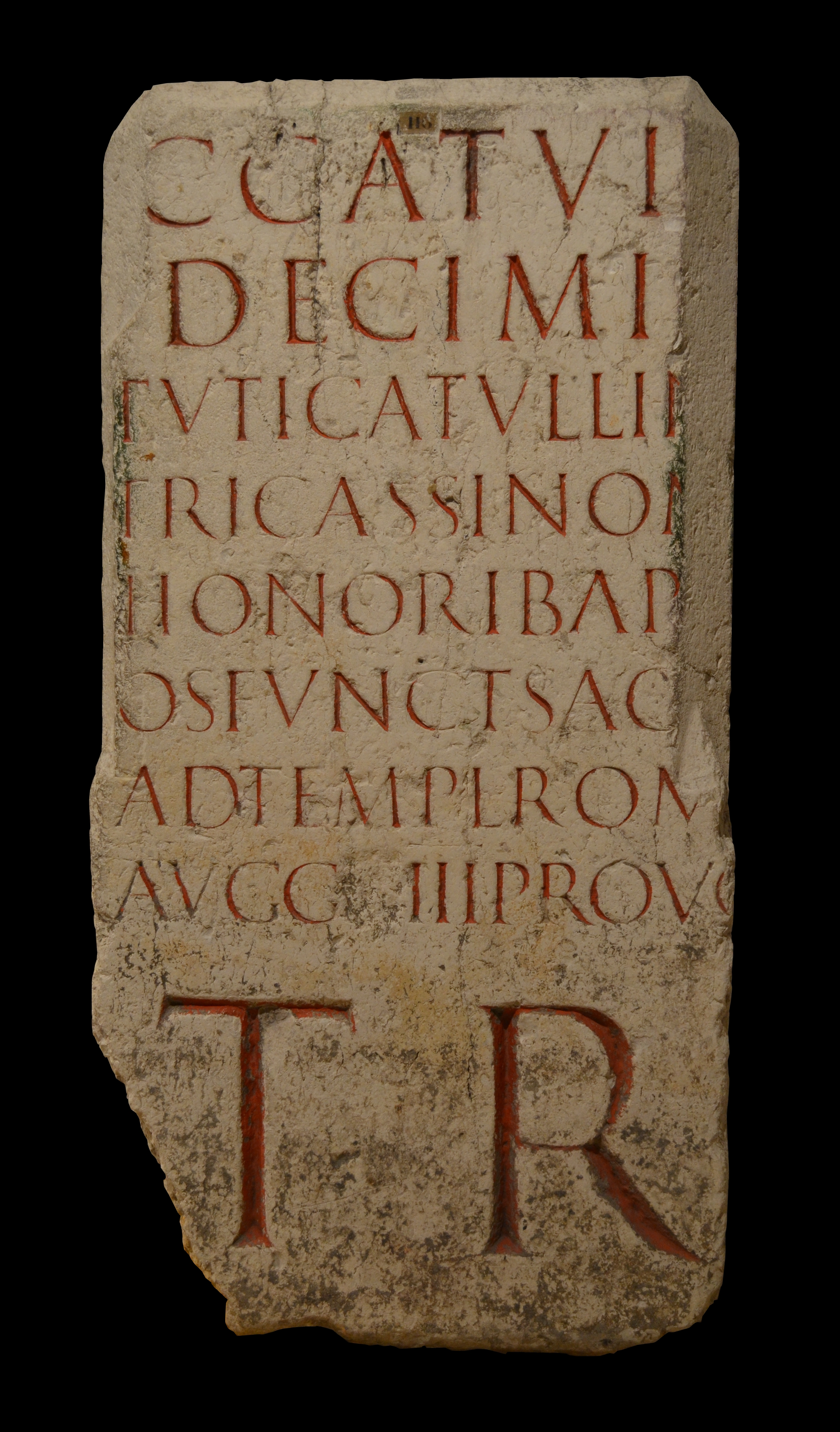
C. Catullius Deciminus Tricasse CIL XIII, 1691.
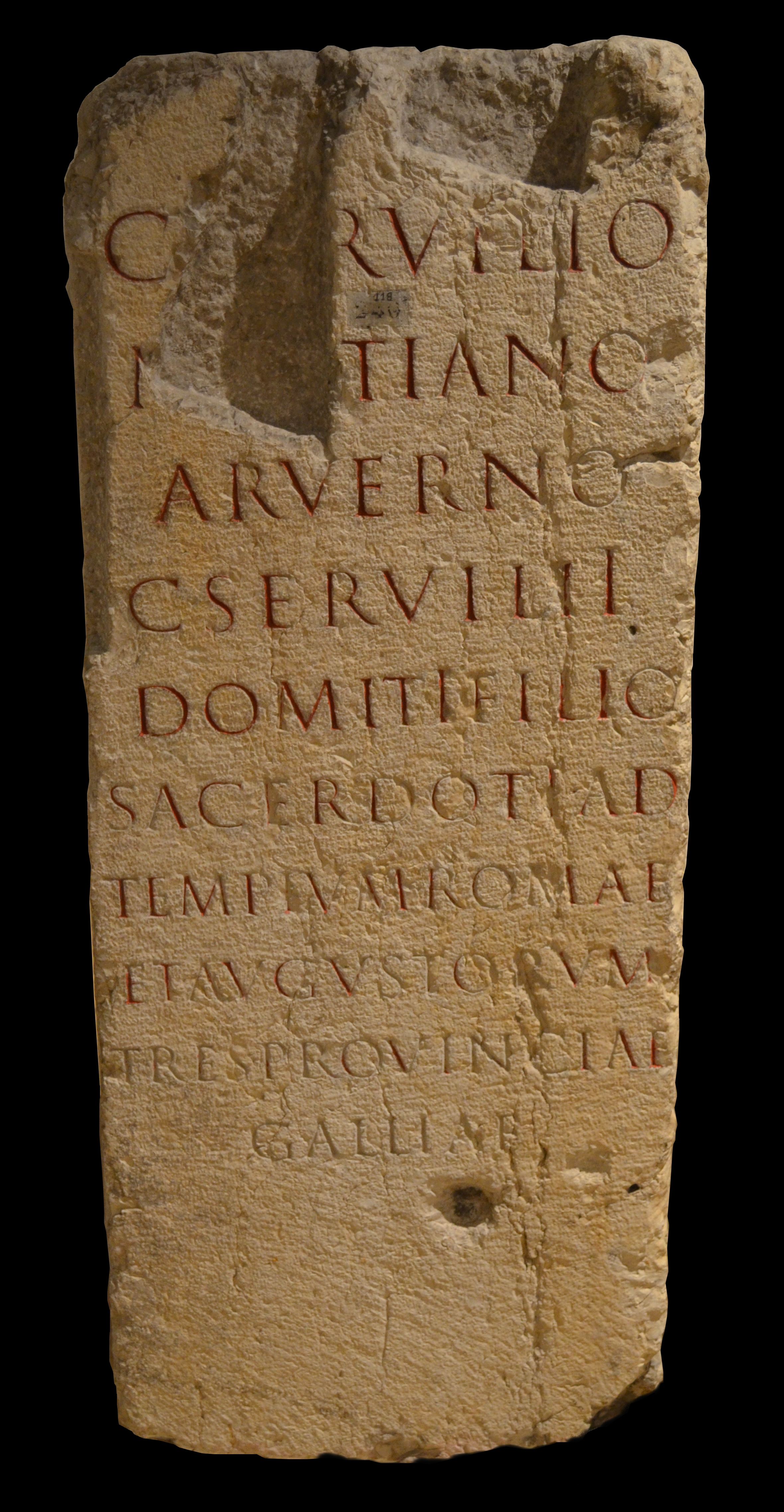
C. Servilius Martianus Arverne CIL XIII, 01706.

Le conseil des Gaules pouvait intervenir auprès de l'empereur. La réponse impériale la plus remarquable à une de ces requêtes a probablement été publiée dans le sanctuaire fédéral, sous la forme de la table claudienne, transcription du discours de l'empereur Claude proposant l'ouverture du Sénat de Rome aux citoyens des trois Gaules.

### Le pouvoir local
Si la gestion des provinces gauloises est assurée par les légats de Rome, la cité de Lugdunum est autonome et est gérée par les élites locales, riches propriétaires, négociants et patrons d'entreprise. Grâce au rang de colonie romaine de Lugdunum, ils possèdent la citoyenneté romaine et se regroupent en ordre des décurions, qui désignent les magistrats locaux, (duumviri) et les prêtres de cultes publics (flamines). Certains sont connus par les statues honorifiques qu'ont élévé leurs concitoyens, et dont les bases ont été retrouvées, portant une dédicace qui résume leur carrière publique.

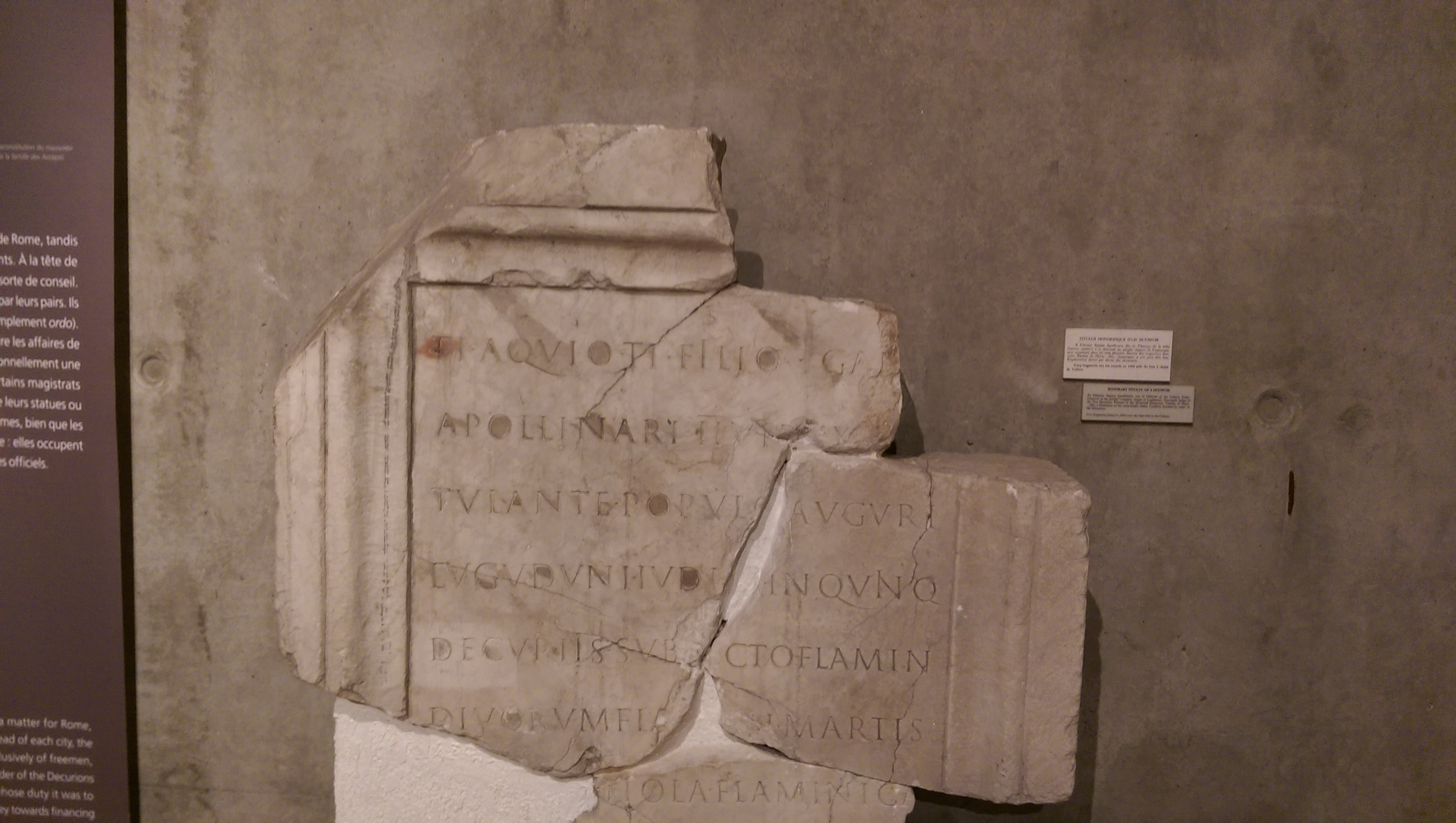
Base de la statue de Ti. Aquius Apollinaris, duumvir, juge et flamine de Mars AE 1966, 0252.
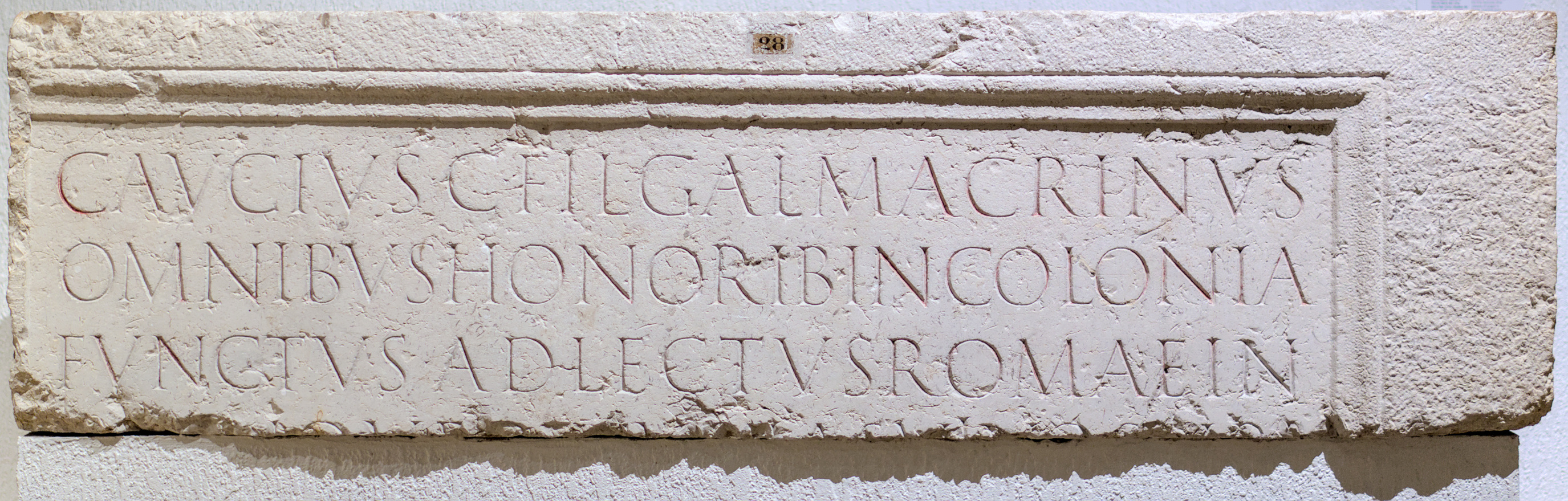
Inscription funéraire de C. Aucius Macrinus, promu à tous les honneurs de sa colonie, admis comme juge à Rome. Découvert en 1864 à Vaise CIL XIII, 01798.

### Le culte impérial municipal
Le culte impérial est aussi assuré au niveau de la colonie de Lugdunum, par les aristocratiques décurions de la cité organisés en collèges de flamines attachés au culte d'un empereur divinisé, et par les seviri augustales, riches affranchis dont c'est le sommet de carrière. L'archéologie dénombre plus de soixante-dix sévirs à Lugdunum, identifiés par l'inscription funéraire de leur sarcophage.

Desservants municipaux du culte impérial
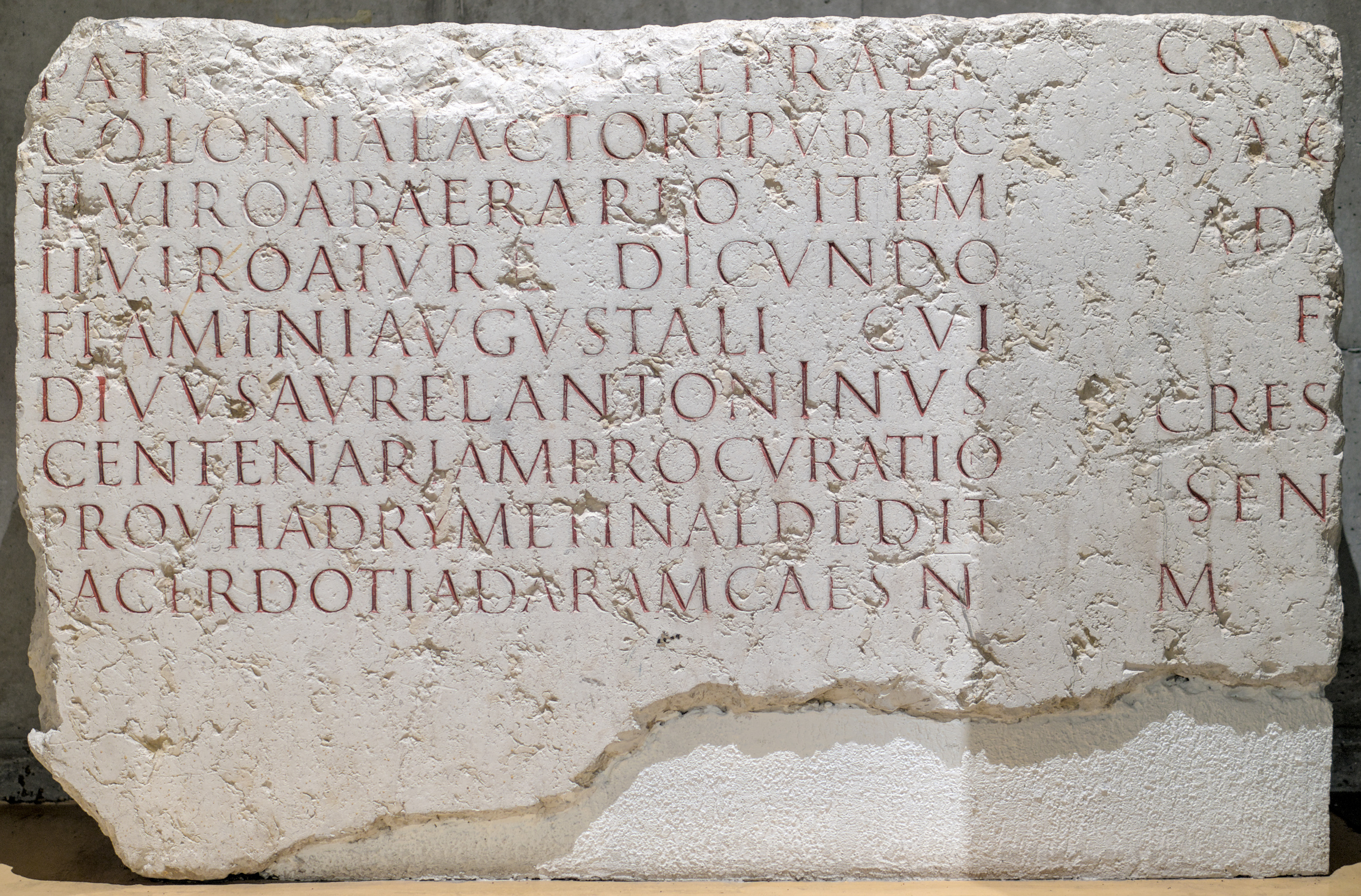
Base de monument d'un duumvir, flamine augustal du divin Aurelius Antoninus CIL XIII, 0684.
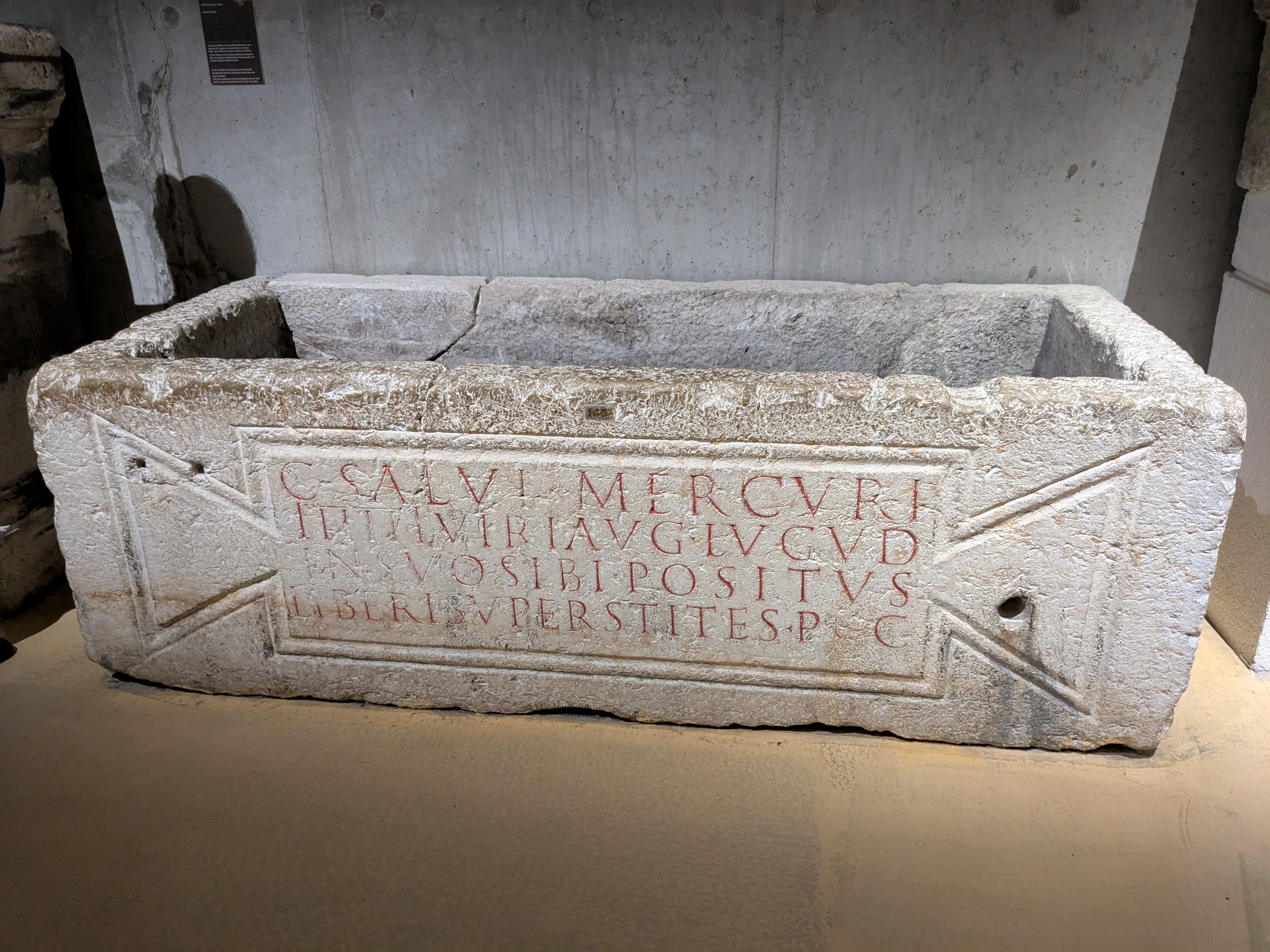
Sarcophage du sévir Salvius Mercurius CIL XIII, 01971

### Le pouvoir impérial et l'administration de Rome
Lugdunum est aussi la capitale de la province de Gaule lyonnaise, dirigée par un légat d'Auguste propréteur. Lugdunum accueille donc des fonctionnaires de l'administration impériale. Les inscriptions honorifiques lyonnaises identifient certains titulaires : administration financière de la Gaule lyonnaise et de la Gaule Aquitaine dirigée par un procurateur de rang équestre, recouvrement d'impôts comme le vingtième des héritages ou le quarantième des Gaules par des esclaves ou des affranchis impériaux, gestion des mines de fer.

Administration de Rome
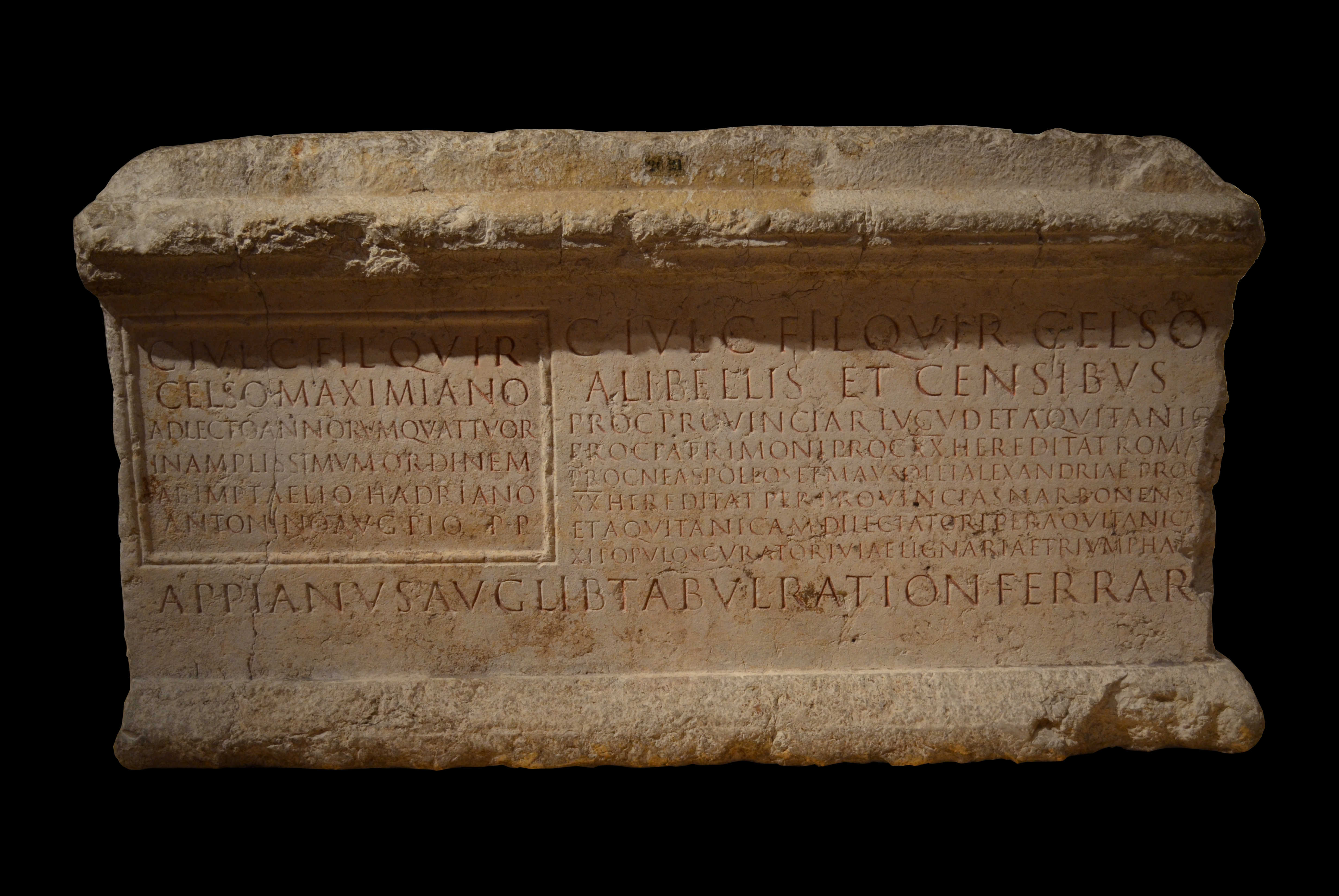
C. Iulius Celsus, procurateur des Gaules lyonnaise et aquitaine CIL XIII, 1808
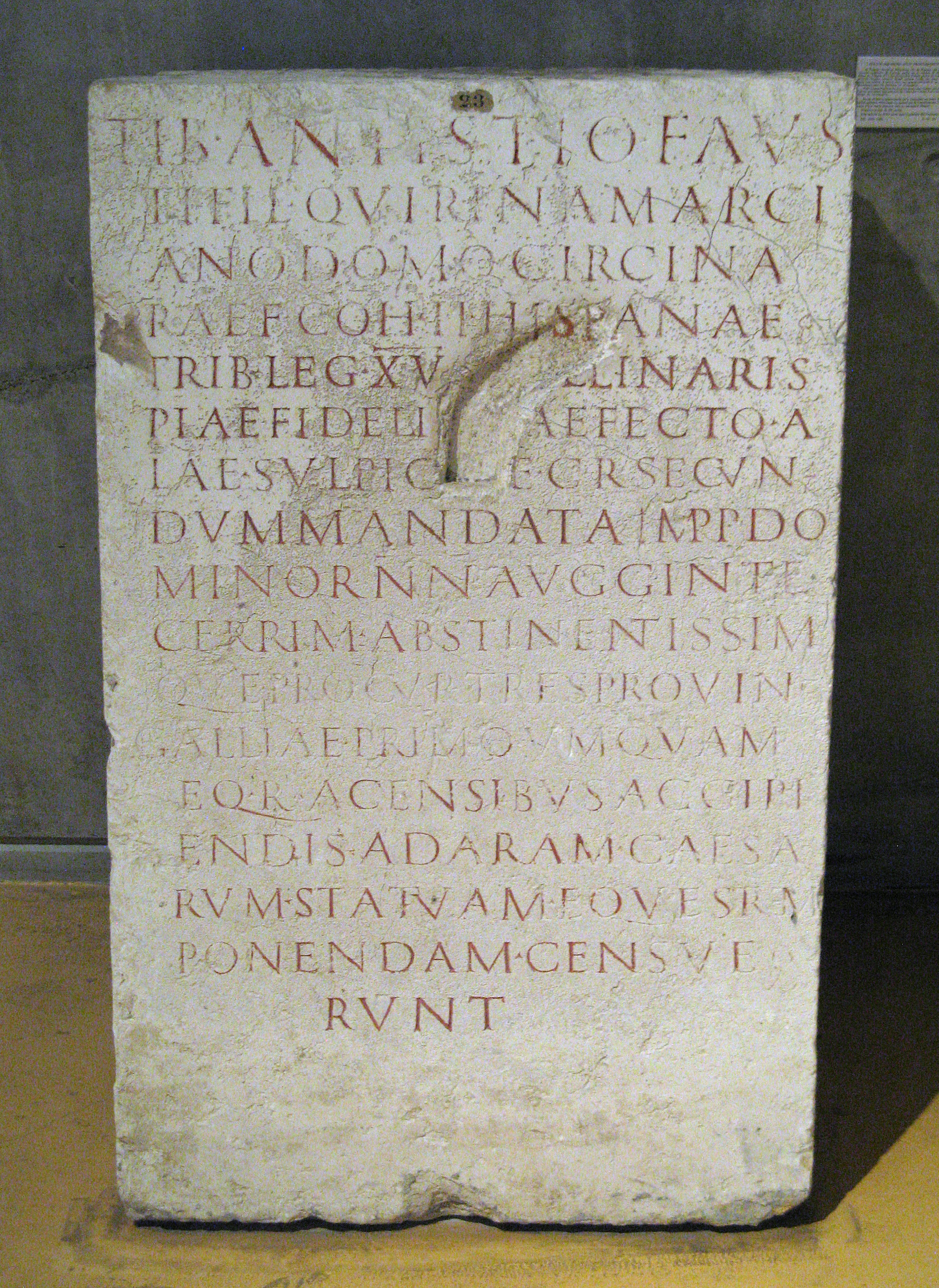
Antistius, procurateur des trois Gaules CIL XIII, 1680.
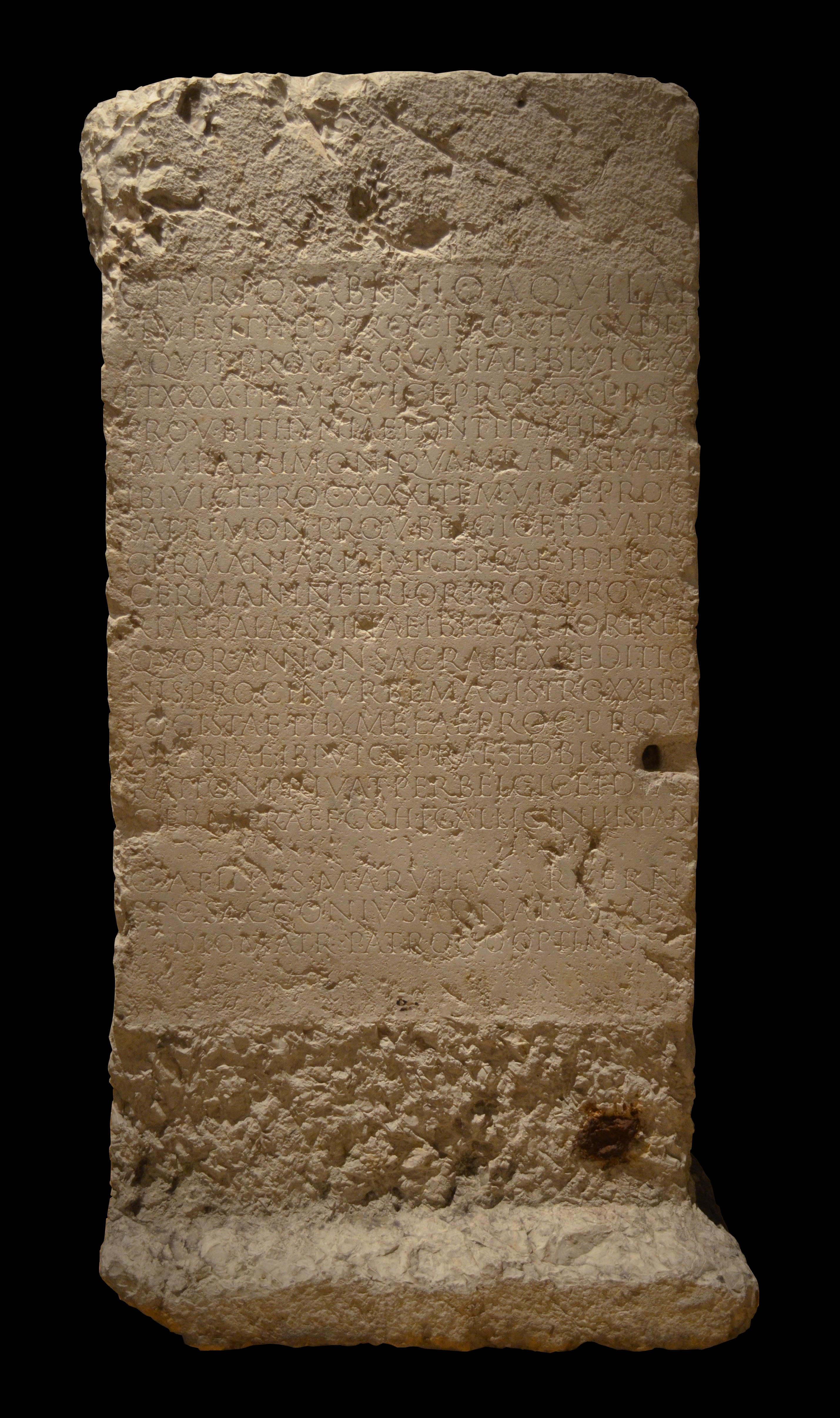
Timésithée, procurateur des Gaules lyonnaise et aquitaine CIL XIII, 1807.
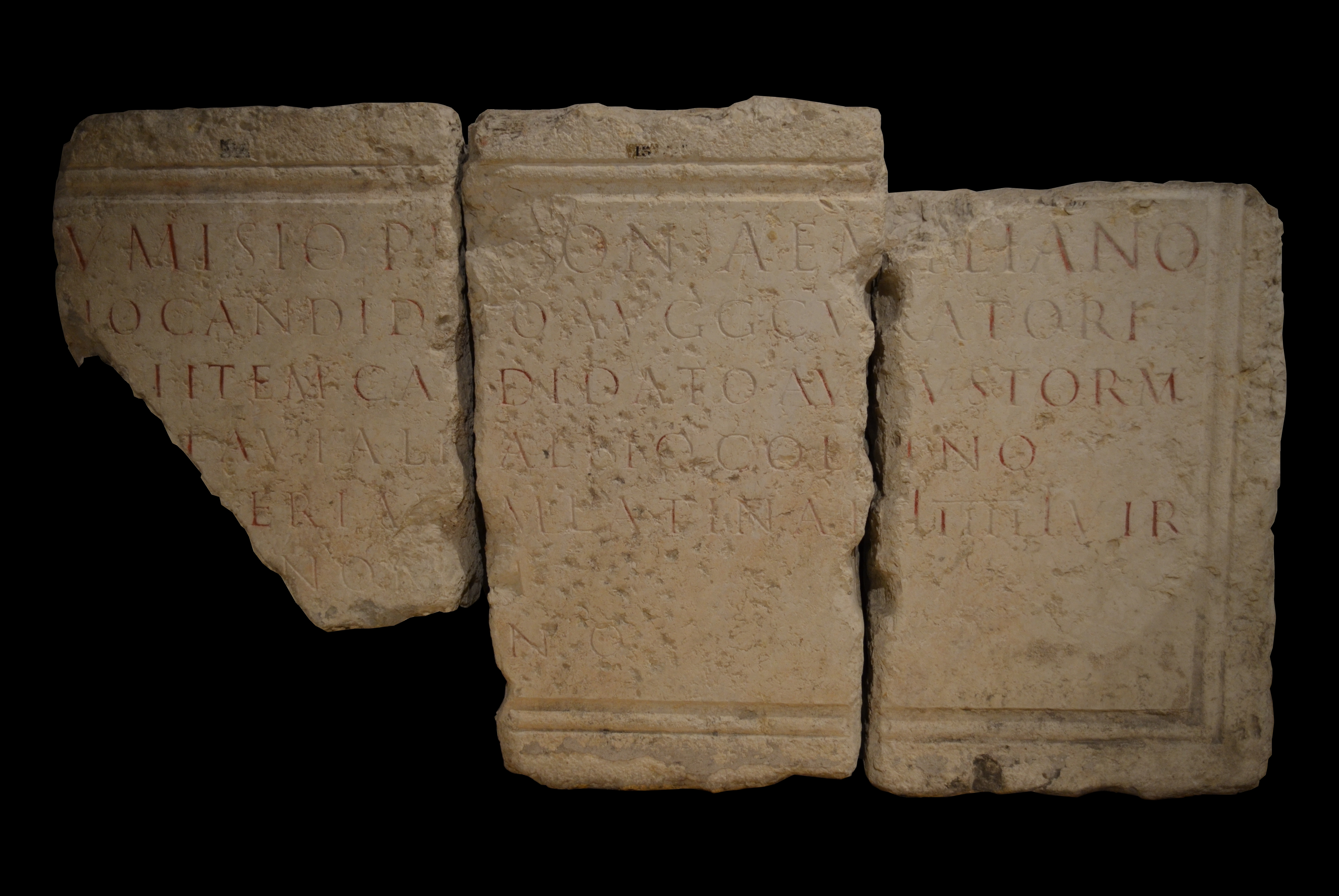
Inscription des Lyonnais à leur patron, curateur de la colonie CIL XIII, 1806.
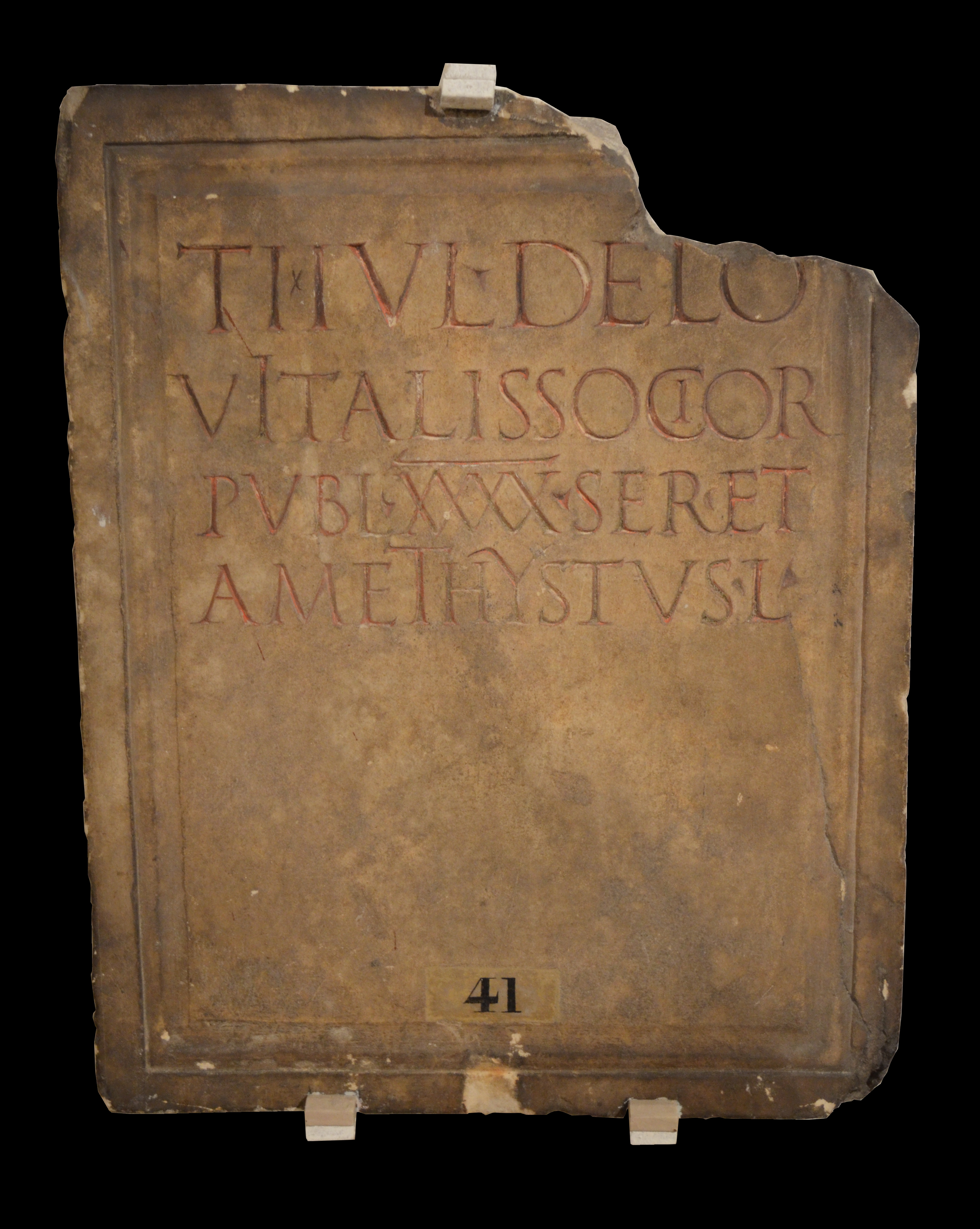
Épitaphe d'un agent du quarantième des Gaules. CIL XIII, 1819.

Lugdunum est aussi le siège d'un atelier monétaire, le plus important émetteur après l'atelier de Rome. Entre 15 av. J.-C. et 64 après J.-C., il a le monopole de la frappe des monnaies d'or et d'argent. De nombreuses pièces sont frappées avec au revers l'image de l'autel du Sanctuaire fédéral des Trois Gaules.

### L'armée
Une présence militaire permanente a été assurée à Lugdunum par une cohorte urbaine durant les deux premiers siècles. Un diplôme militaire, plaquette de bronze découverte en 1913, atteste de la libération à la fin de son service de Sextus Egnatius Paulus, soldat de la XIIIe cohorte urbaine, démobilisée par l'empereur Commode.
Plusieurs trouvailles d'équipement militaire sont présentées dans les vitrines. Les restes d'un légionnaire ont été découverts en 1950 au 10 rue des Fantasques dans le quartier des pentes de la Croix-Rousse. Retrouvé avec des fragments de sa panoplie militaire et une douzaine de denier, le corps de ce soldat avait été jeté au fond d'un puits, probablement après la bataille de Lugdunum en l'an 197.
D'autres pièces d'équipement proviennent de la colline de Fourvière, donc de Lugdunum : une côte de maille au Clos du Verbe incarné, un umbo de bouclier rue des Farges.

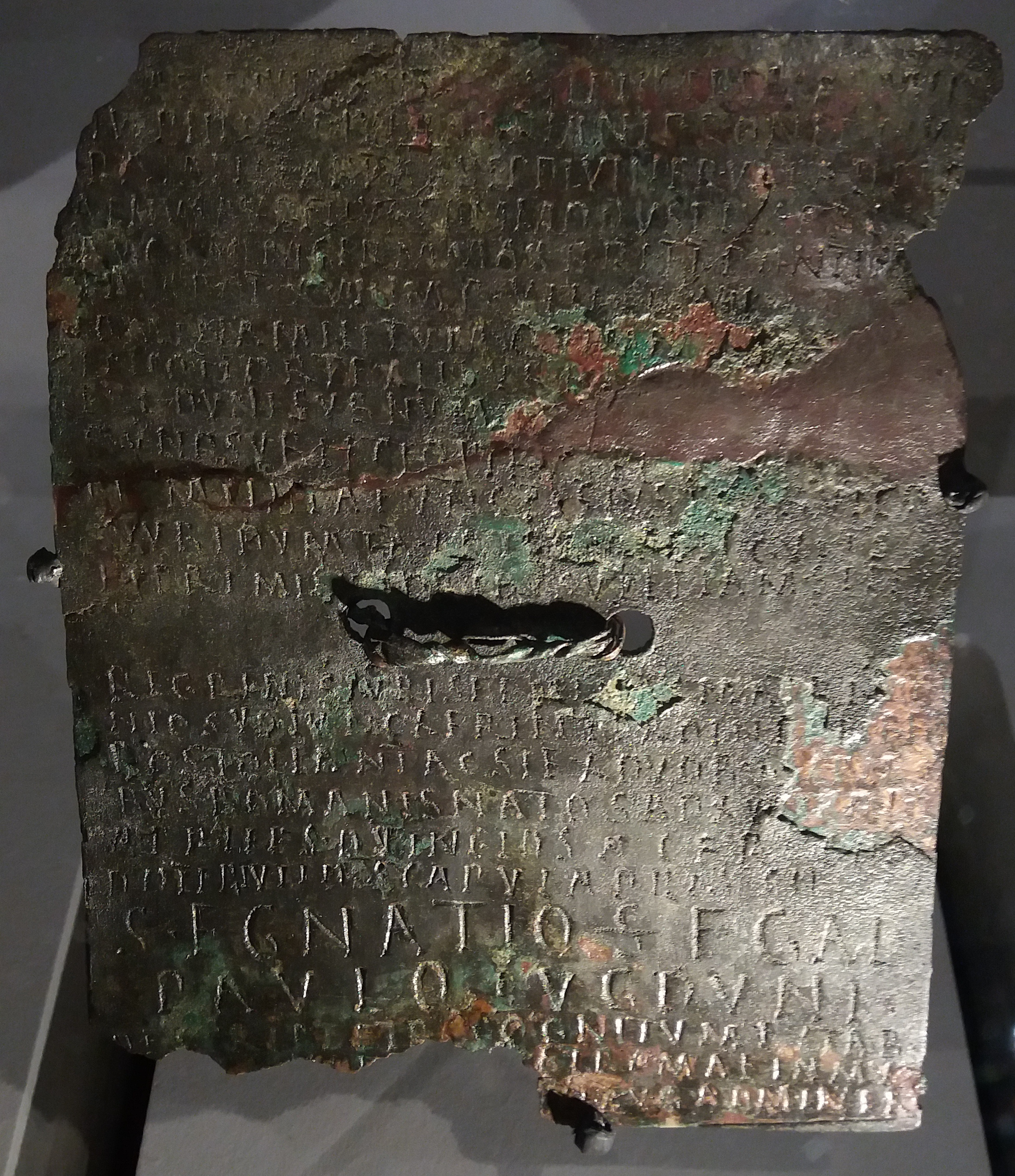
Diplôme militaire de Sextus Egnatius Paulus.
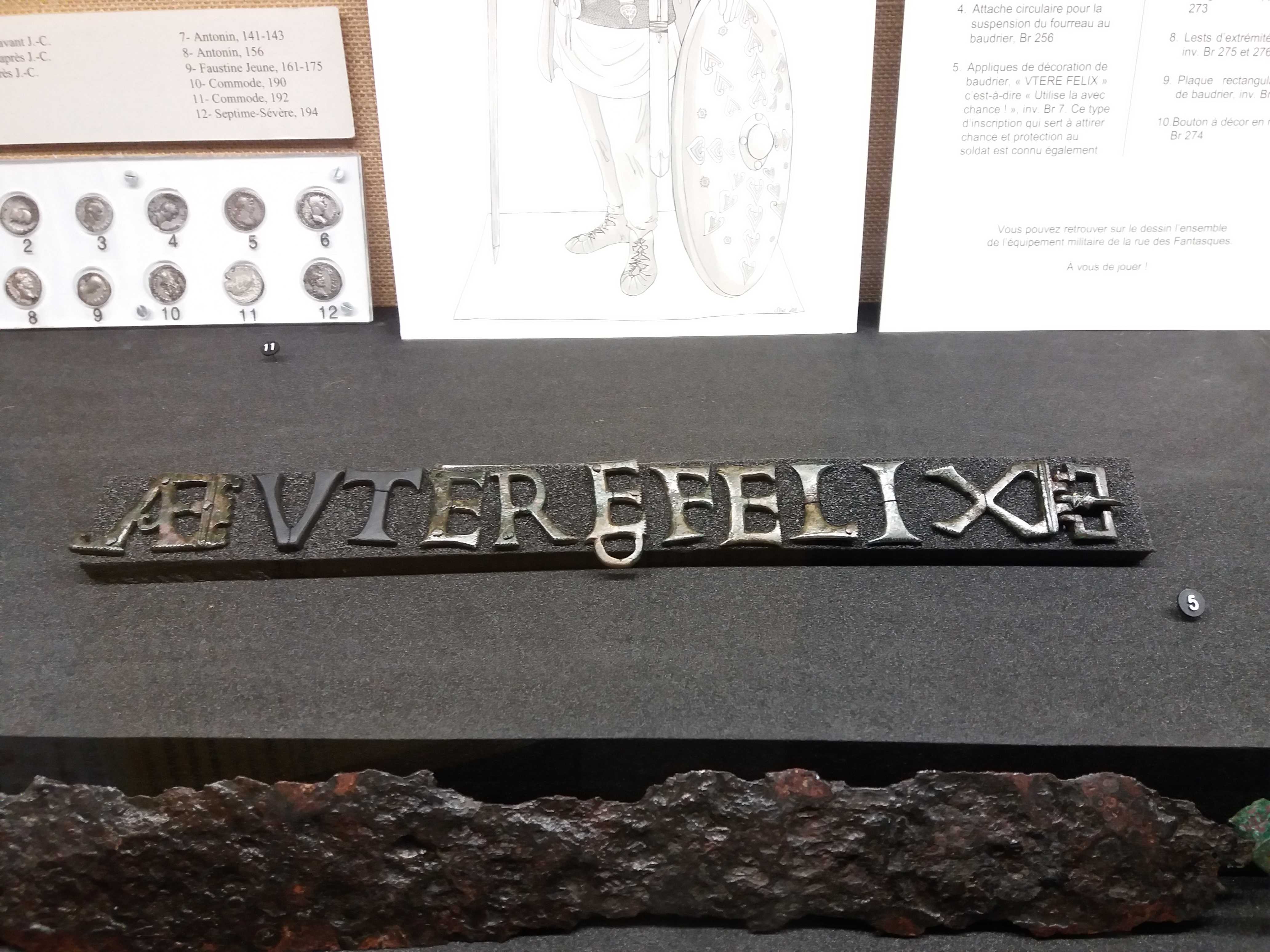
Ornement de baudrier, rue des Fantasques.
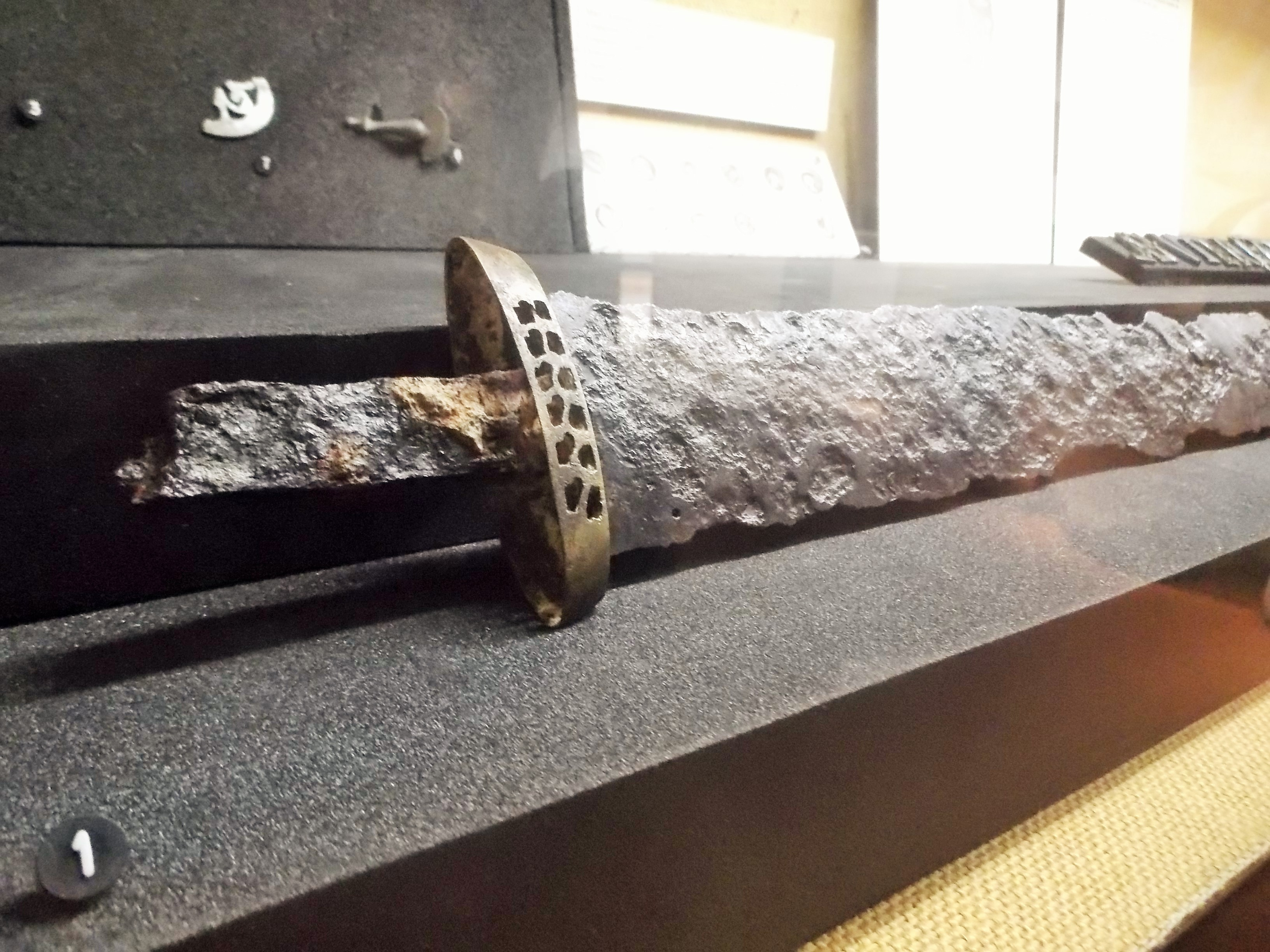
Épée de fer avec une garde en cuivre,  rue des Fantasques.
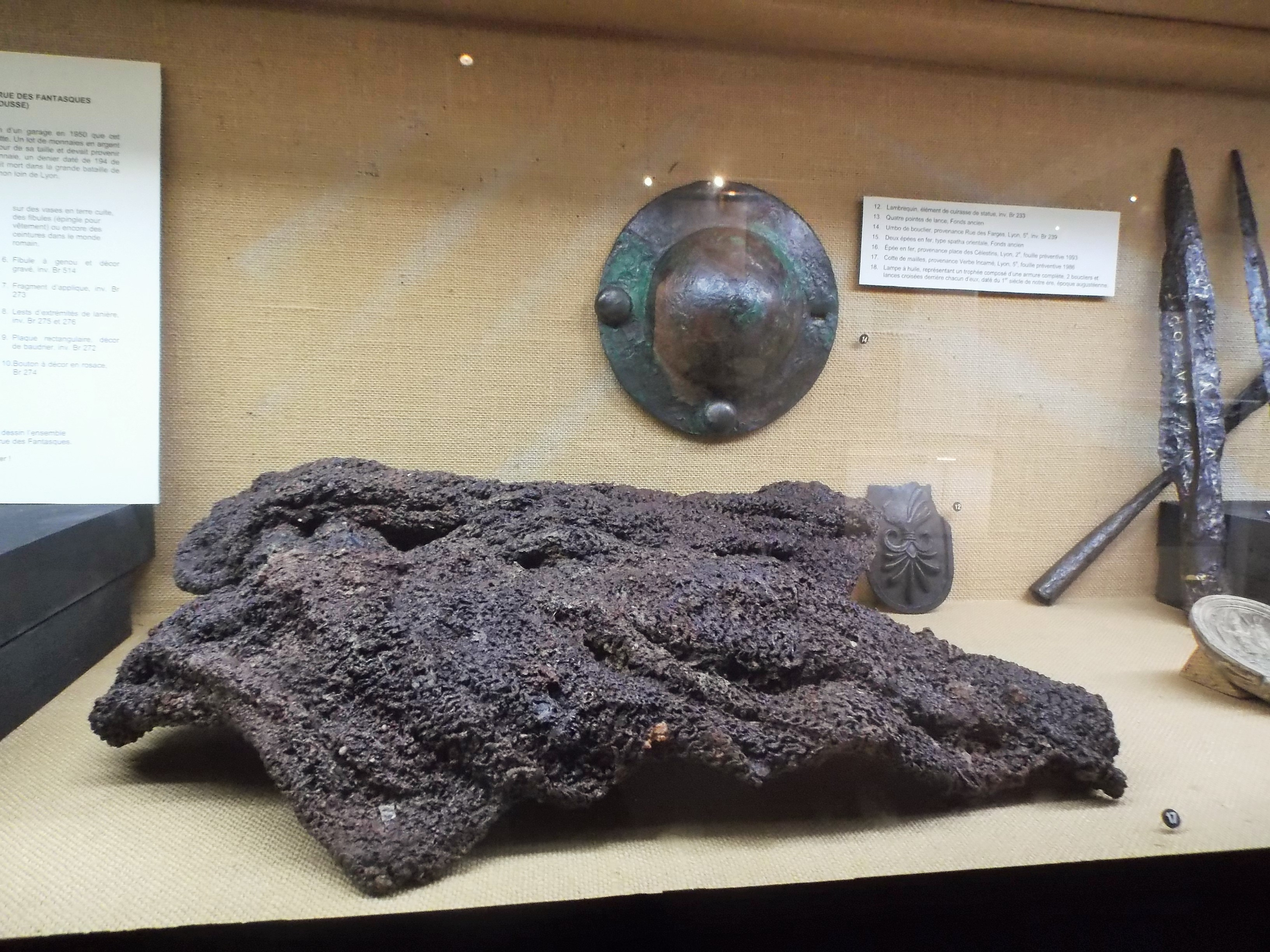
Cotte de mailles, umbo de bouclier, pointes de lances.

### Les religions
L'élément religieux était omniprésent dans la vie publique comme dans la sphère privée. Le polythéisme se montra foisonnant et ouvert. Les divinités apportées par les Romains se sont mêlées aux nombreux dieux gaulois, mal connus avant la présence romaine, visibles ensuite dans une profusion de représentations, monumentales ou domestiques. Le musée présente un riche aperçu du panthéon honoré à Lugdunum.

Dieux apportés par les Romains
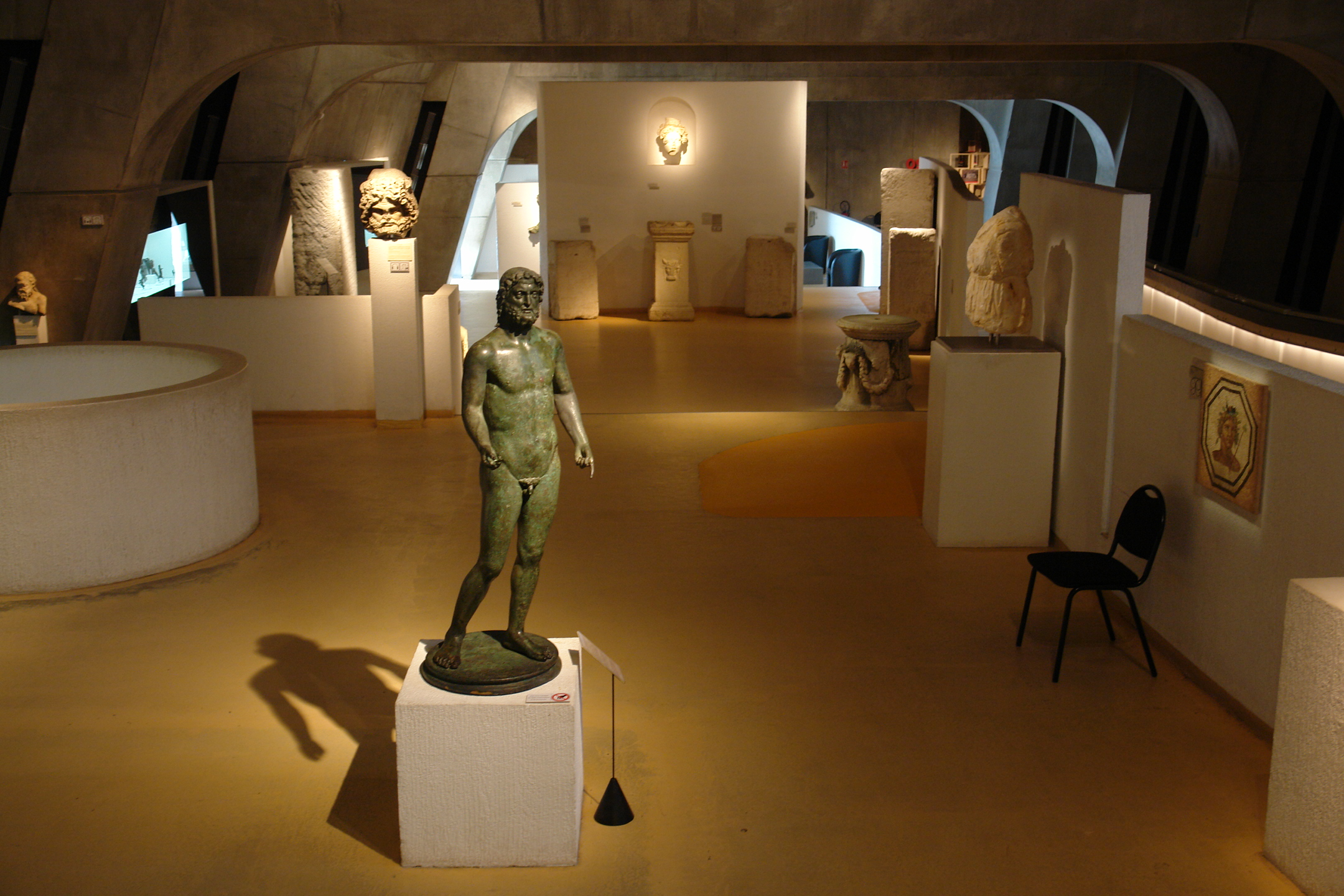
Le palier des religions. Au centre Neptune en bronze, à gauche tête de Jupiter, au fond un autel taurobolique
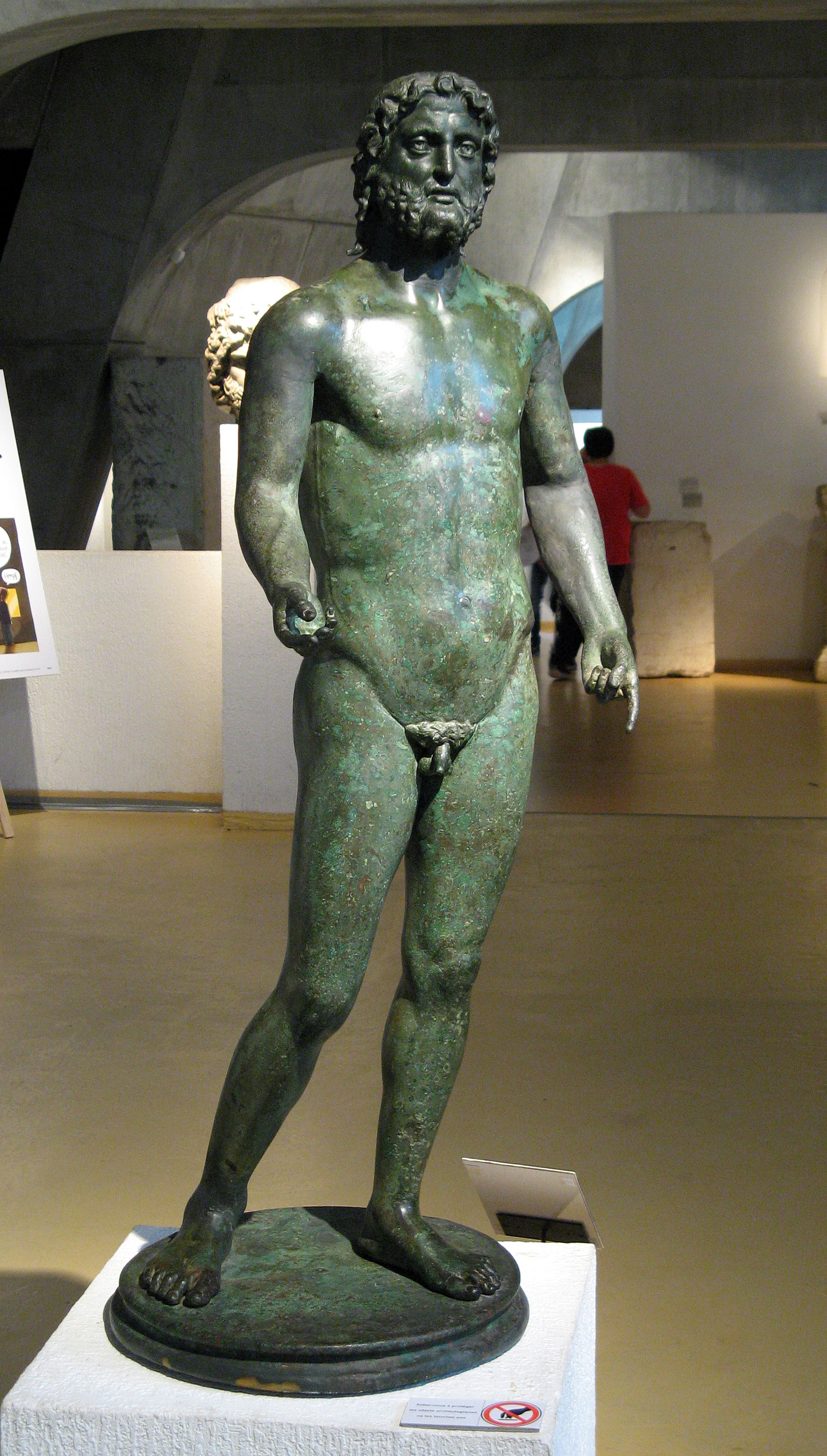
Neptune, découvert en 1859, immergé dans le Rhône[45].
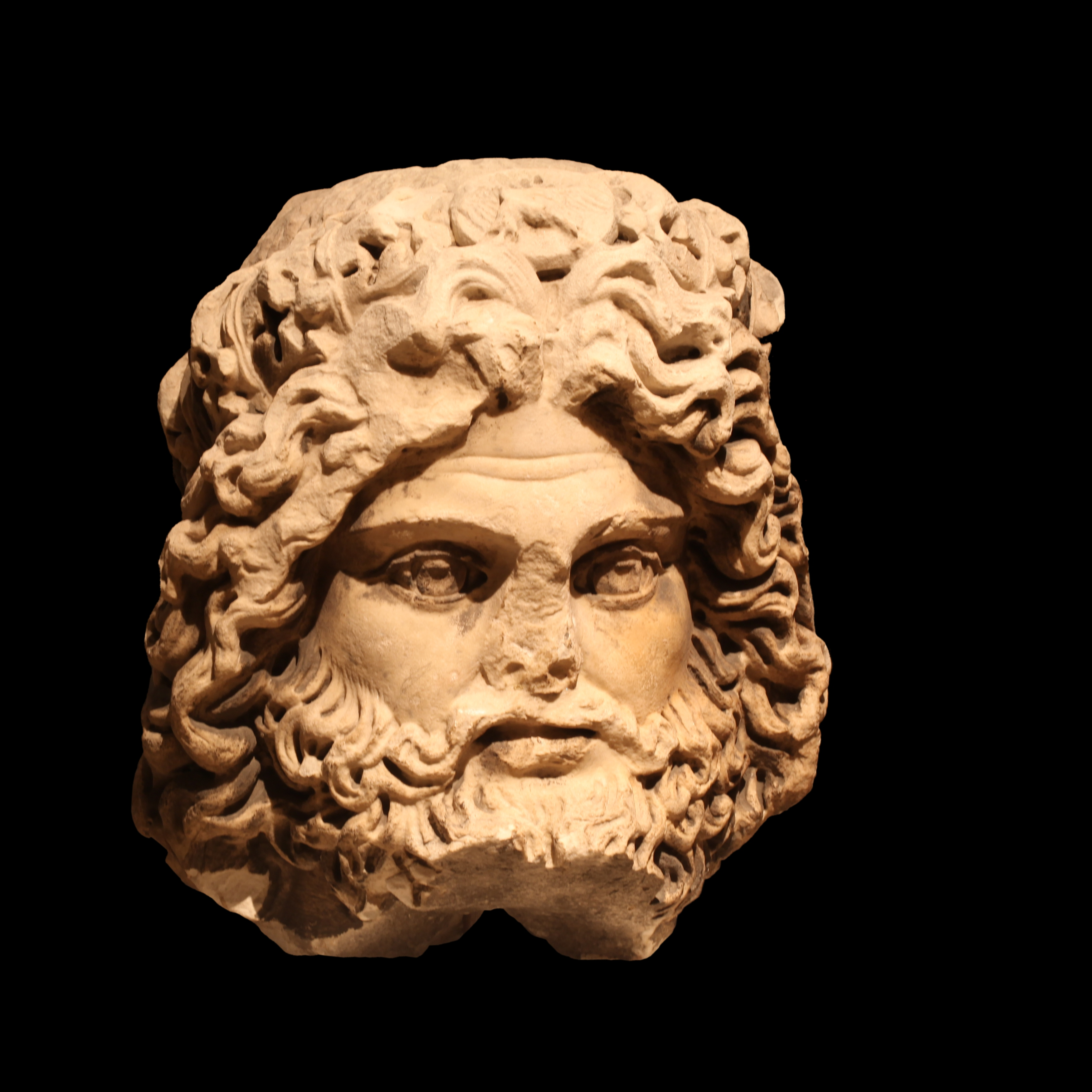
Jupiter, tête d'une statue colossale découverte à Fourvière au début du XIXe siècle
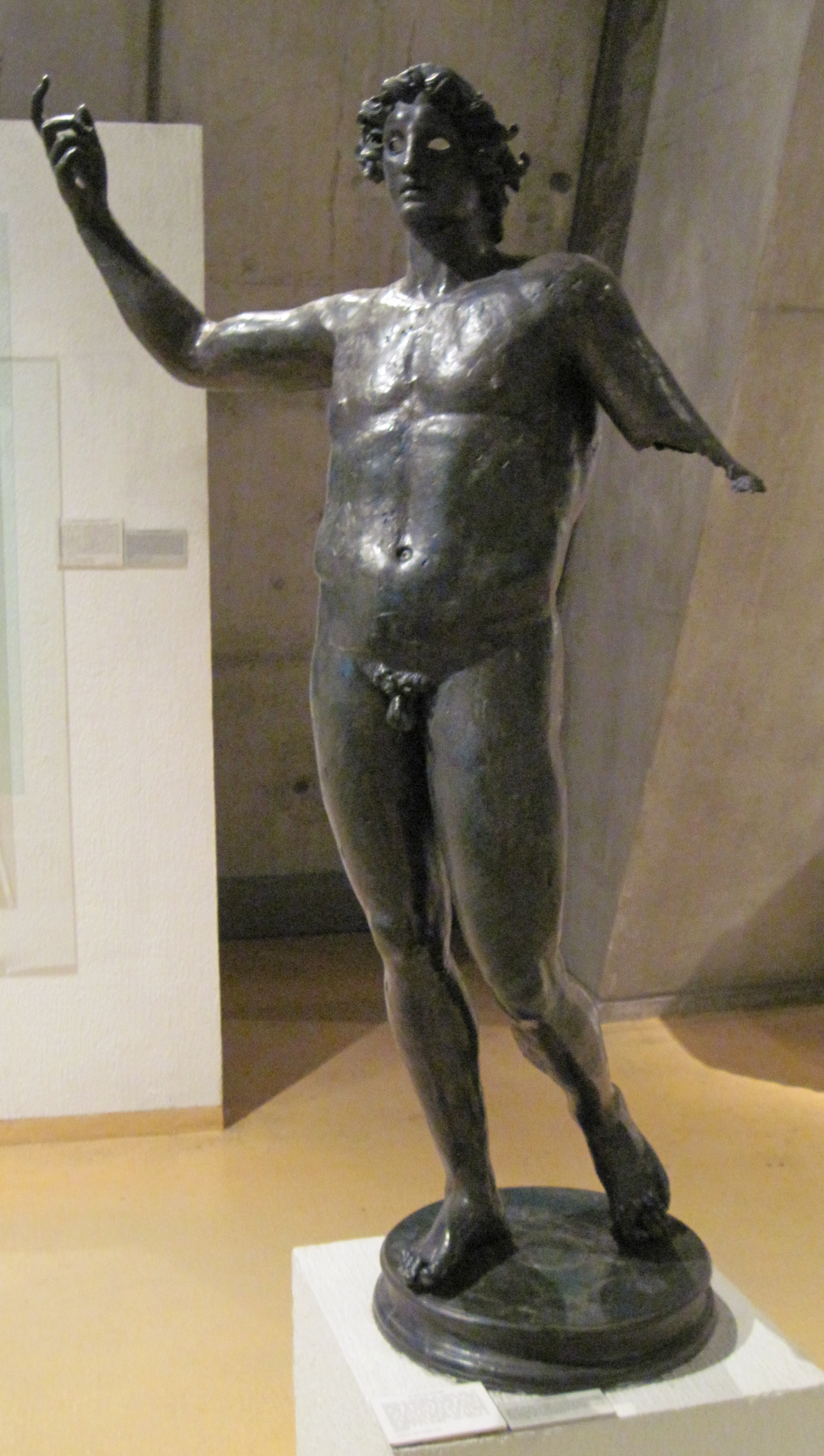
Mars, bronze découvert à Coligny en 1897.
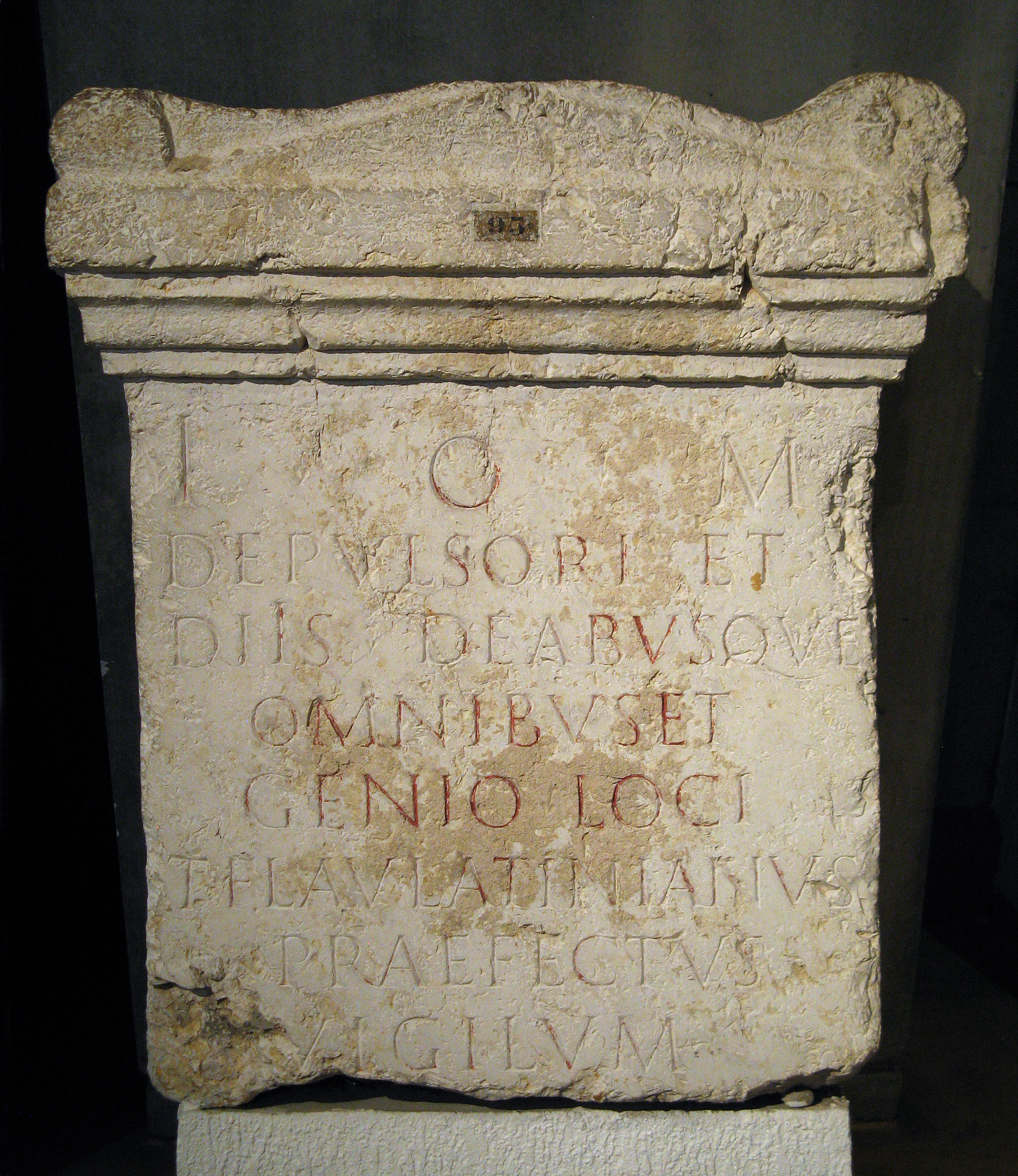
Autel dédié à Jupiter, à tous les dieux et déesses et au Génie du lieu CIL XIII, 01745.
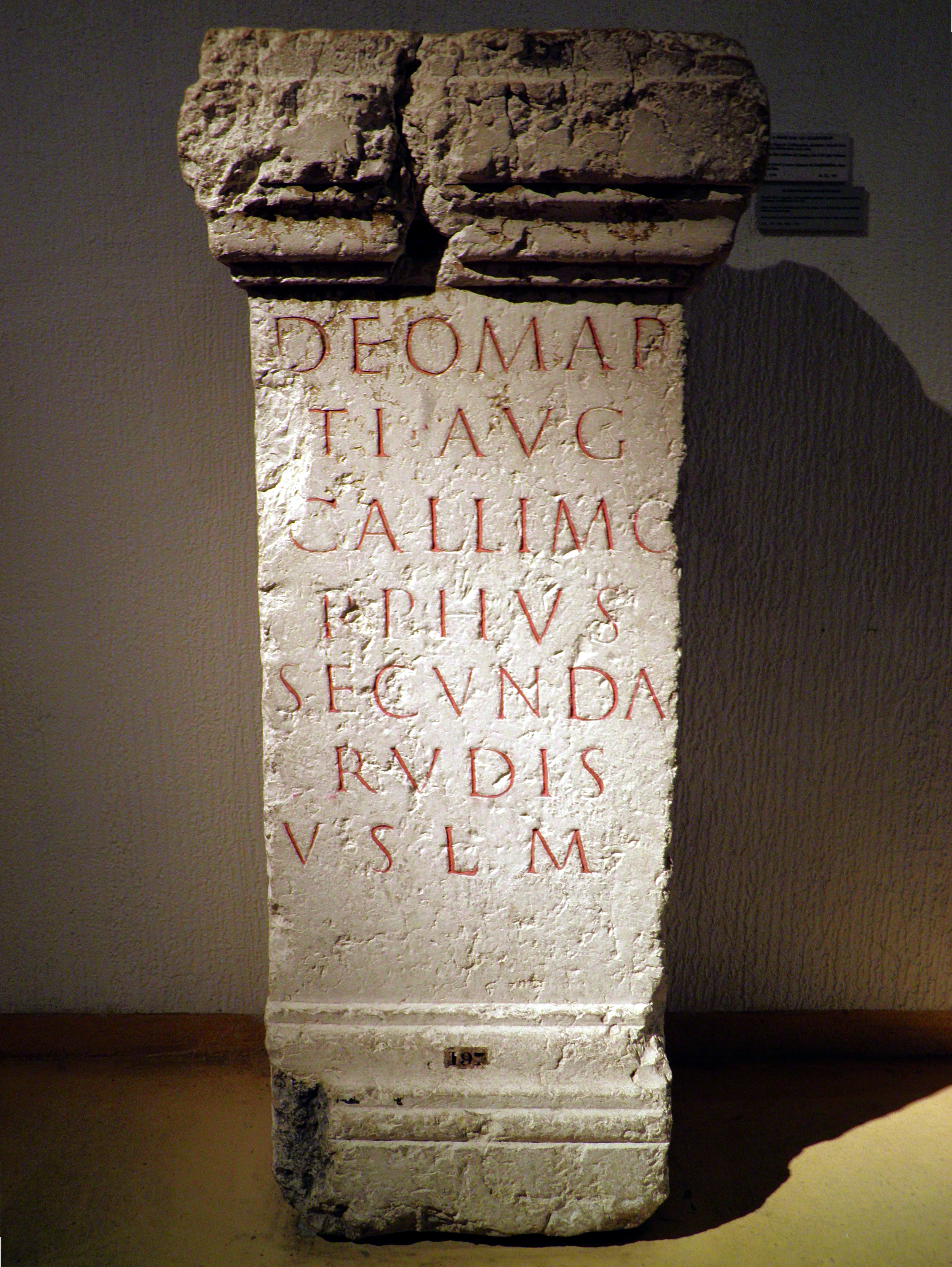
Autel dédié à Mars par un gladiateur CIL XIII, 01749.

Certaines divinités gauloises apparaissent enfin figurées, tel le porteur du maillet Sucellos, qui conserve son nom gaulois, ou les Mères, symboles de fécondité. Des dieux indigènes prennent les traits de Mercure, dieu du commerce et de l'artisanat. Le témoin la plus remarquable de la persistance religieuse celte est le calendrier de Coligny, découvert en morceaux en 1887 dans le département de l'Ain, proche de Lugdunum, et datant du IIe siècle. Reconstitué en partie, il figure un calendrier des fêtes religieuses écrit en langue gauloise, et constitue le plus long texte connu en cette langue.

Persistances religieuses gauloises
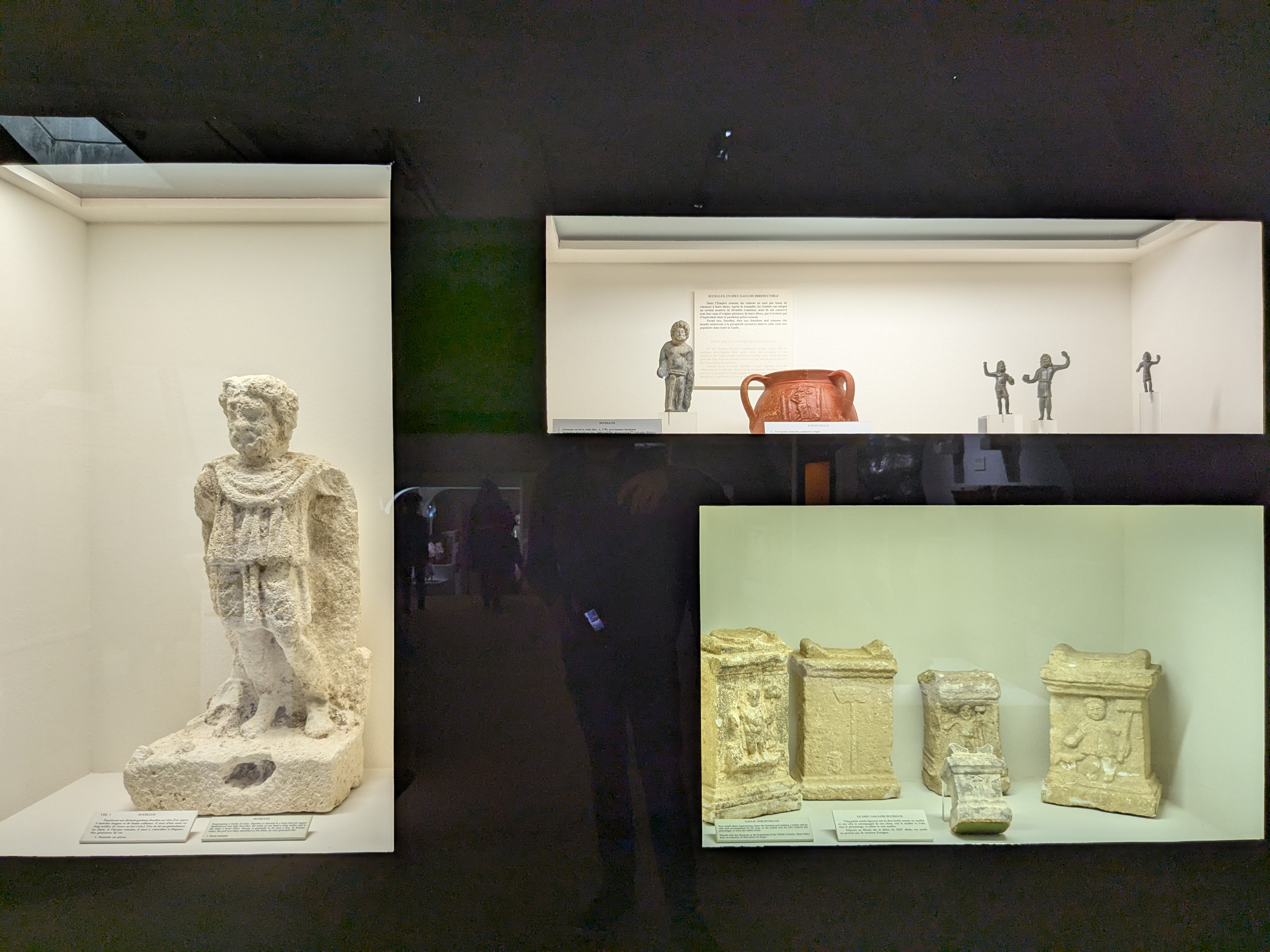
Statuettes de Sucellos et ses autels miniatures.
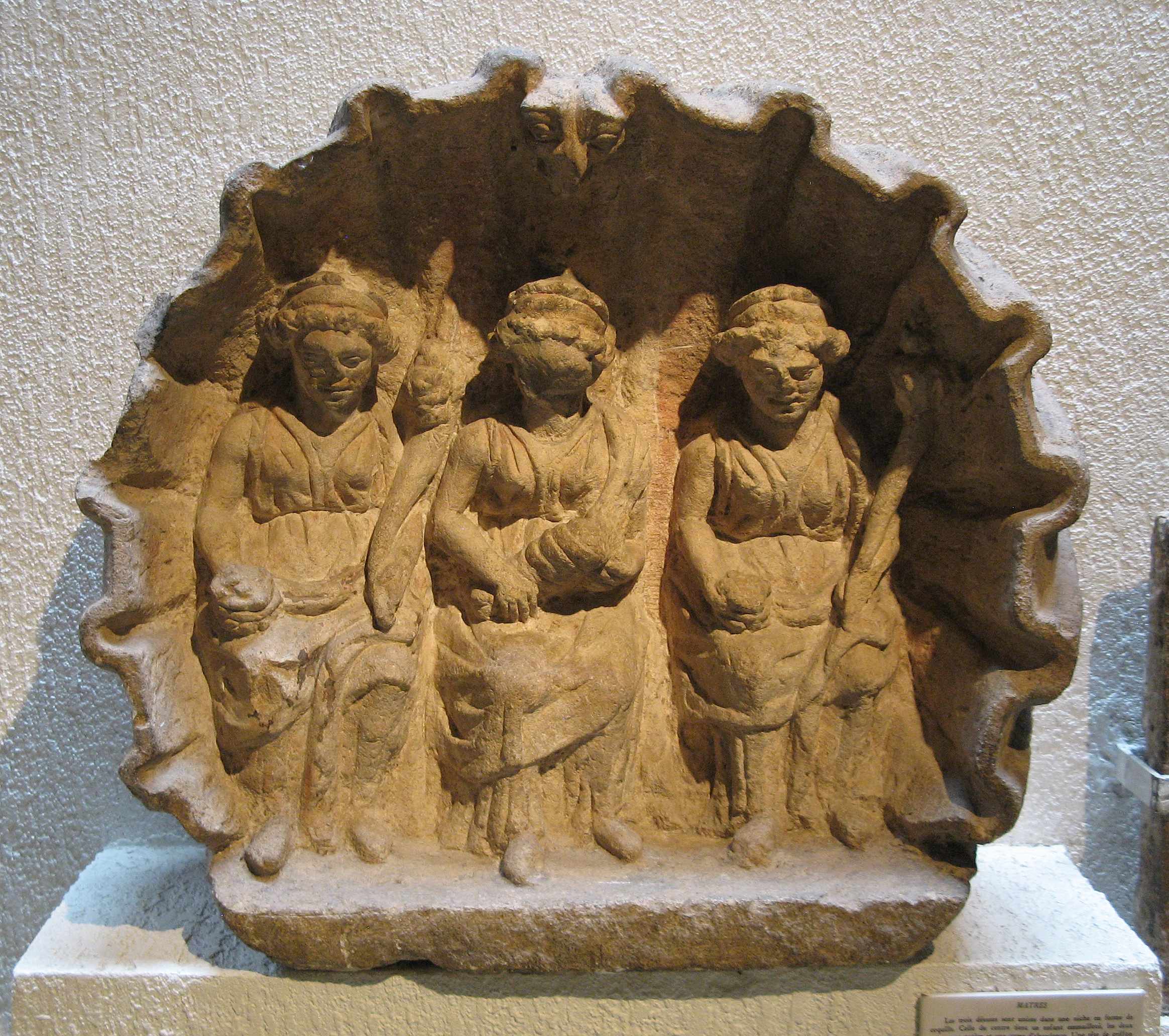
Les Mères augustes.
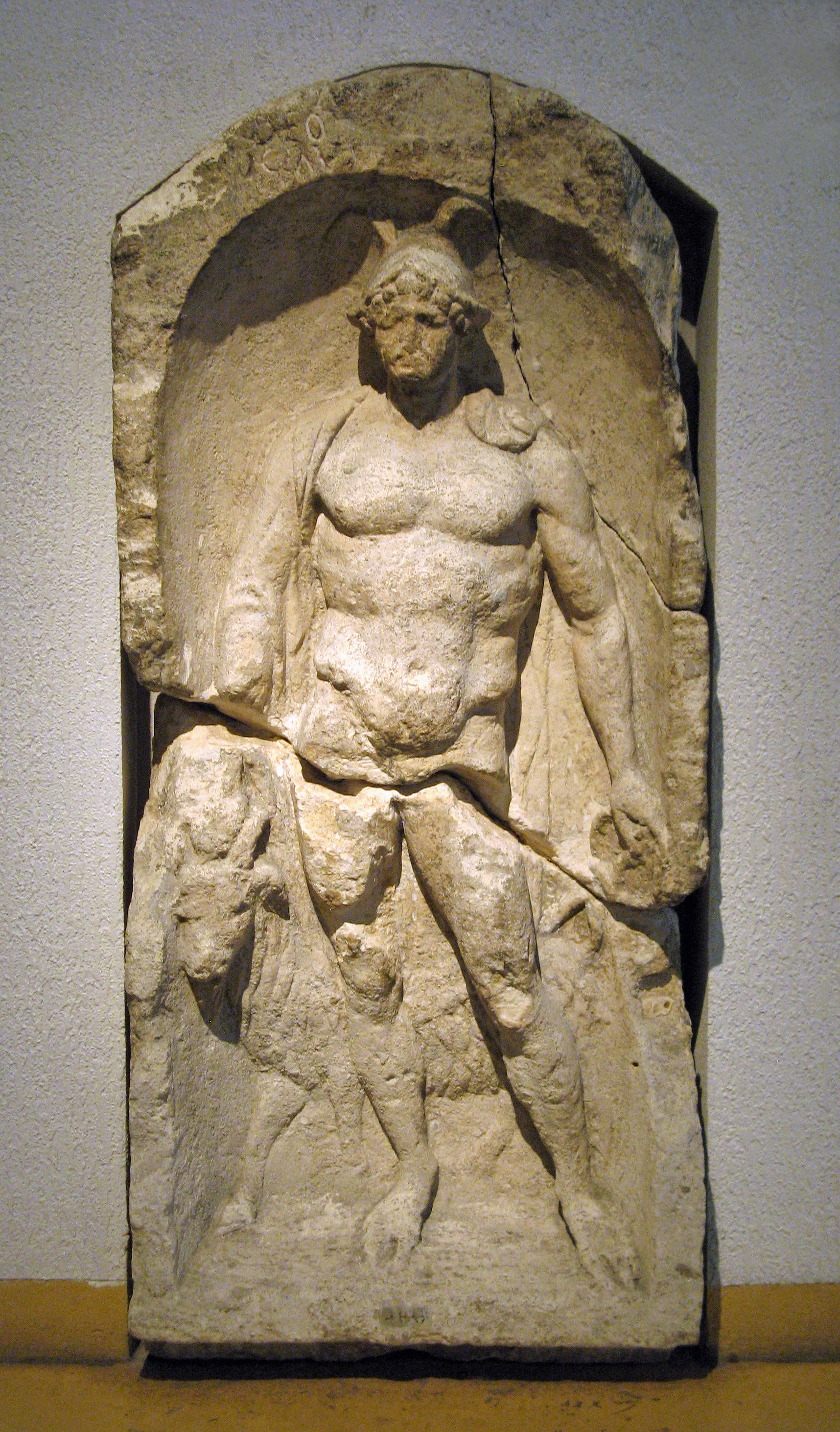
Mercure au bouc.
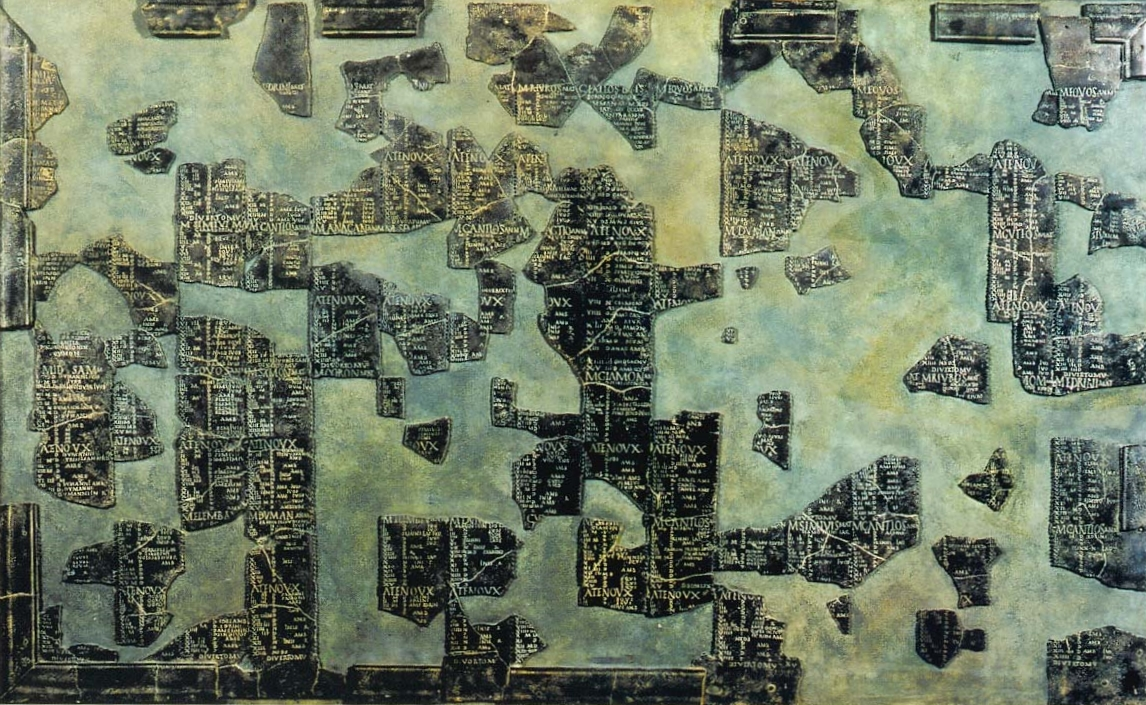
Le Calendrier de Coligny

Le brassage religieux amène à Lugdunum les cultes orientaux, celui de Cybèle est le mieux représenté avec six autels commémorant des tauroboles, sacrifices du taureau. Témoigne aussi des contacts avec l'orient un autel dédié à Mithra, une colonne portant une inscription à l'égyptienne Isis,.

Présence des cultes orientaux
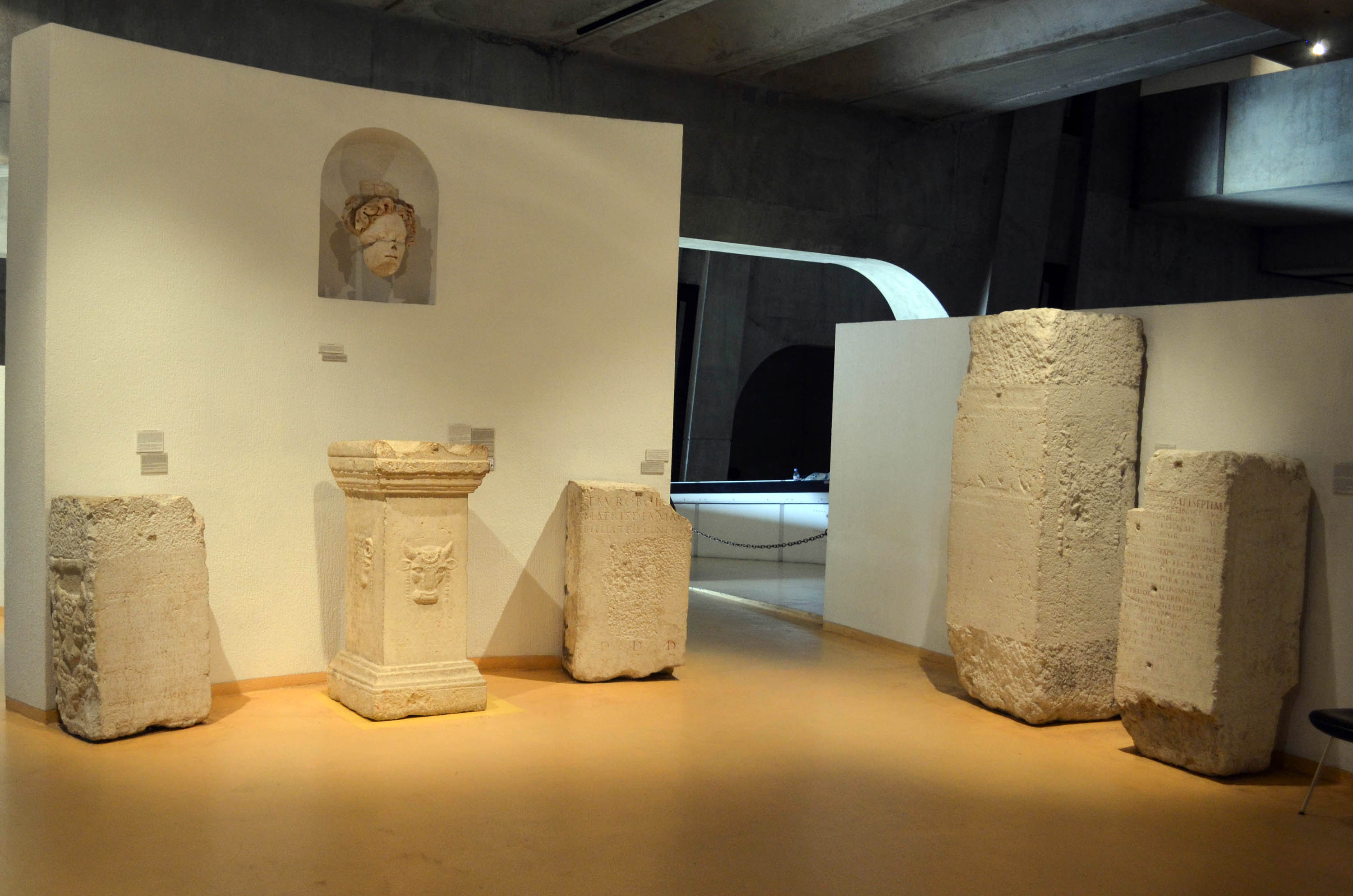
Autels tauroboliques de Lyon.
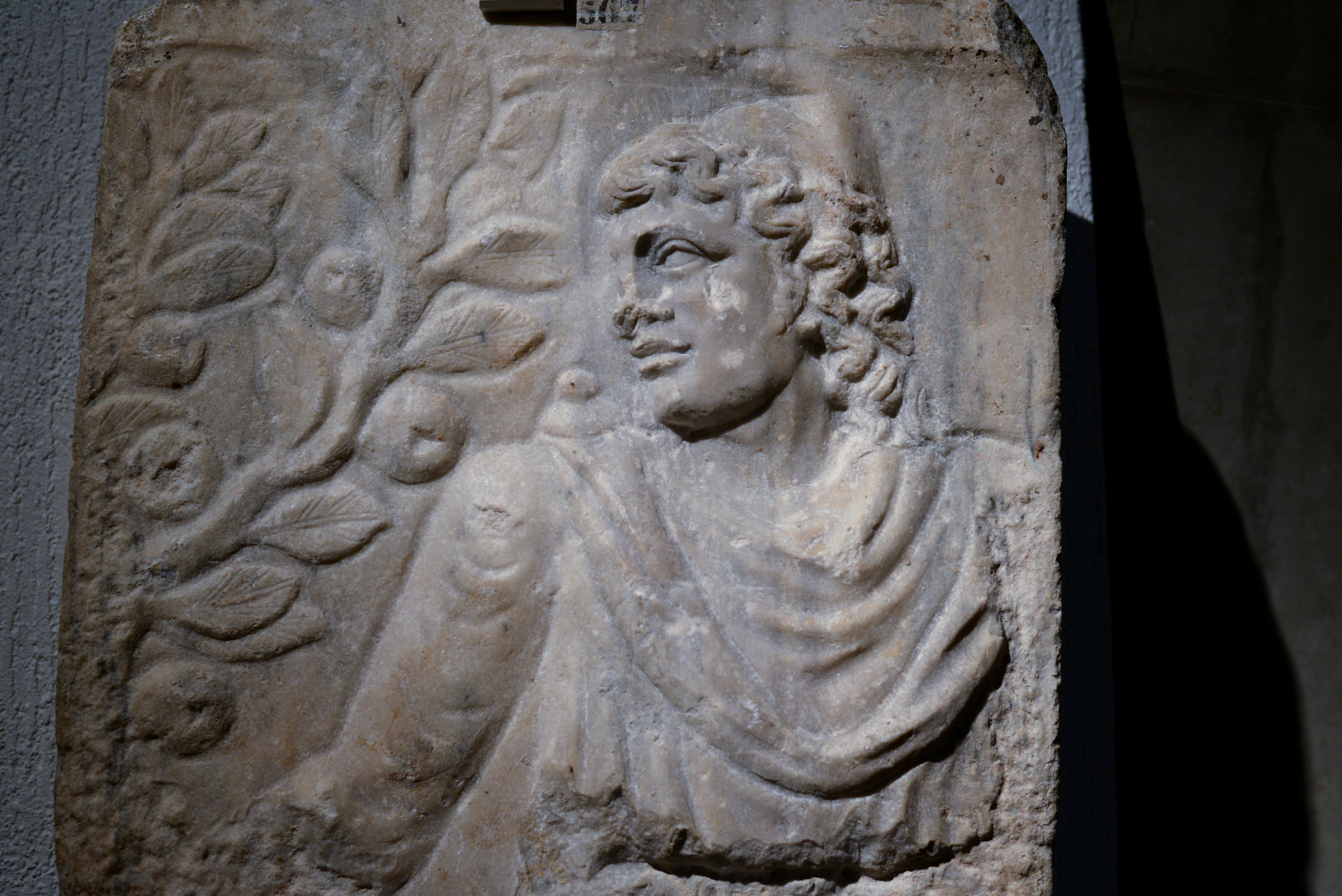
Autel de Mithra.
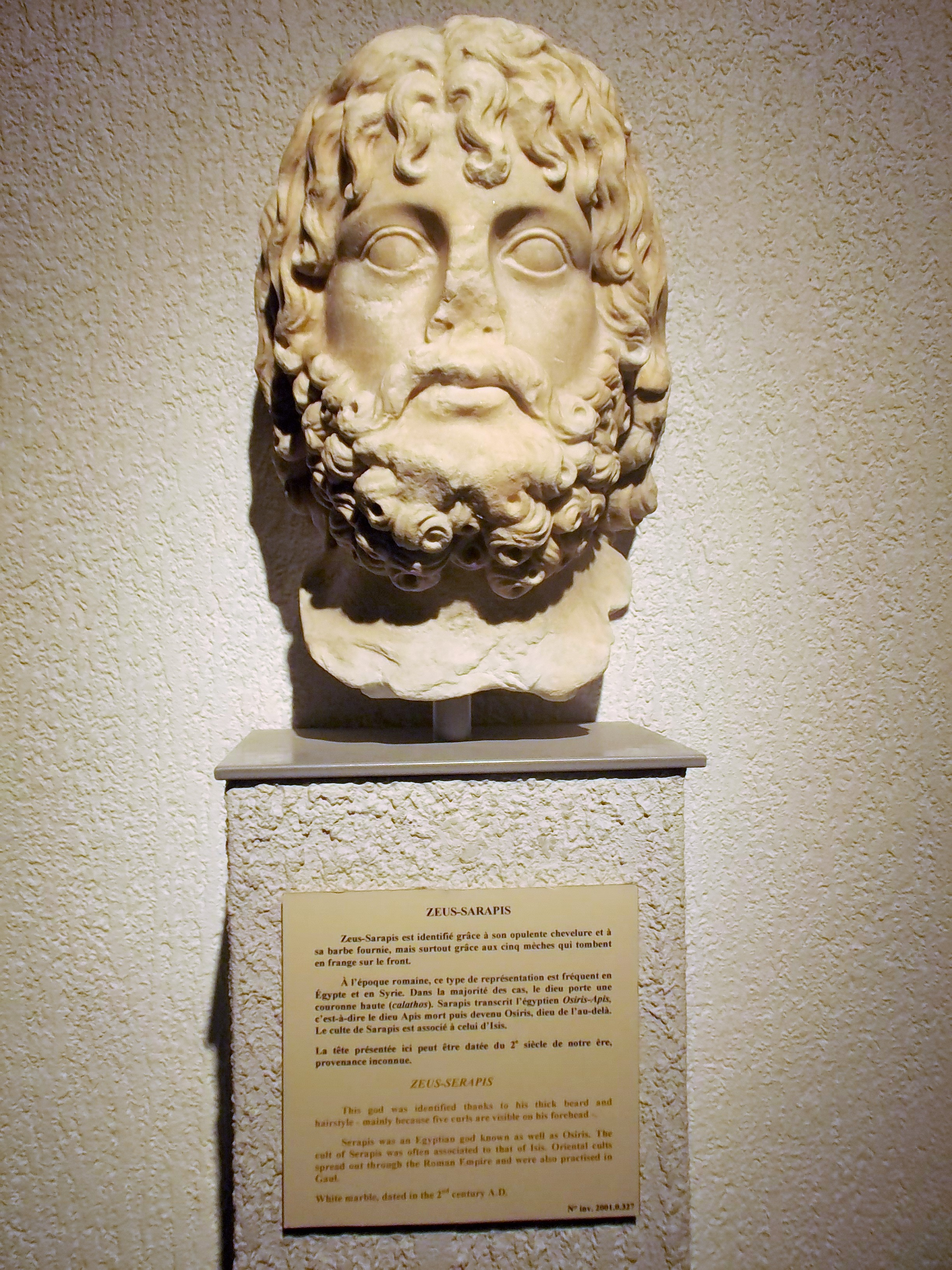
Tête de Zeus Sarapis.
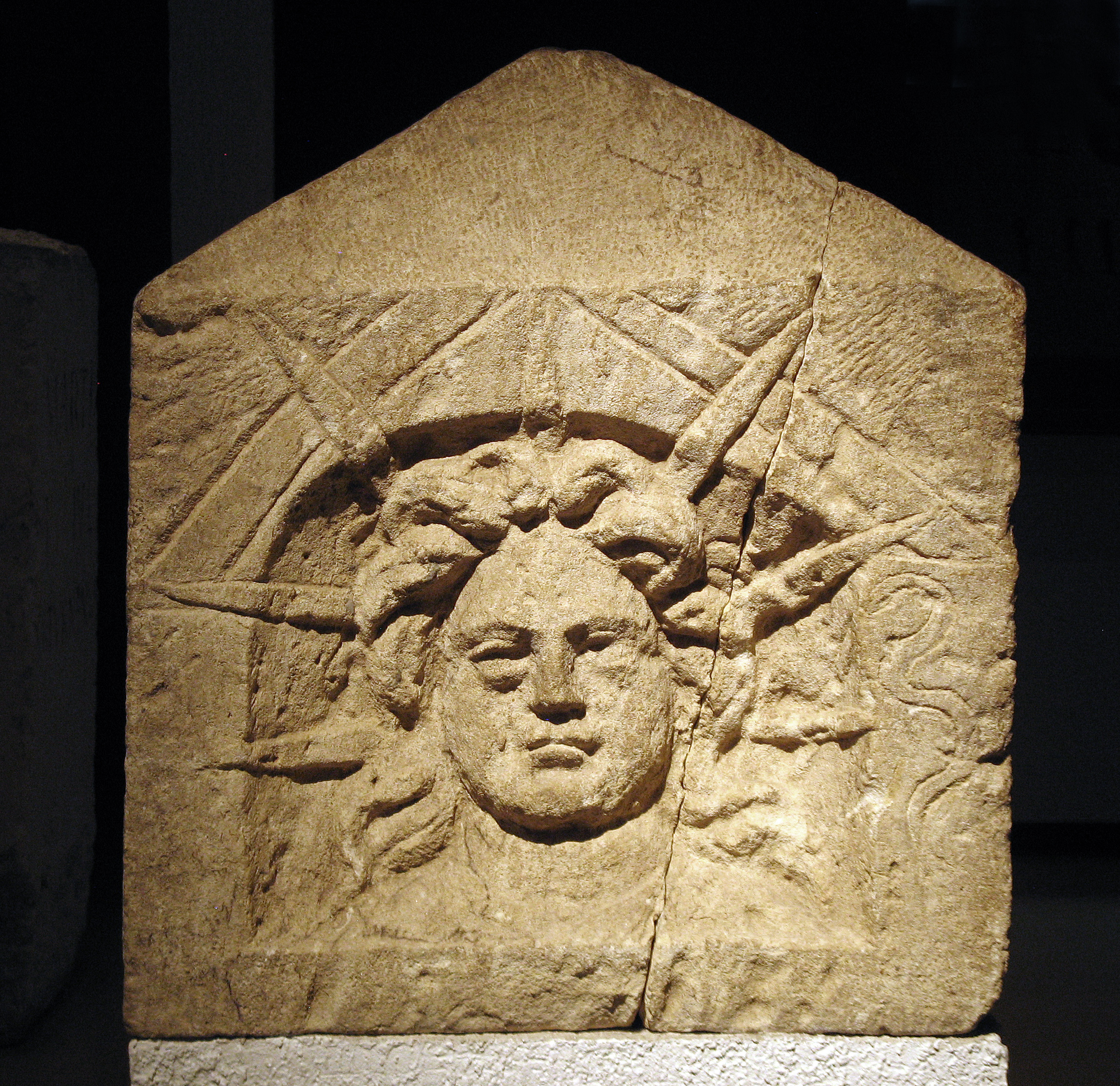
Bas-relief de Sol découvert en 1967.

### Le théâtre et l'odéon

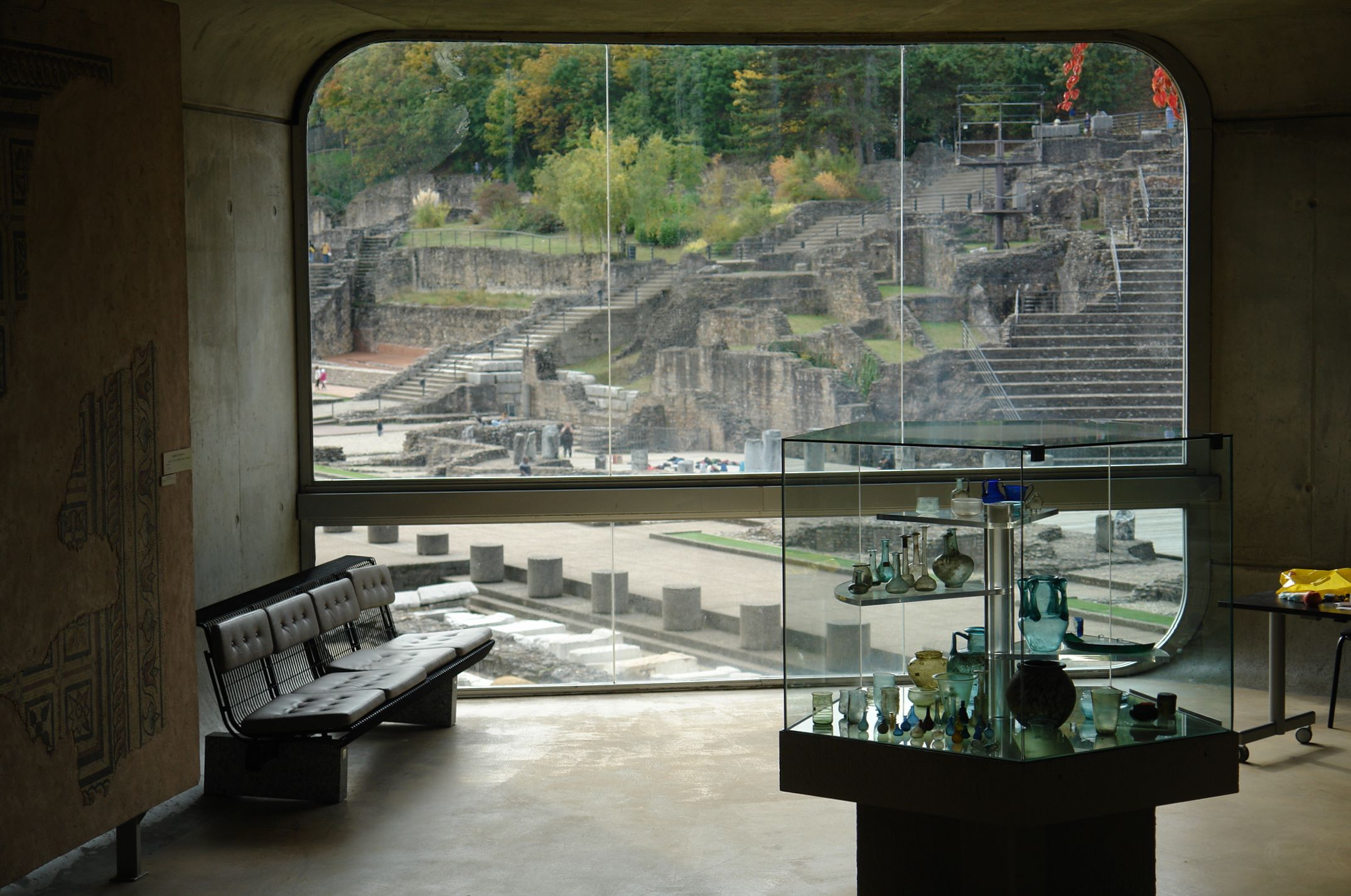
Vue sur le bas du théâtre.

Une grande baie du musée s'ouvre sur le site du théâtre et de l'odéon. Deux maquettes montrent une reconstitution de ces monuments. Une animation illustre un mécanisme imaginé en 1960 pour le levage du rideau de scène, fonctionnant par traction de cordes relevant les montants supportant les toiles du rideau, système complété par des mécanismes d'enroulement et de contrepoids.
Une vitrine présente des masques en terre cuite, qui décoraient le jardin d'une maison antique, découverte rue des Farges.

Masques de théâtre
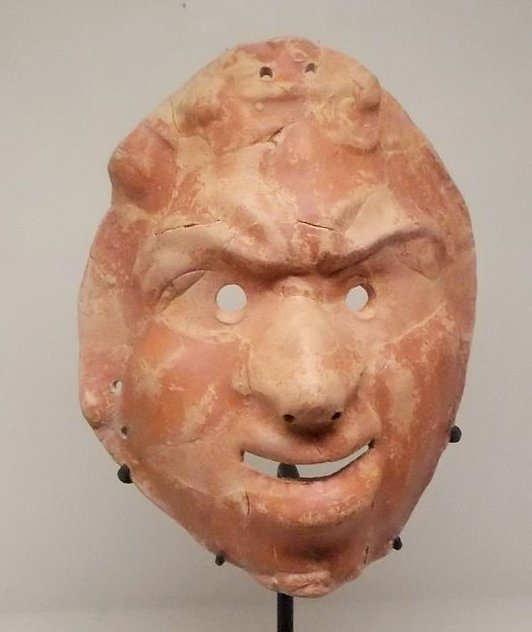
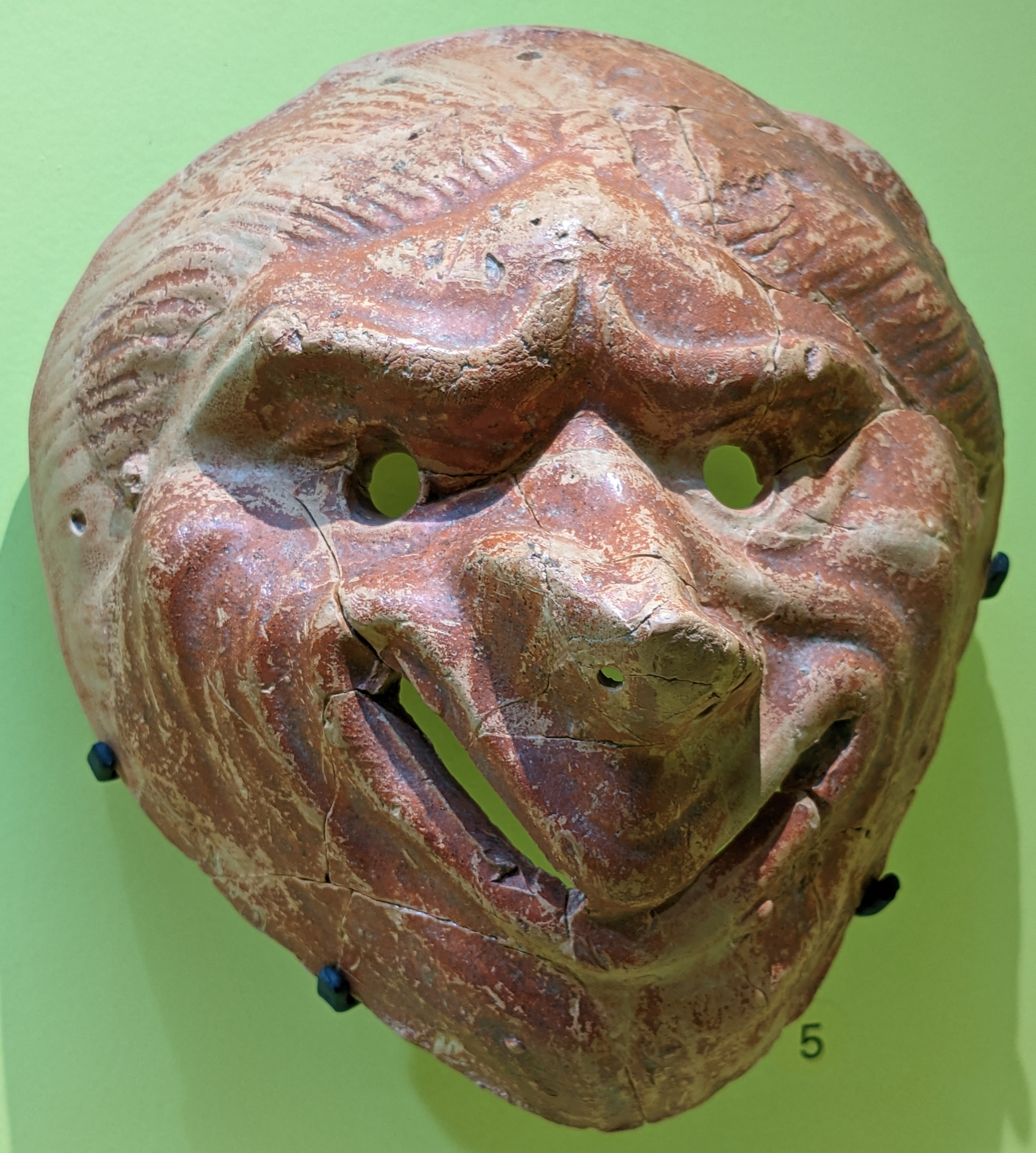

### Le cirque (hippodrome)
Comme toute cité romaine importante, Lugdunum dispose d'un cirque, lieu des courses équestres. Son existence est prouvée par les inscriptions des donateurs qui ont financé sa construction, mais son emplacement reste incertain. Seuls subsistent à Lyon des témoignages indirects de l'engouement romain pour les courses, une mosaïque des Jeux du cirque trouvée rue Jarente en 1806, un bas-relief montrant deux biges découvert en 1874, quartier Saint-Paul, des lampes à décor de course.

Les jeux du cirque
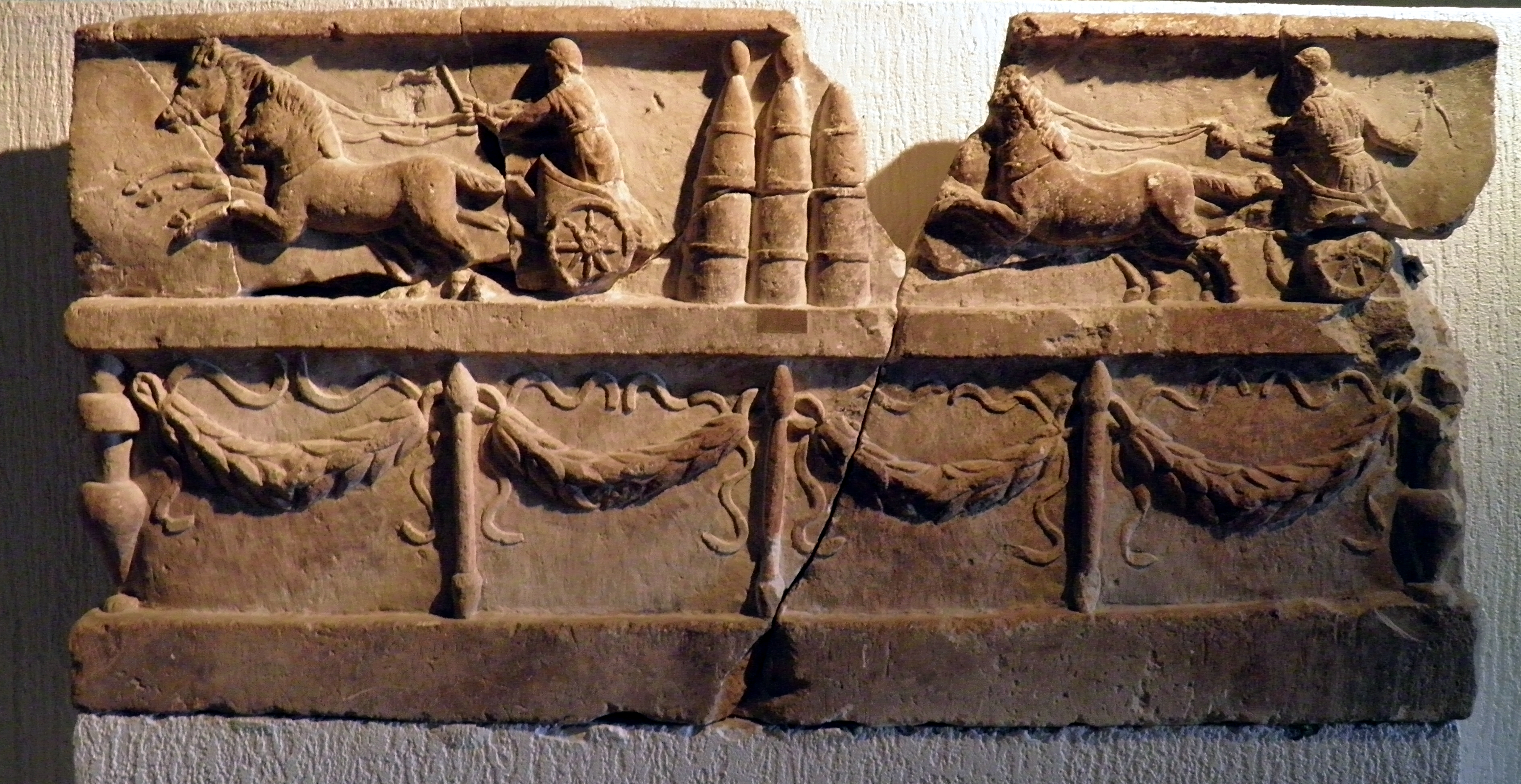
Course de biges.
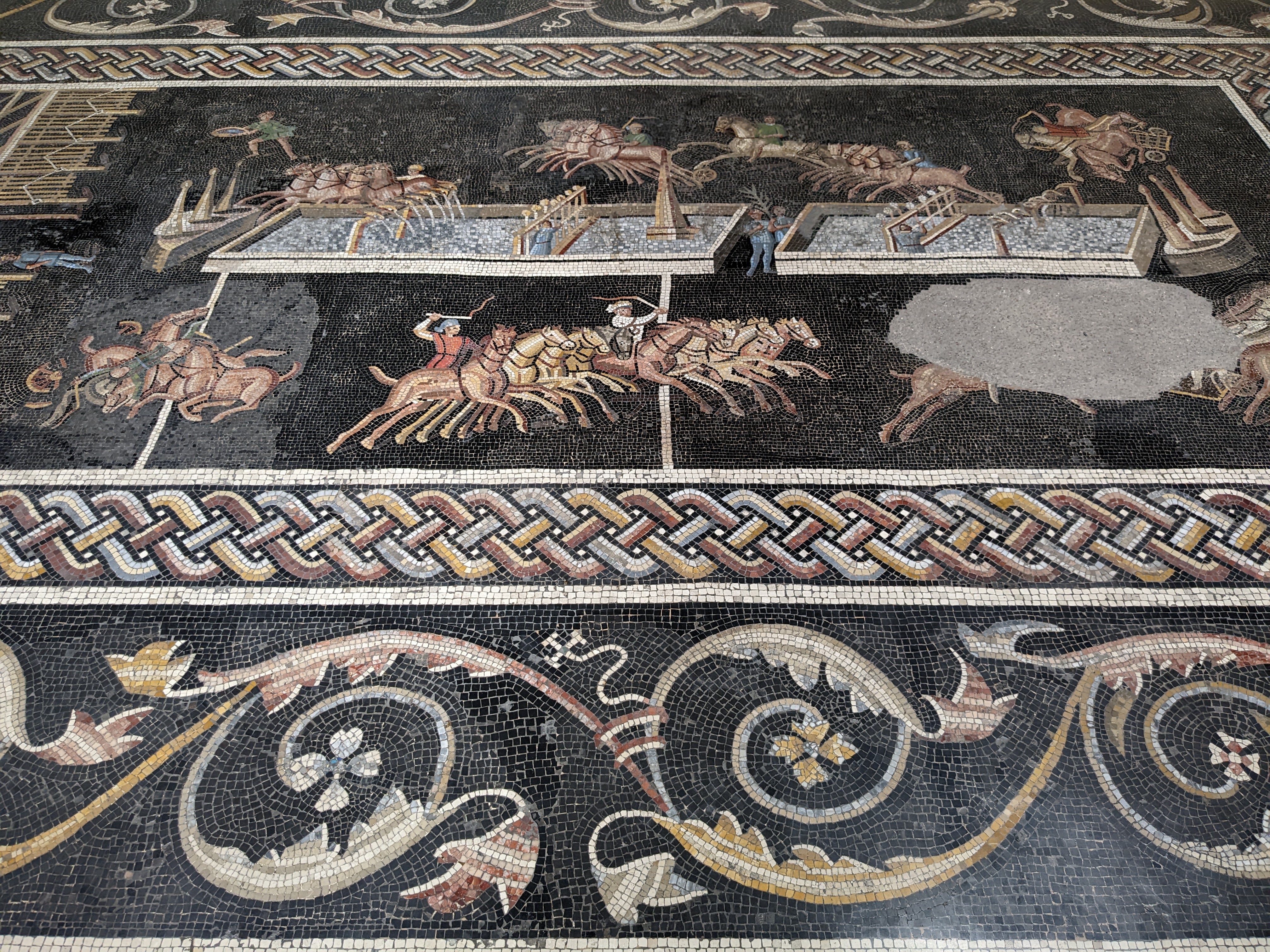
Mosaïque des jeux du cirque.
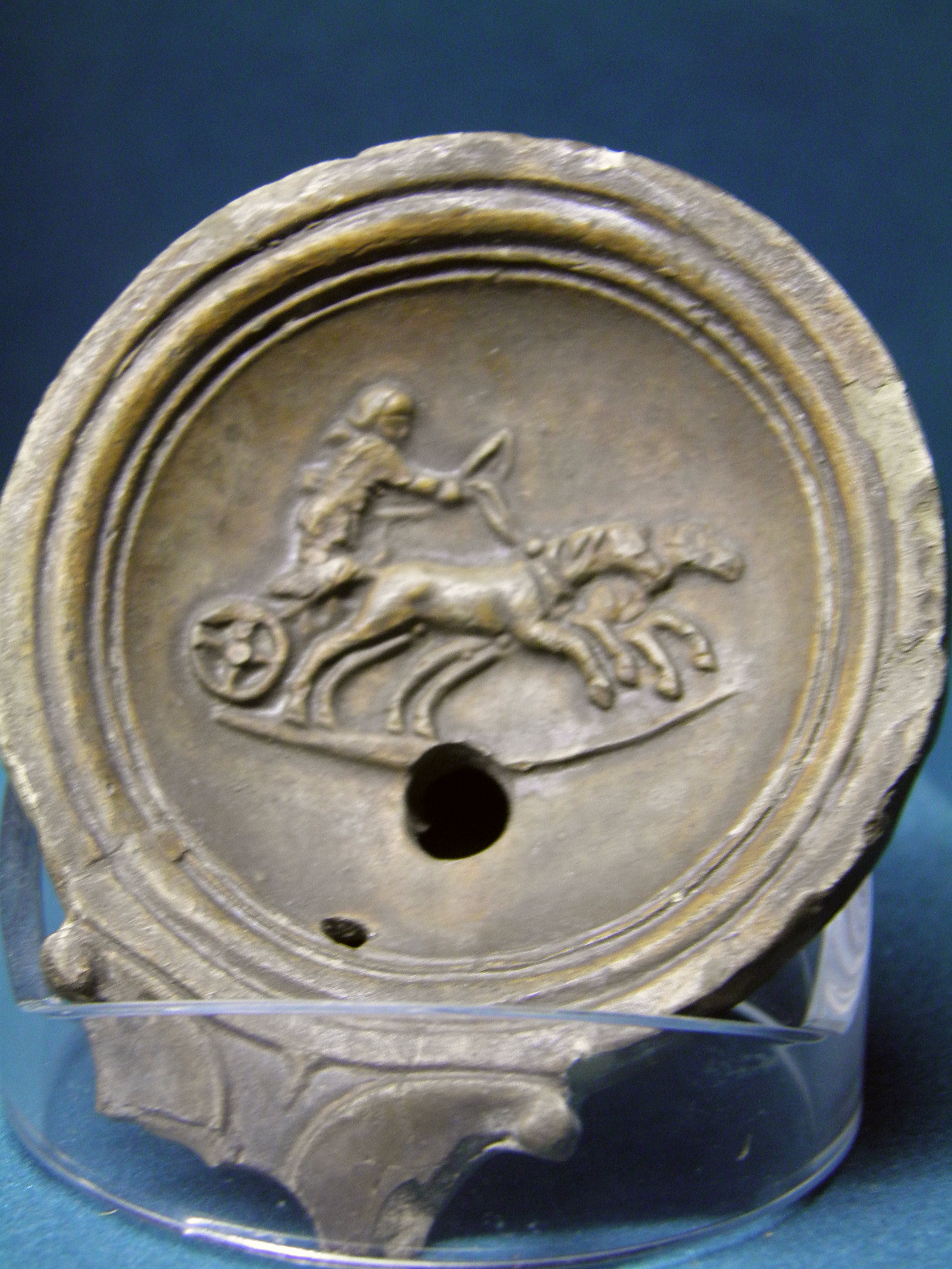
Bige sur une lampe à huile.
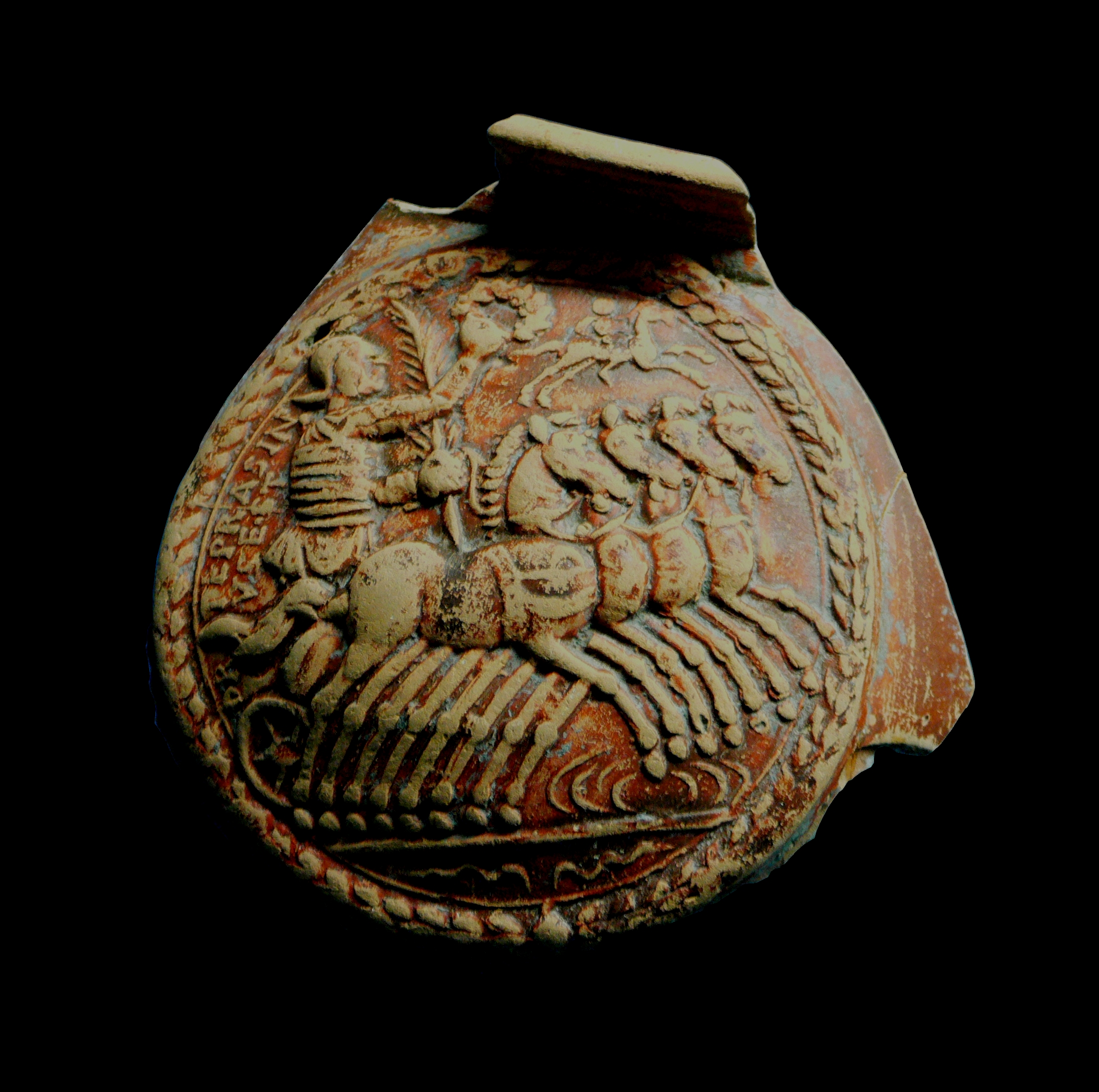
Quadrige du vainqueur, médaillon de vase.

### La céramique
Des ateliers de fabrication de céramique se développent rue de la Muette, un peu à l'écart du site, en raison du caractère polluant des fours. Ils sont implantés par des artisans italiens, leurs moules proviennent d'Arezzo dans les années vers 30/20 av. J.-C. jusque dans les années 20/30 apr. J.-C.. D'autres ateliers leur succèdent au Ier siècle, entre la Saône et le pied de la colline de la Croix-Rousse, pour une production d'usage domestique d'assiettes, de gobelets, de lampes à huile, d'amphores, etc..
Un four de potier, reconstruit au musée, évoque cette activité, essentielle pour la vie quotidienne et le commerce.

Productions de céramiques locales
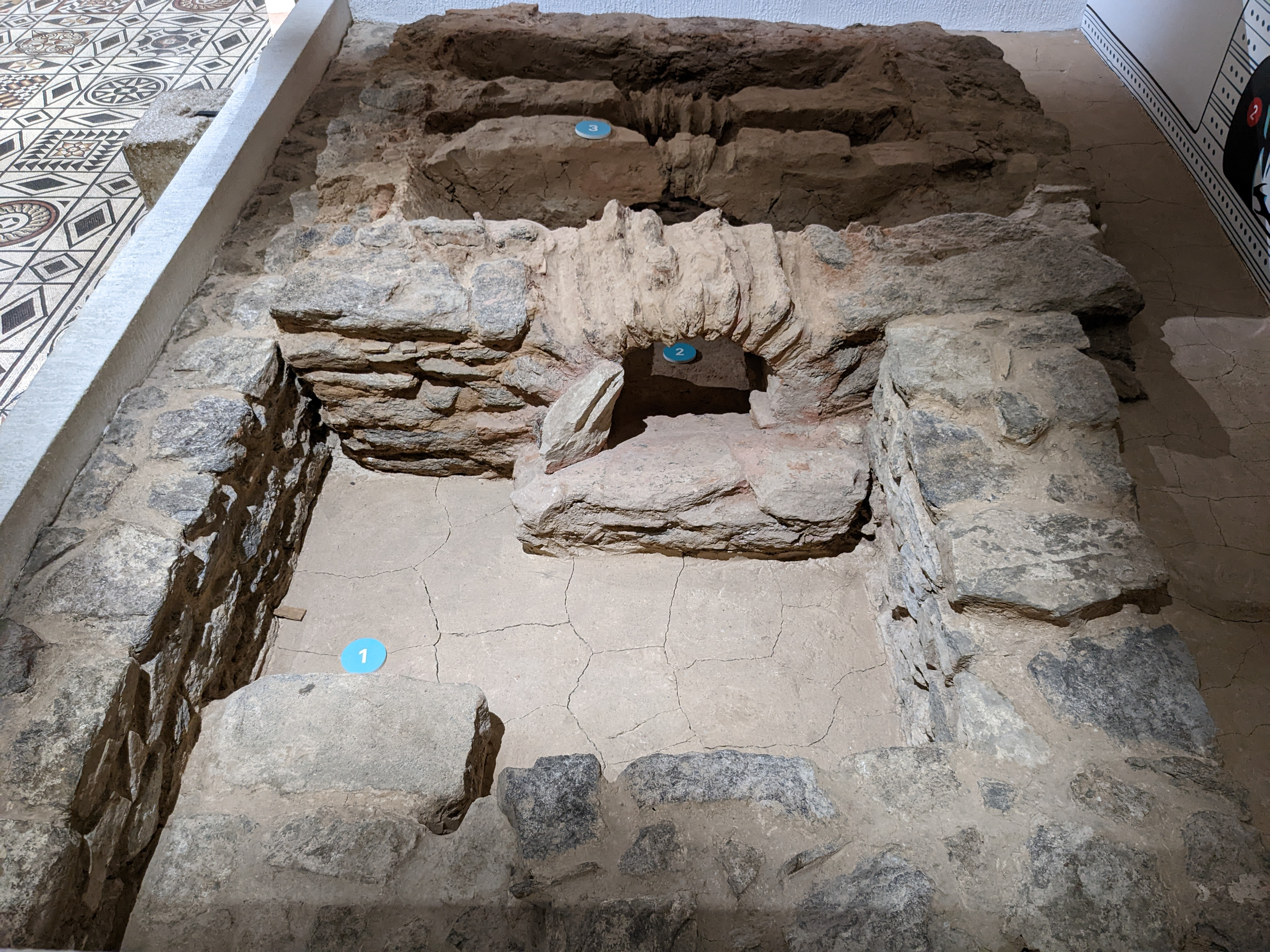
Four de potier de la Muette.
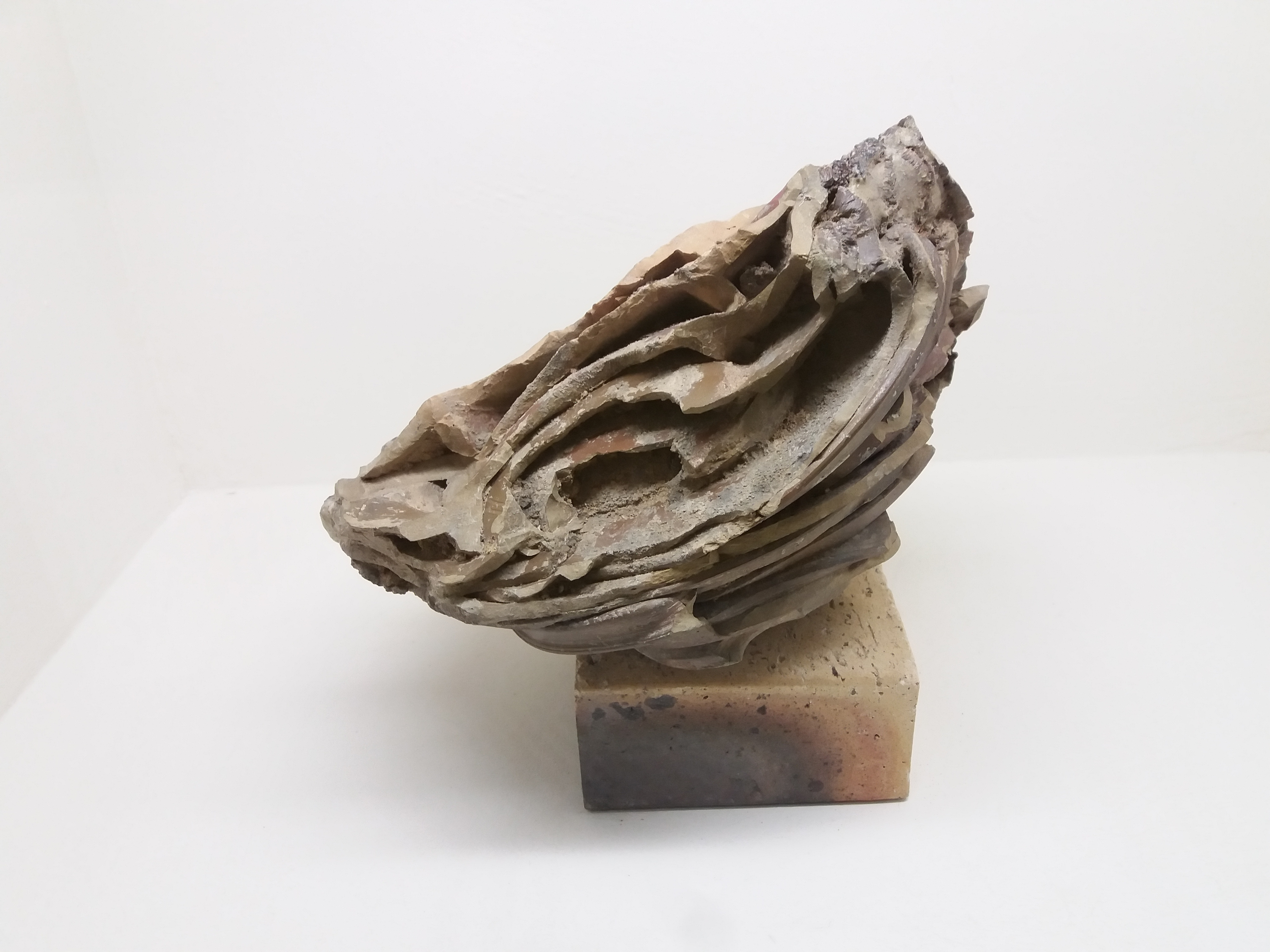
Ratés de cuisson, atelier de la Muette.
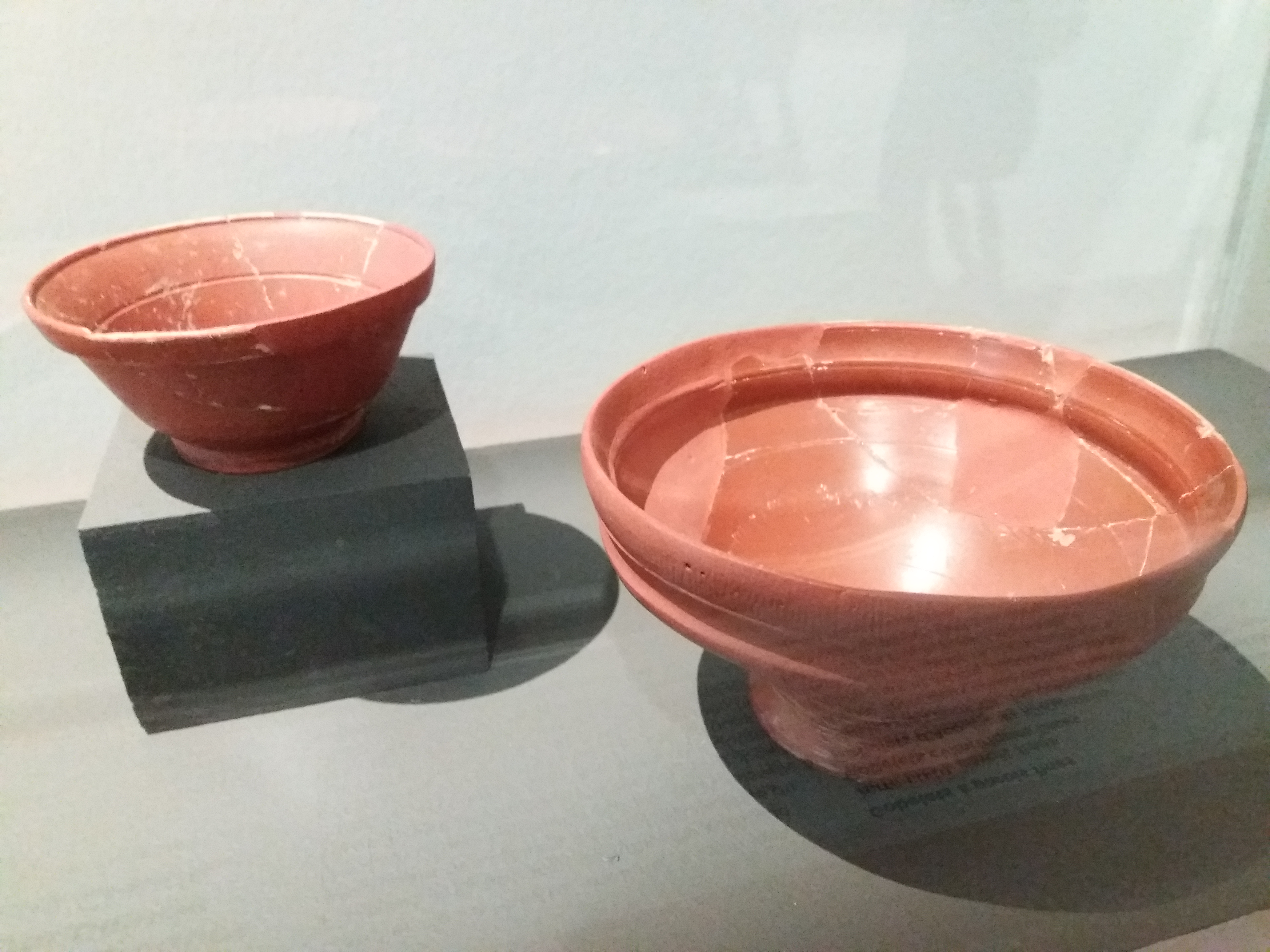
Bols en sigillée de l'atelier de la Muette.
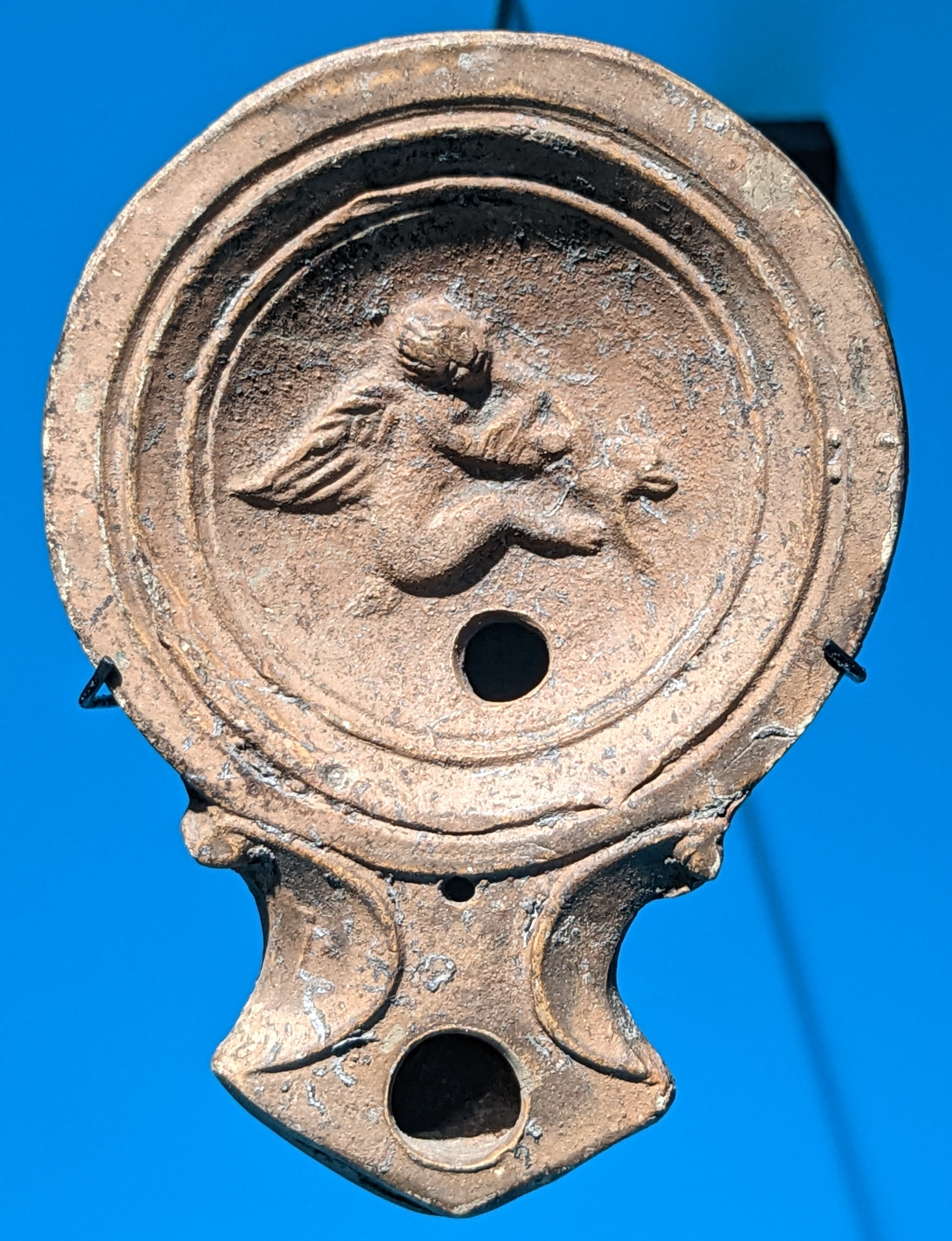
Lampe à huile, atelier de la Butte Ier siècle.

### Le monde des artisans
Le musée possède un grand nombre de objets en verre, dont certains sont exposés. Ils illustrent la production lyonnaise connue au travers de plusieurs ateliers découverts lors de fouilles archéologiques, dont celui de la Montée de la Butte où quatorze fours de verriers ont été mis au jour en 2000. À proximité, des fosses contenaient des blocs de matière première importée et des verres brisés destinés au recyclage. Les ratés de fabrication témoignent des productions locales : fioles à parfum, flacons, cruches, bâtonnets à usage cosmétique.

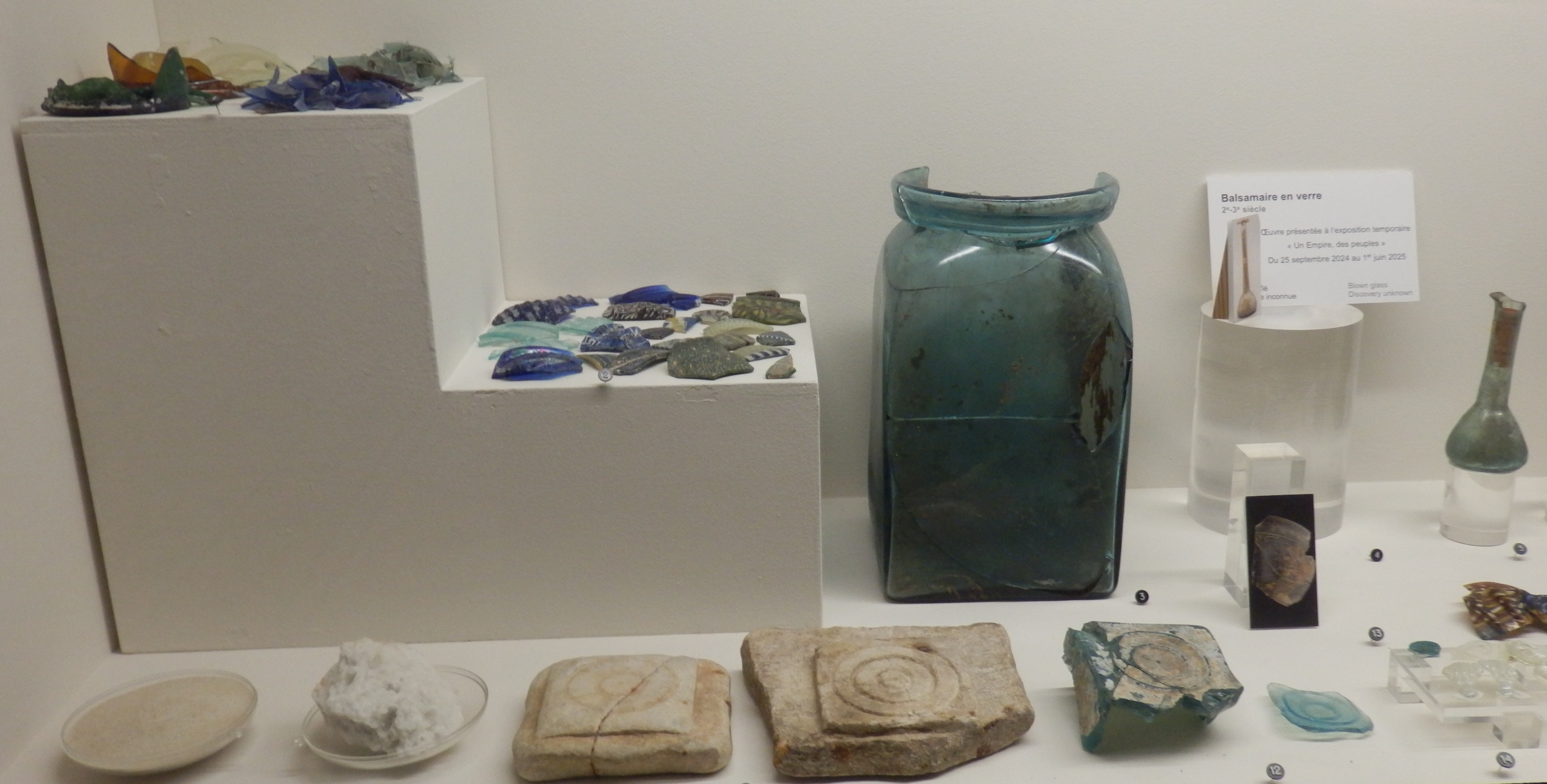
Travail du verre : moules en marbre pour bouteille carrée ; pot carré en verre moulé.
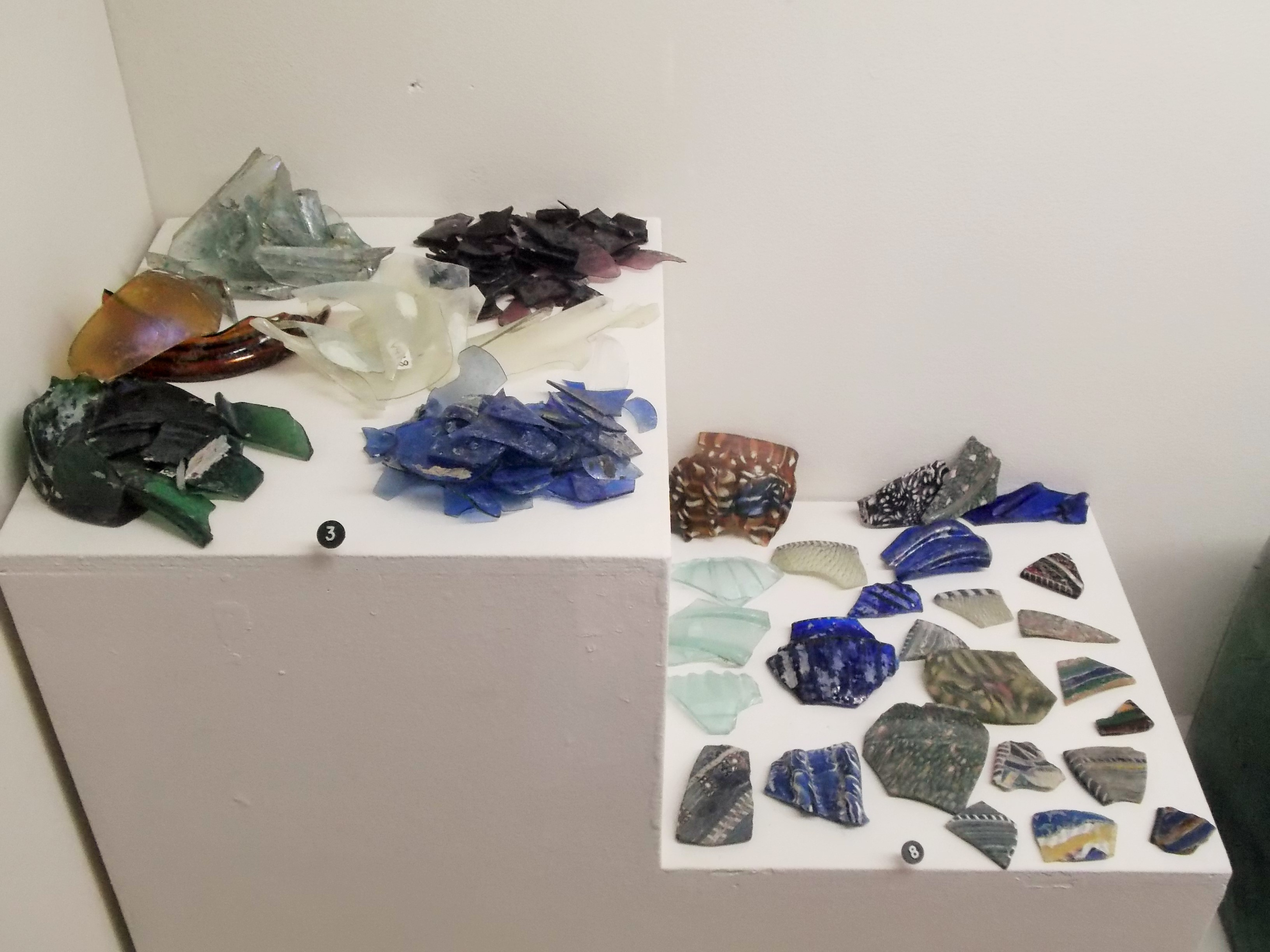
Fragments de verre destinés au recyclage. découverts dans les ateliers.
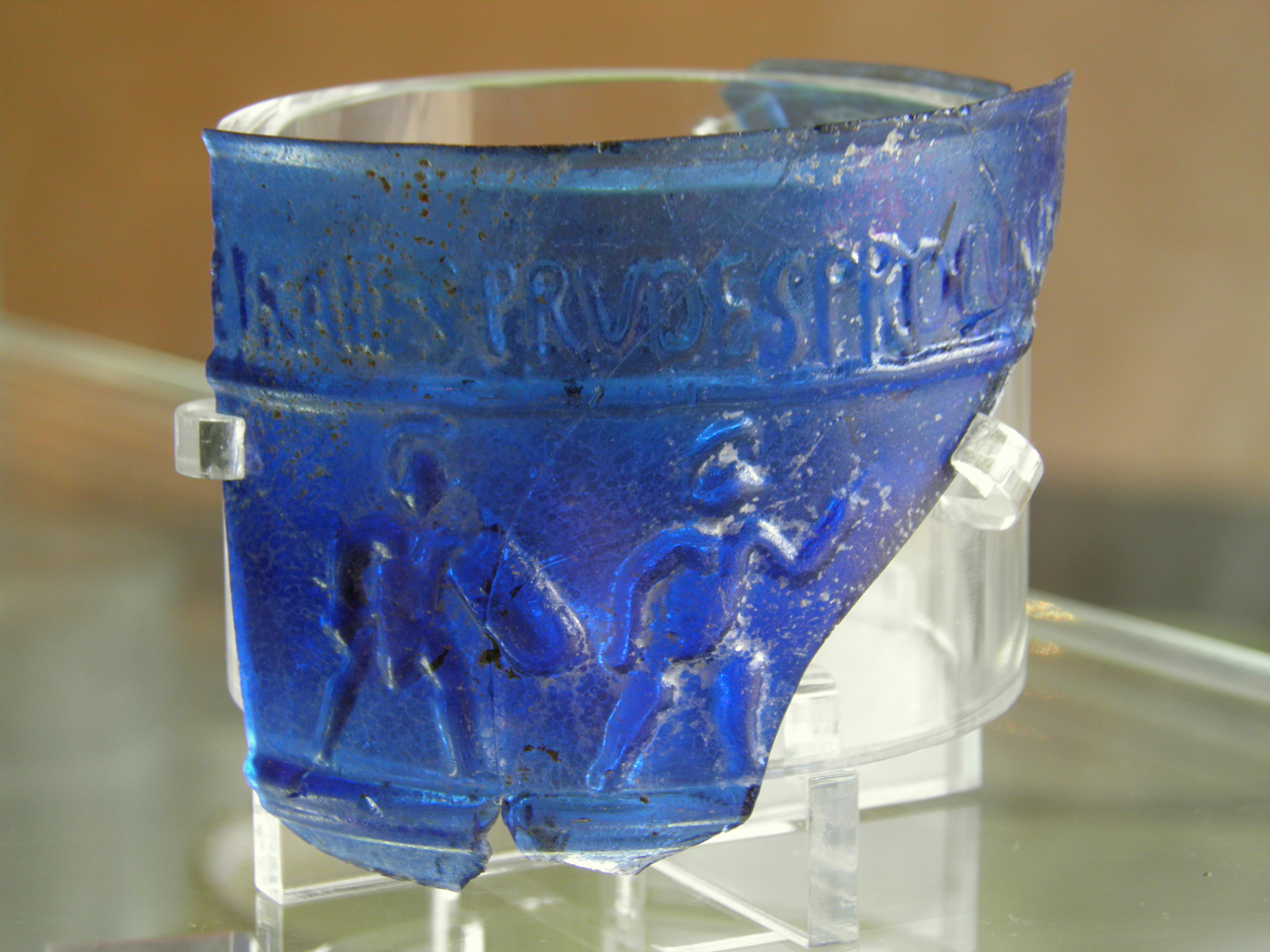
Verre bleu avec des gladiateurs se combattant. Ier ou IIe siècle.

La tabletterie, artisanat de fabrication de petits objets en os, est active à Lugdunum comme dans toutes les grandes cités. Le catalogue des objets de tabletterie conservés au musée, publié en 1983, recense 1345 objets, issus des fouilles anciennes de la Montée de la Butte en 1840 et des théâtres romains, et plus récentes de la nécropole de Trion, de la place Tolozan (1979) et de la Place Charles-Marie-Widor (1980).

Artisanats divers
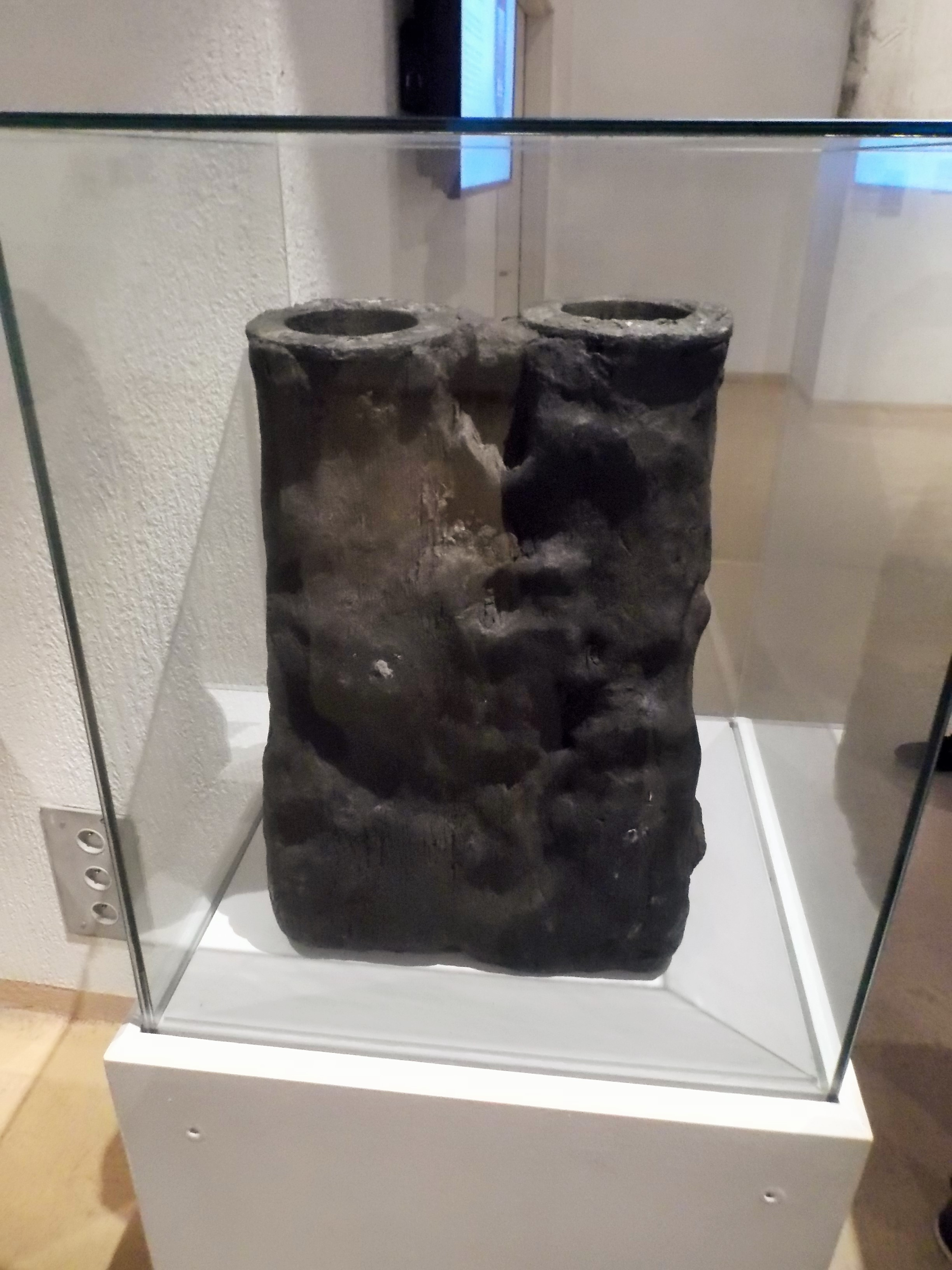
Travail du bois : pompe foulante en bois, découverte en 1975 dans la Presqu'île.
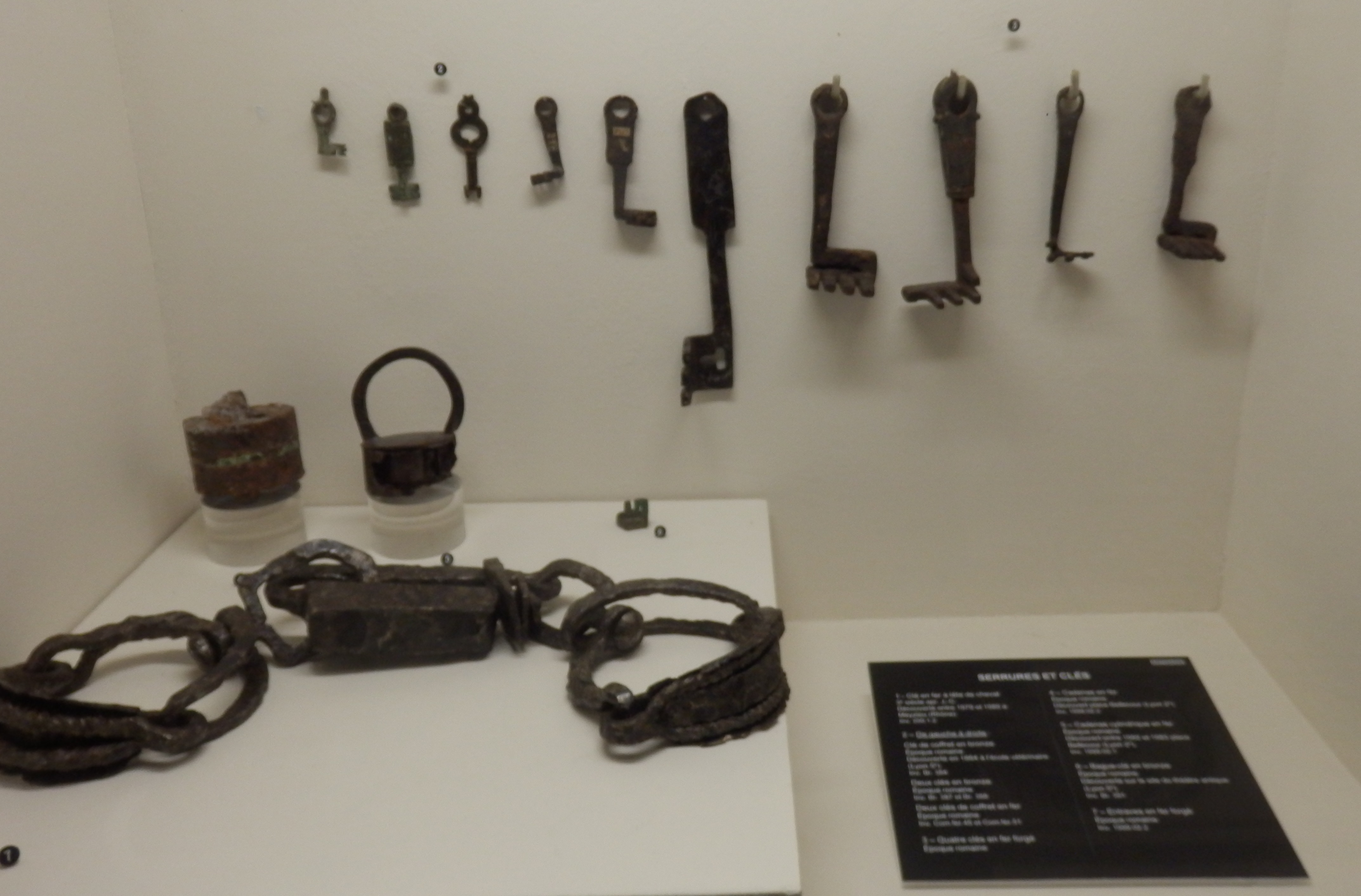
Travail du fer : clés et entrave.
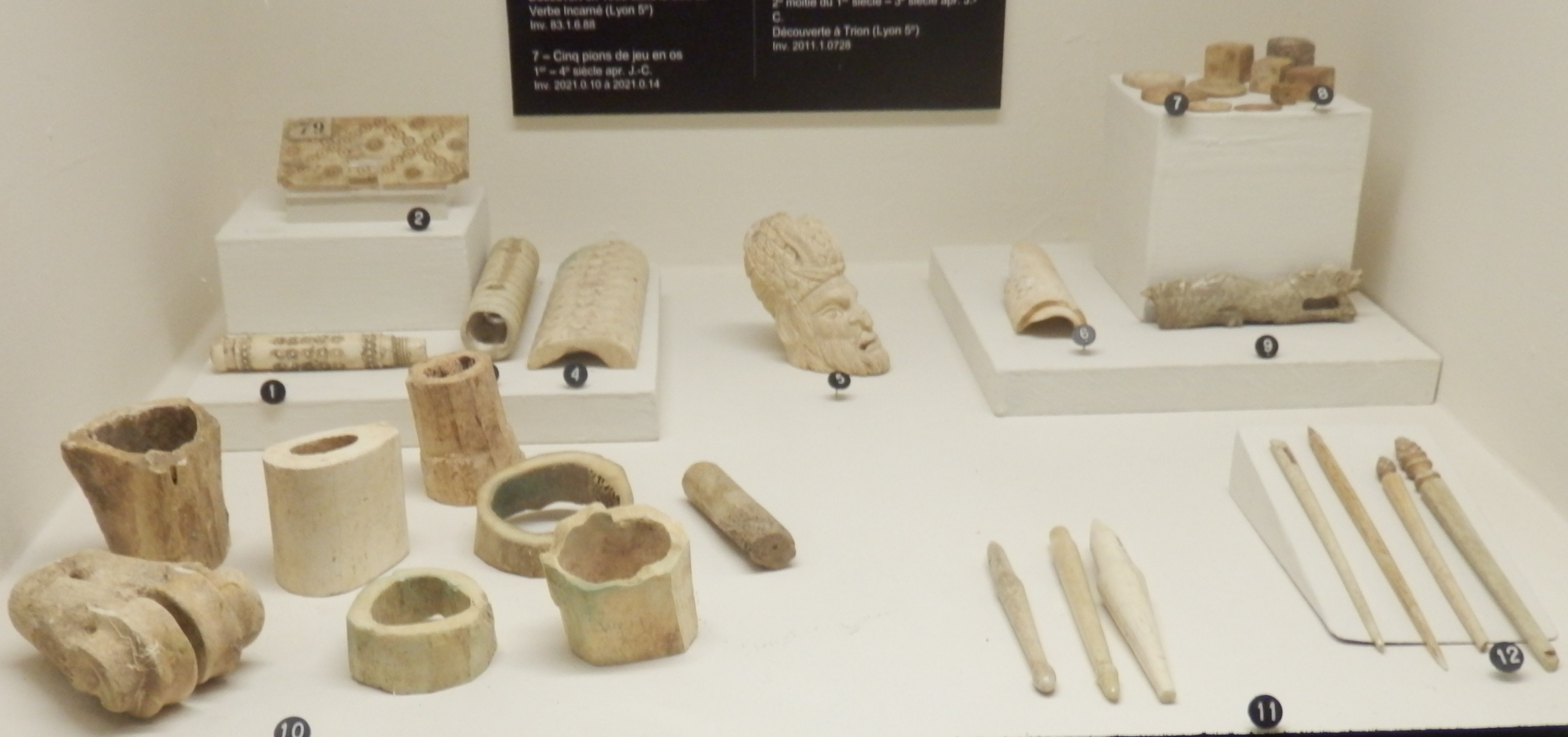
Tabletterie, os découpés, objets en os : statuette, dés, épingles.
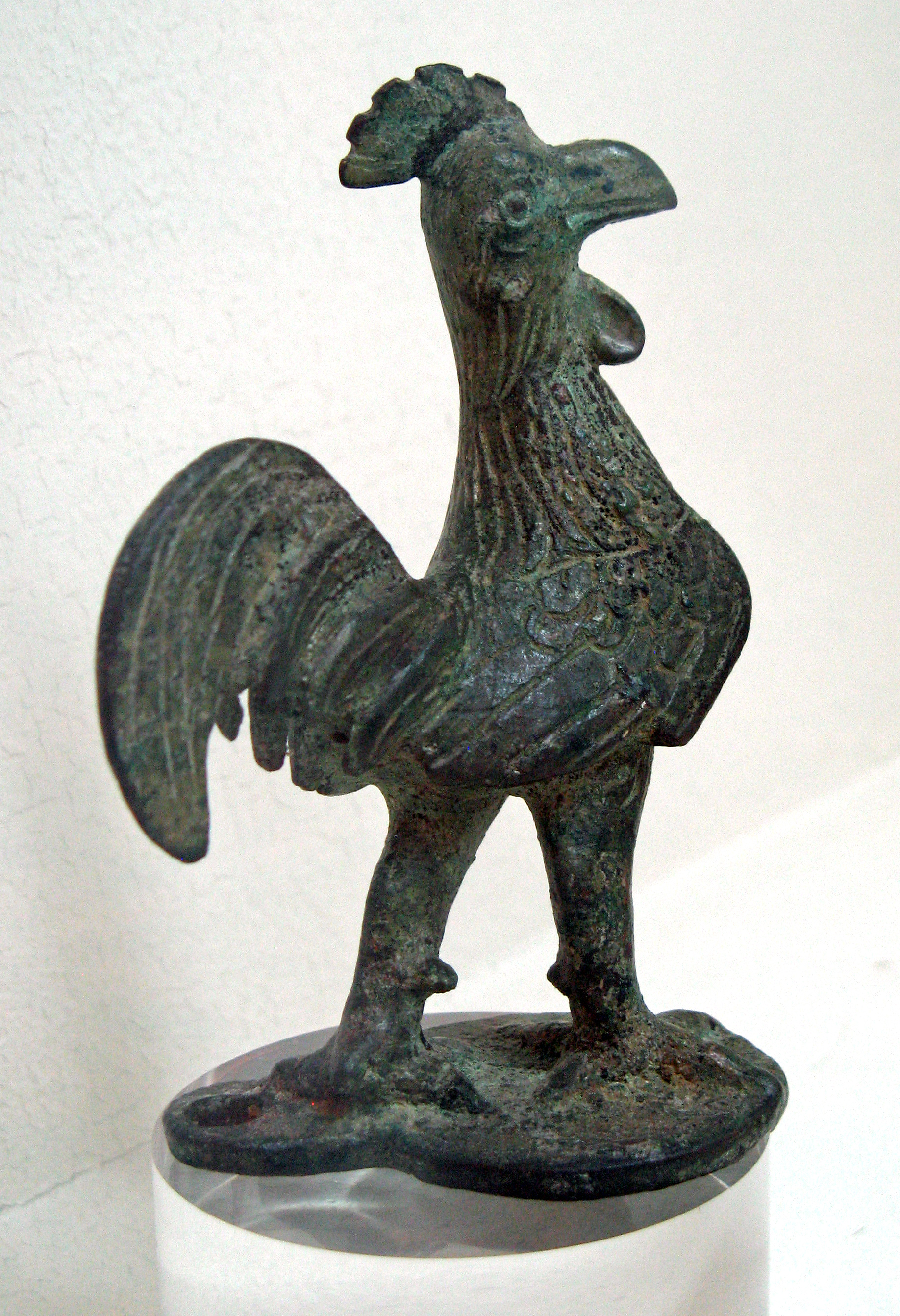
Travail du bronze, coq miniature.

### Le grand commerce
L'amphore, contenant d'emploi massif bon marché et non réutilisable, est, grâce à son caractère non périssable, une source d'information archéologique irremplaçable. Dès le IIe siècle av. J.-C., le site de Vaise à Lyon importe d'Italie des amphores de vin. La fondation de la colonie de Lugdunum développe son commerce avec des importations massives d'amphores de vin, d'huile et de garum depuis l'Italie, la Bétique (Espagne) et la Lusitanie (Portugal) et les vins des îles grecques, puis à partir du IIIe siècle, l'Afrique proconsulaire et la Maurétanie césarienne, pour la consommation locale et la redistribution vers la Gaule du nord et la Bretagne.

Contenants de stockage et de transport
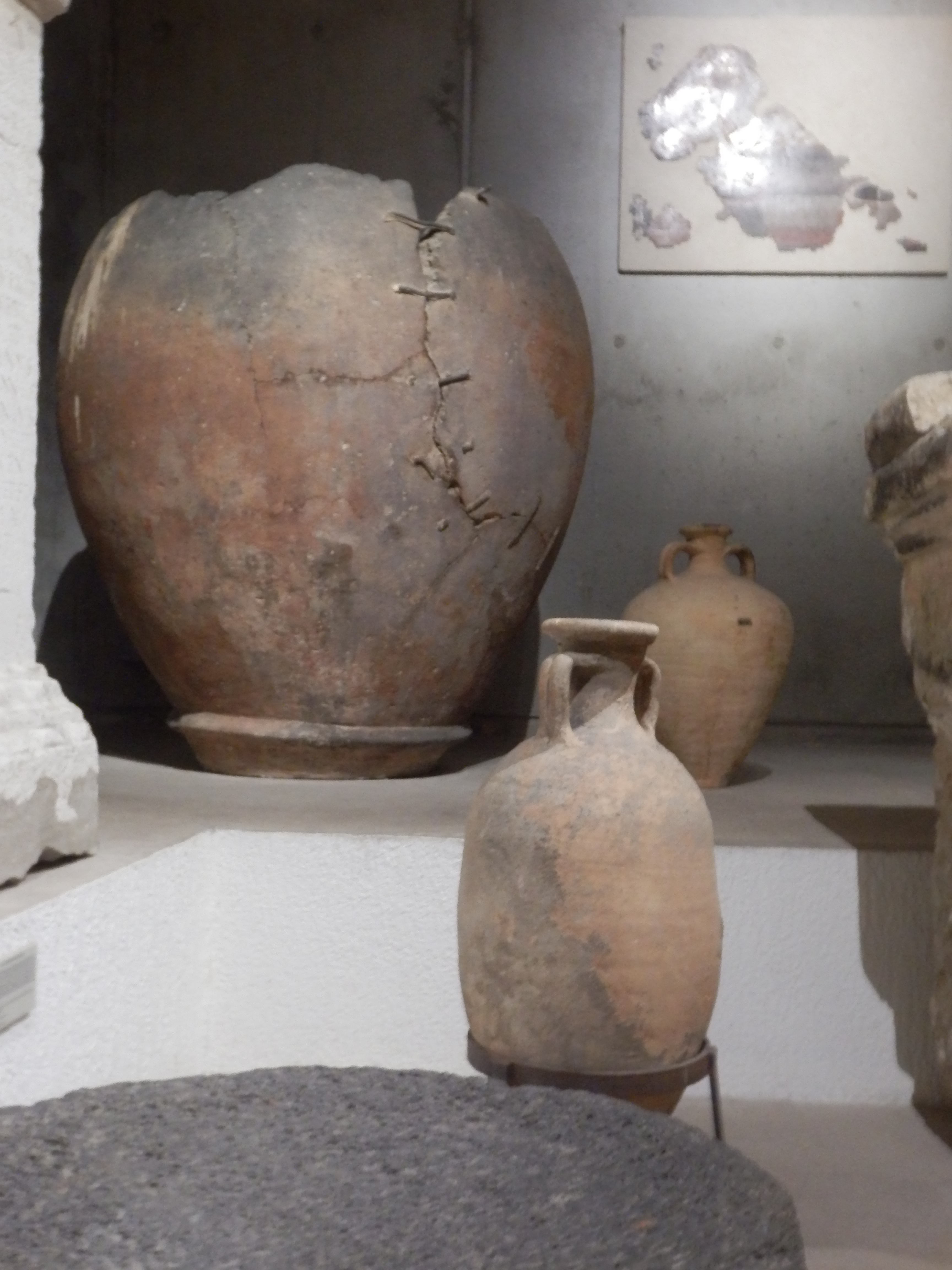
Dolium et amphores espagnoles.
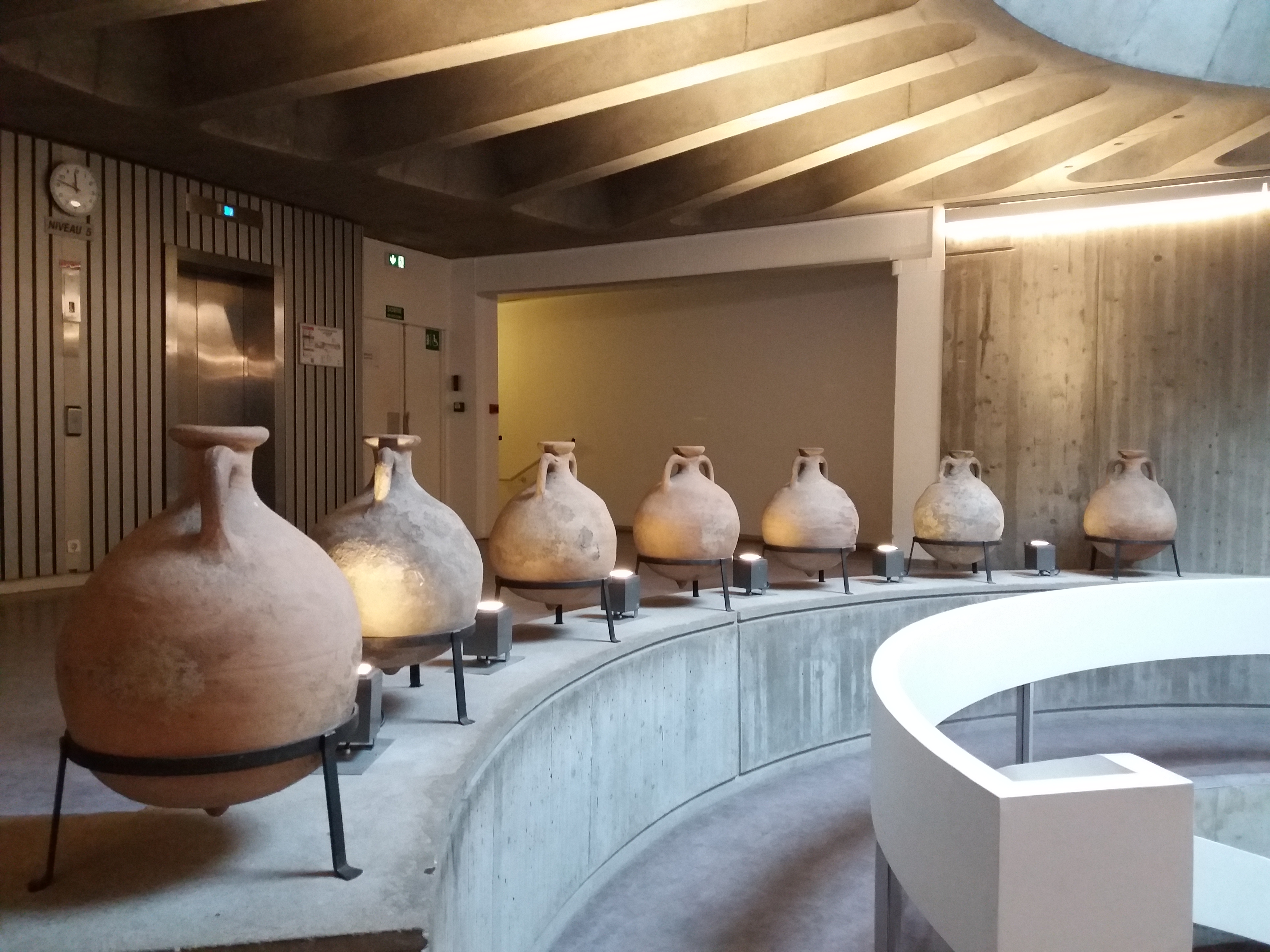
Série d'amphores à huile bétiques, à l'entrée du musée.
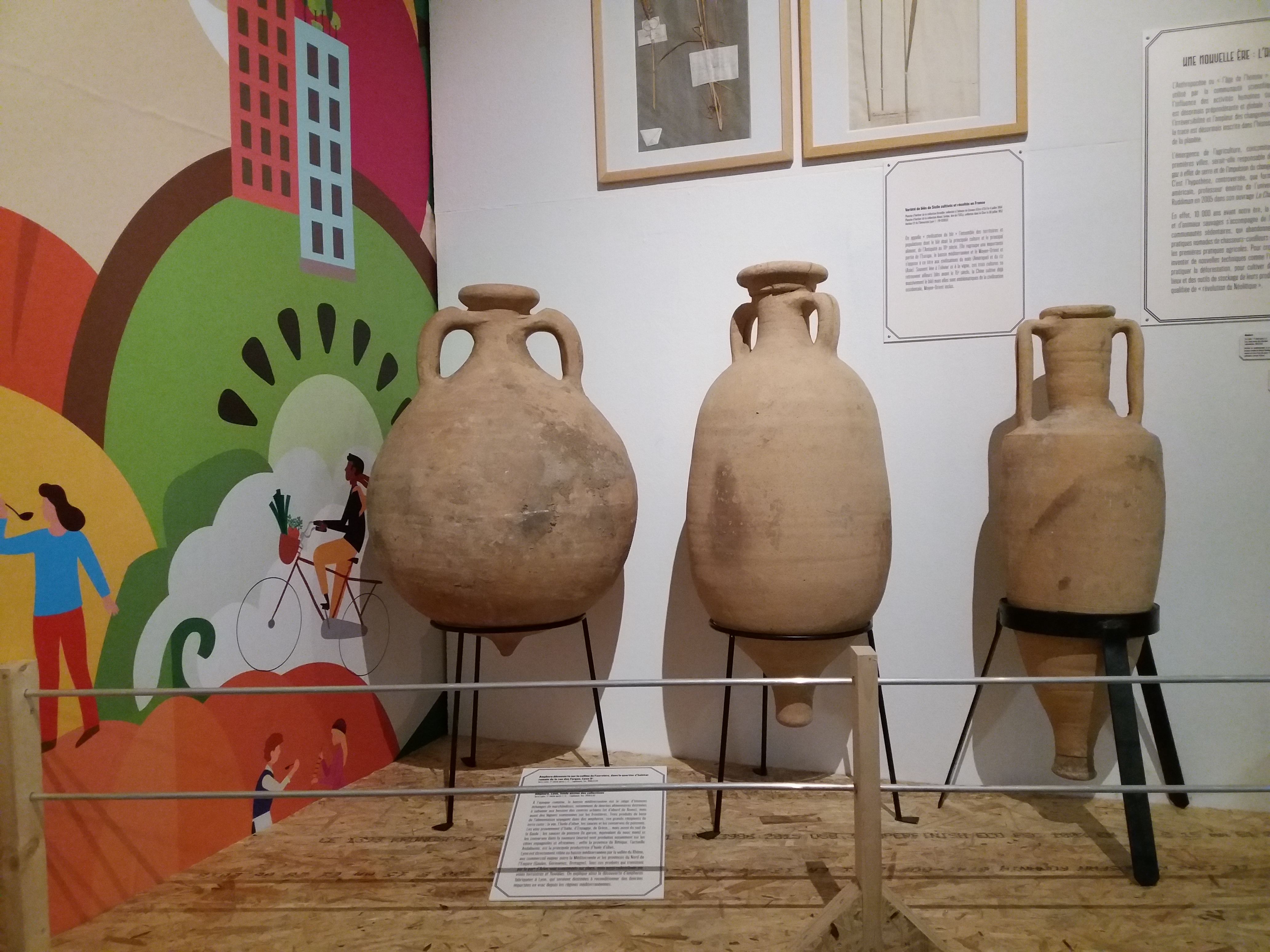
Divers modèles d'amphores : à huile (gauche), à garum (centre), à vin (droite).

Les nautes assuraient la navigation fluviale, et se regroupaient en corporations connues par les inscriptions : nautes du Rhône, nautes de la Saône, et probablement la plus puissante, les nautes du Rhône et de la Saône. Les fouilles préventives de 2004 sur la rive droite de la Saône ont localisé un port fluvial, avec les vestiges de six longues barques à fond plat et d'un appontement. Les artefacts archéologiques témoignent des marchandises qui transitaient : vaisselle, matières premières (blocs de verre brut, soufre, alun des îles Lipari, pierres de taille, marbres colorés), nombreux débris d'amphores contenant vin, huile ou garum.

Commerçants
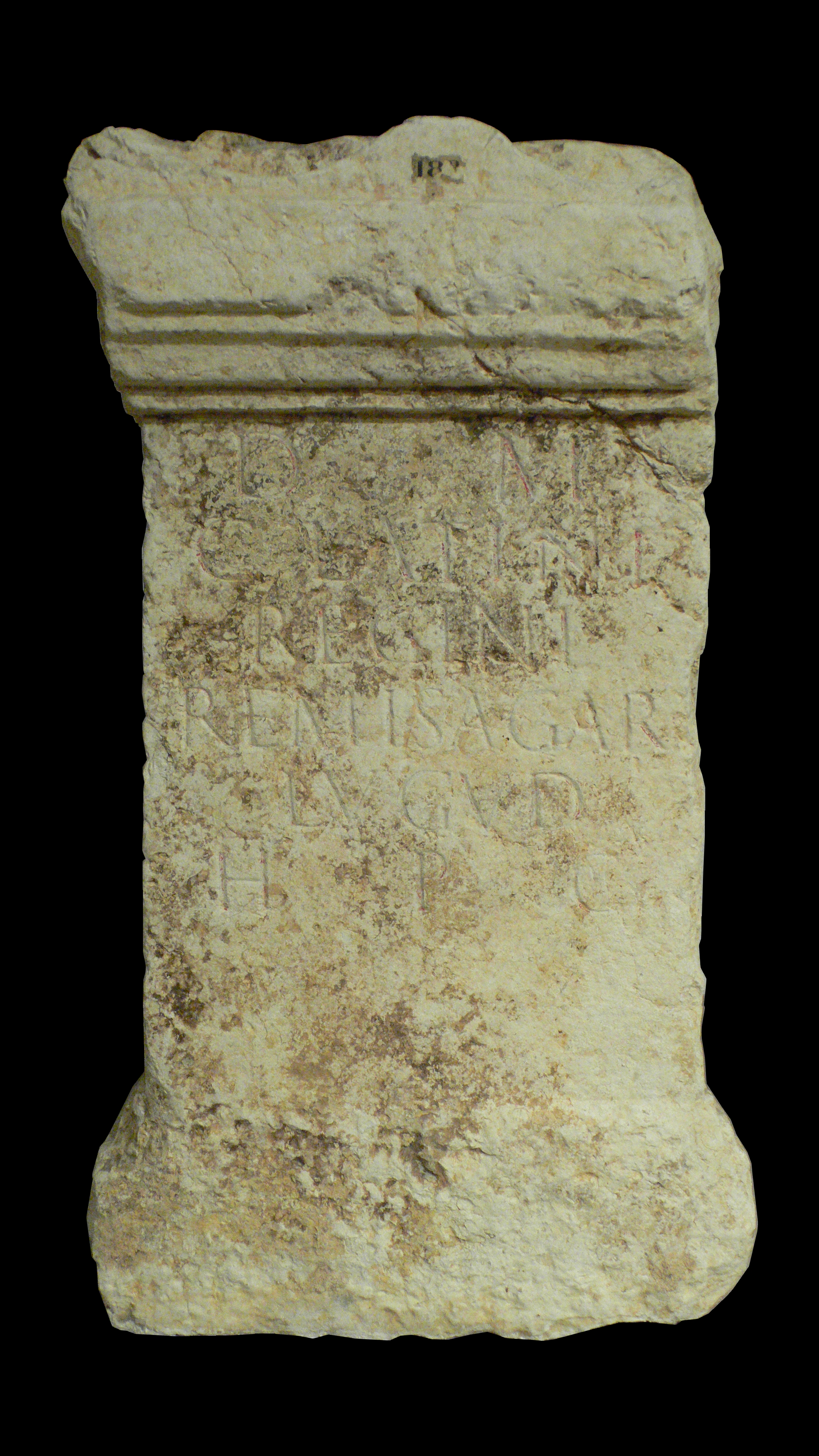
Épitaphe de Latinius Reginus, de la corporation des marchands de sayons.
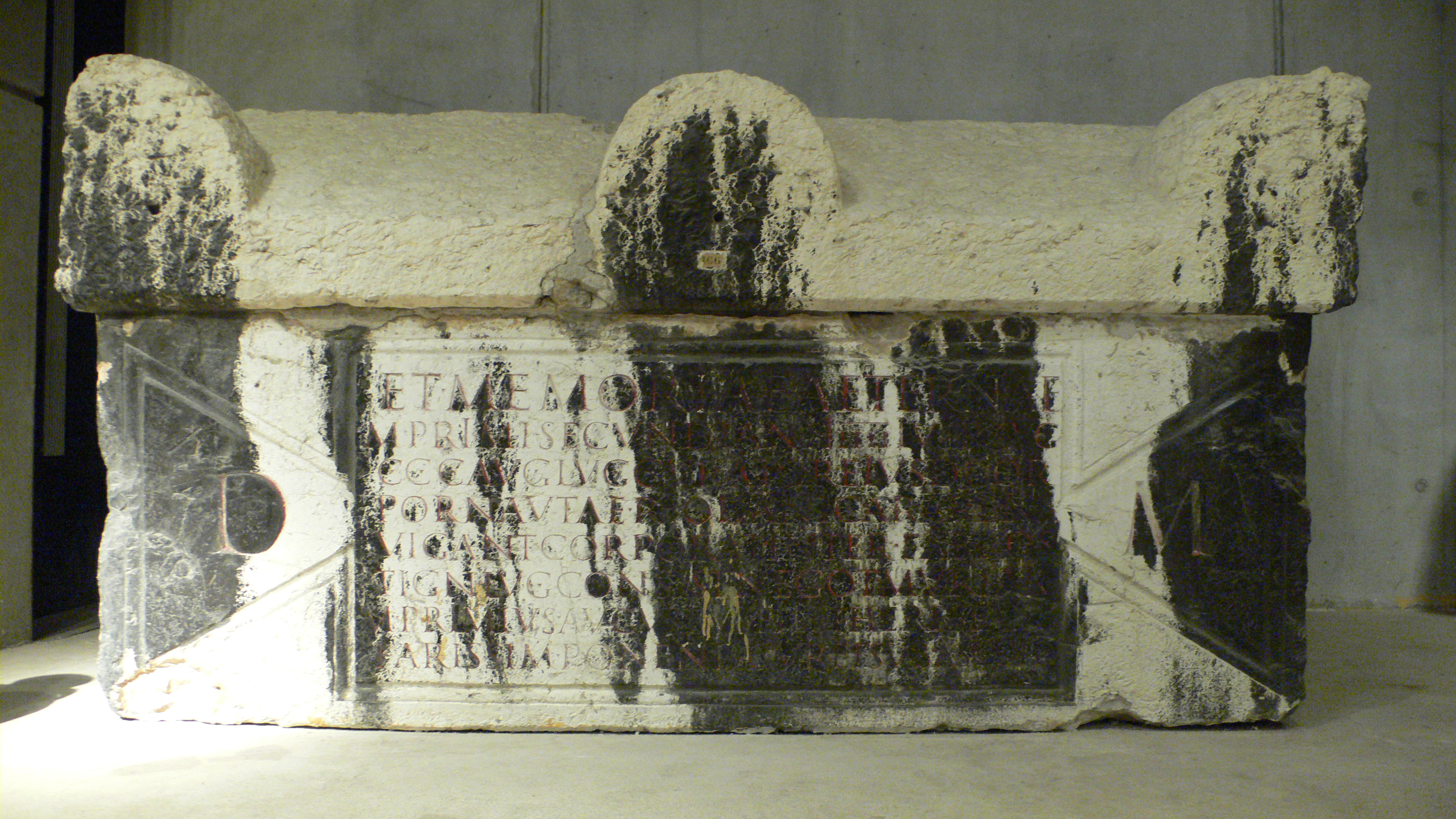
Sarcophage de M. Primius Secundianus, sevir augustal, bâtelier, membre de la corporation des charpentiers, marchand de saumures CIL XIII, 001966.
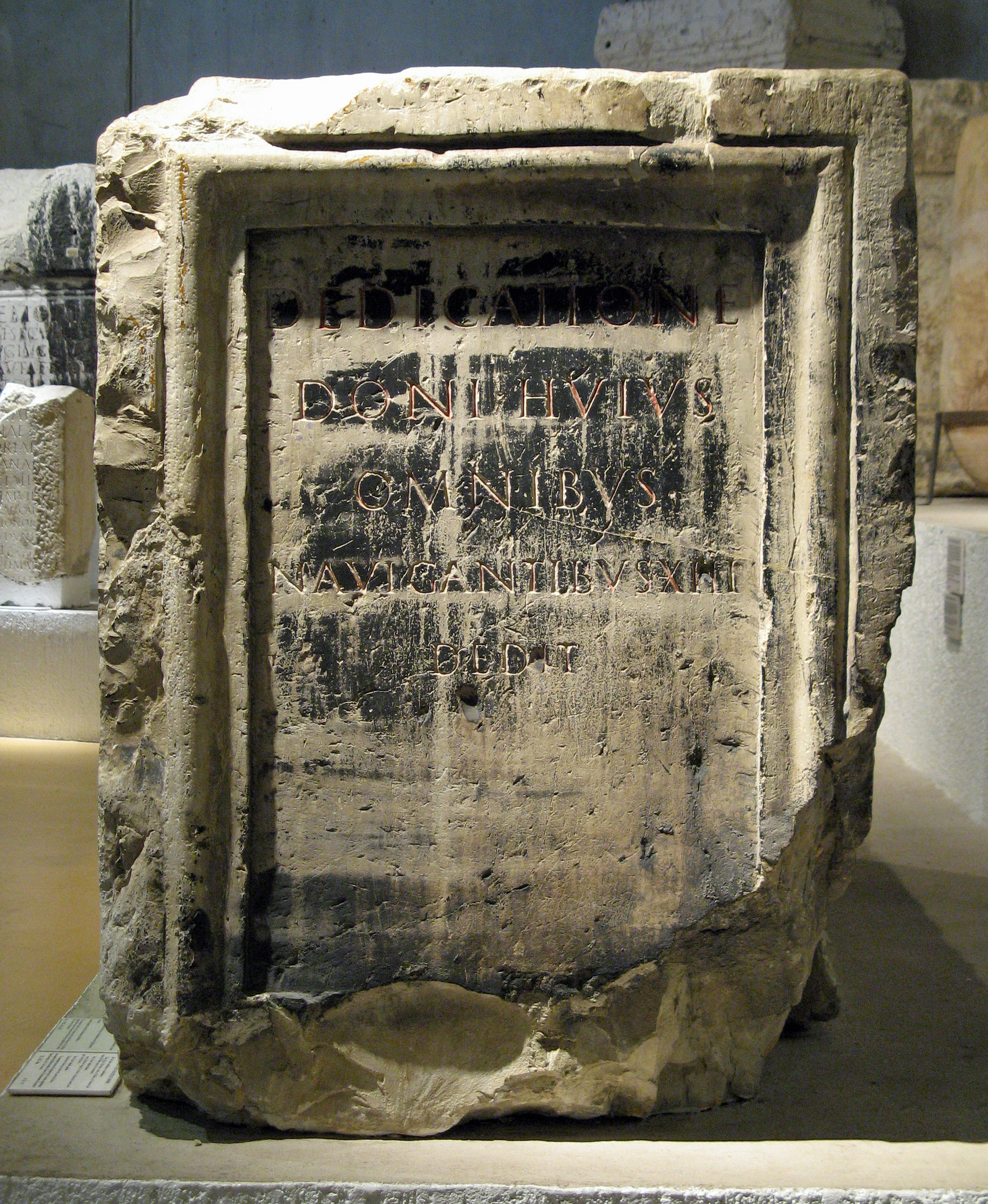
Inscription dédiée au patron des Nautes du Rhône et de la Saône, découverte au bord de la Saône CIL XIII, 002002.
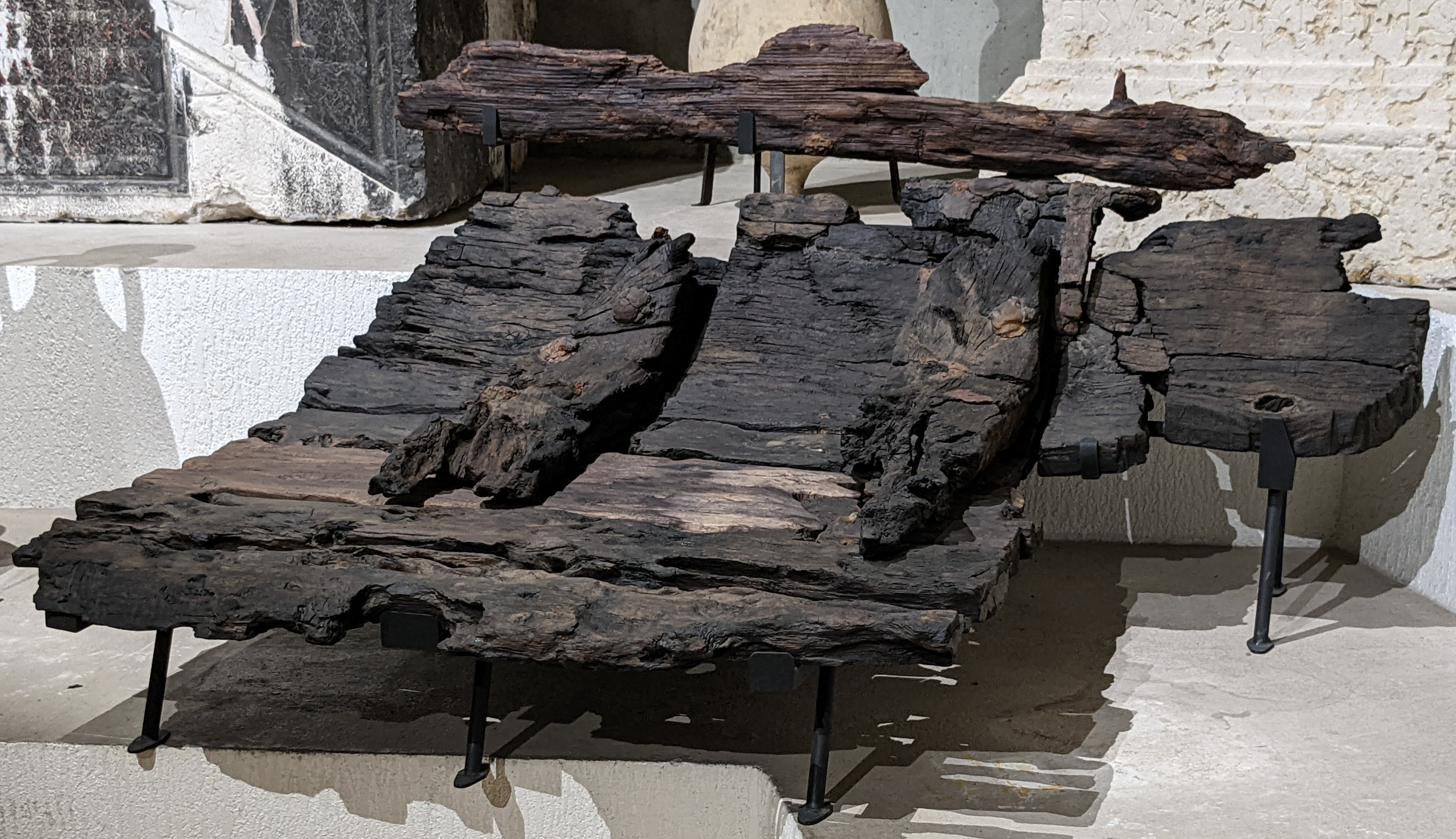
Épave de barque à fond plat, découverte en 1989 place Tolozan, près du Rhône.

### Une ville cosmopolite
Les inscriptions funéraires qui mentionnent l'origine géographique du dédicataire illustrent par leur diversité l'attractivité de Lugdunum sur les peuples gaulois et sur les provinces plus lointaines. La monumentale épitaphe de deux vétérans de la Legio I Minervia, Aurelius Primus de la nation des Rèmes (région de Reims) et Modestinius Peregrinus de Colonia Agrippina sur le Rhin (Cologne moderne), témoigne du choix de Lugdunum pour leur retraite.
Plus lointain, Iulius Alexander est venu de Carthage établir son atelier de verrier à Lugdunum

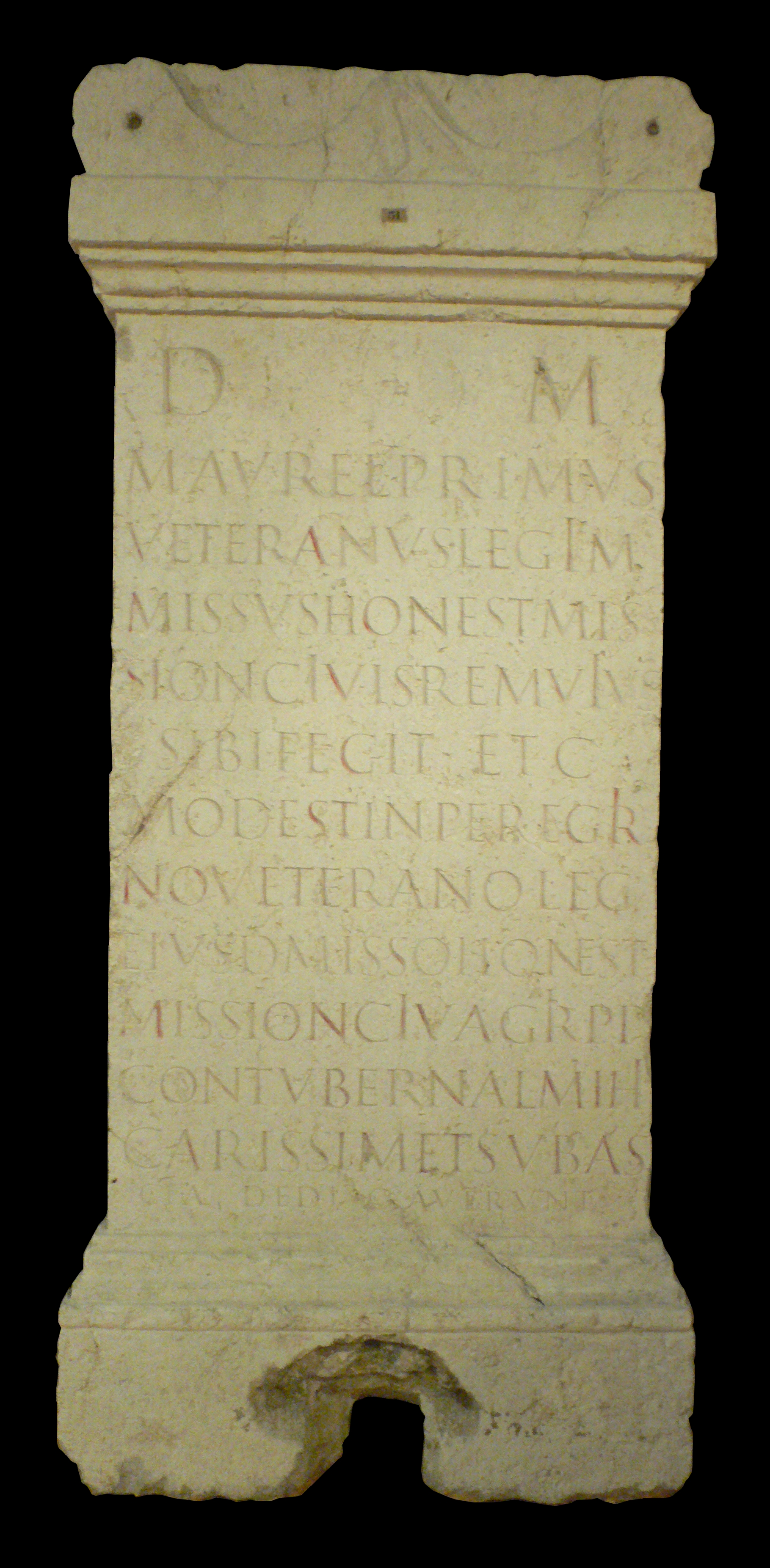
Épitaphe des vétérans. CIL XIII, 01844.
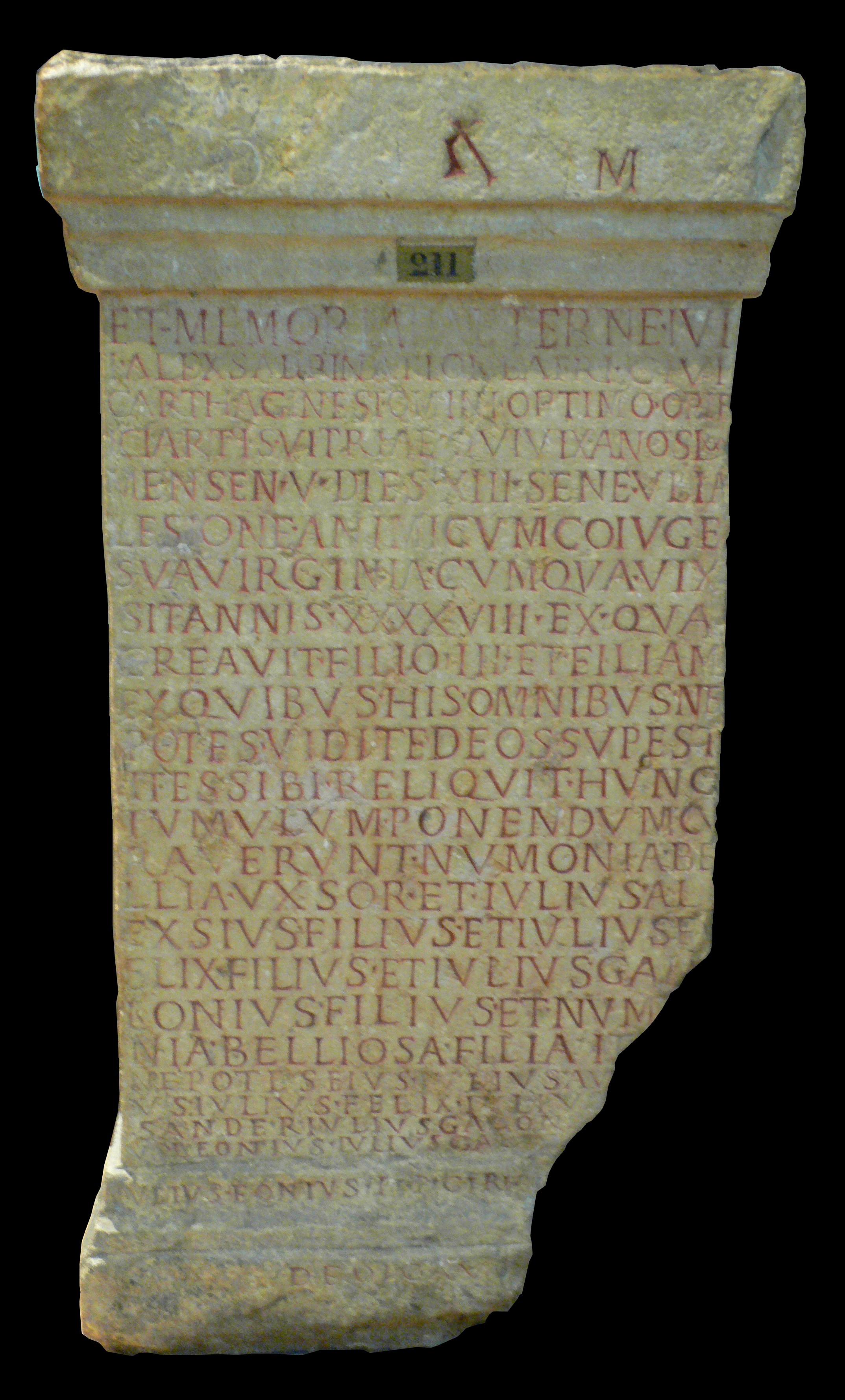
Épitaphe du verrier Iulius Alexander, CIL XIII, 2000.

Venus l'autre extrémité de l'Empire, Thaïm Ioulianos, né à Canotha en Syrie, a rédigé son épitaphe lugdunaise en grec et en latin (CIL XIII, 02448), tandis que Ioulianos Eutecnios, de Laodicé de Syrie, a composé la sienne sous forme d'un poème en grec.

### Les maisons

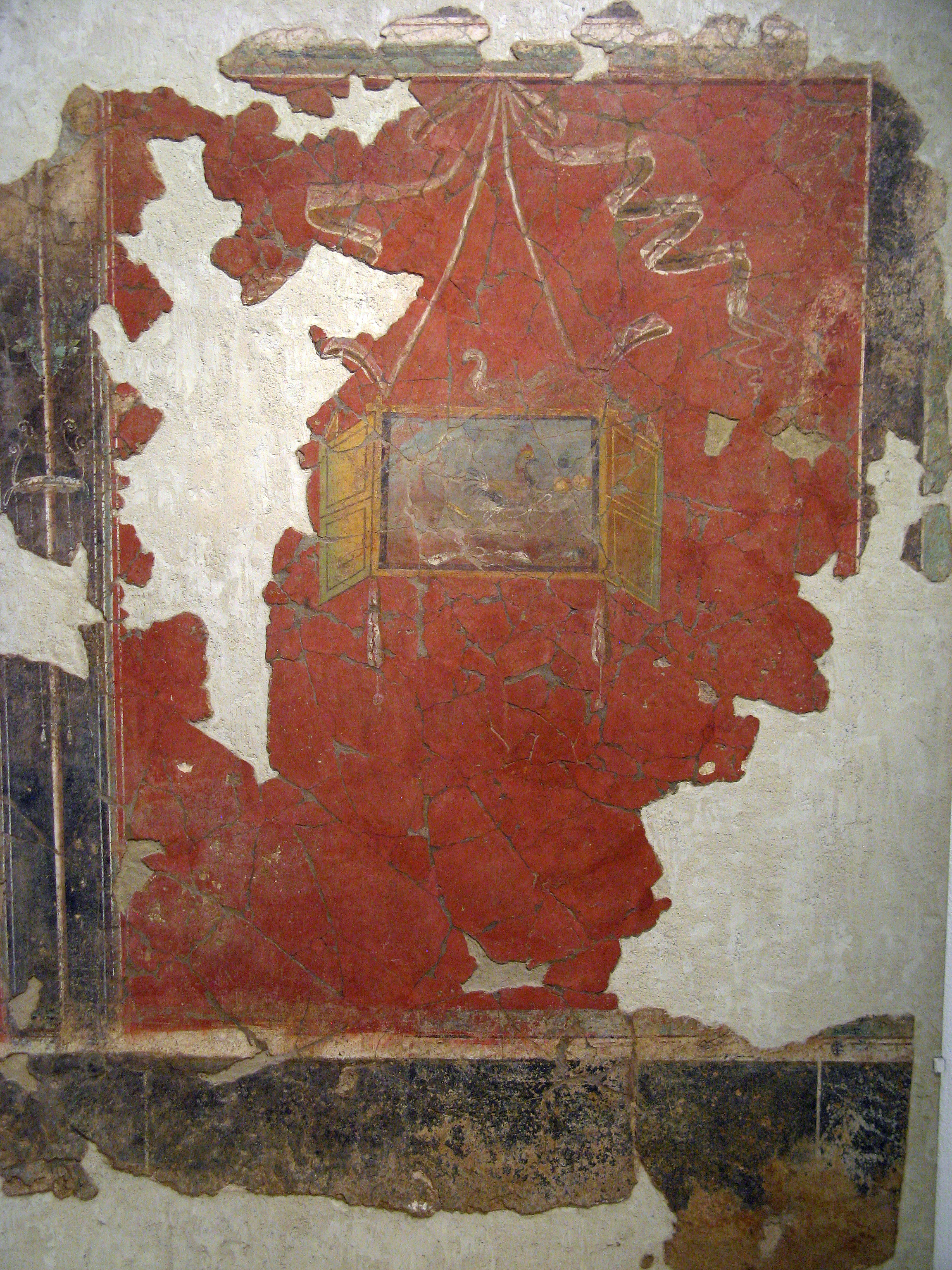
Fresque murale de la maison aux Xenia découverte à Vaise.

La connaissance de l'habitat gallo-romain de Lugdunum s'est longtemps limitée aux découvertes fortuites de mosaïques sur la colline de Fourvière et dans la Presqu'île. Les fouilles archéologiques de la rue des Farges (1974-1980), au Clos du Verbe incarné (1977-1984) et à Gorge de Loup ont apporté une connaissance plus détaillée de l'aménagement des maisons de la période romaine. Elles montrent de grandes différences d'aménagement selon les époques et selon la richesse de leurs propriétaires, mais les maisons repérées par les archéologues adoptent toutes le style italique avec un plan centré sur un atrium, des portiques et des décorations murales de style pompéien. Les pavements de mosaïque, rares avant le IIe siècle, ornent les maisons les plus riches .

### Le culte des morts et les inscriptions funéraires
Les nécropoles lyonnaises juxtaposent les tombes modestes, les sépultures en sarcophage massif et les mausolées monumentaux. La pratique funéraire a évolué, passant de l'incinération, majoritaire au Ier siècle, à l'inhumation, la plus fréquente à partir du IIIe siècle.

Tombes à incinération, urnes cinéraires
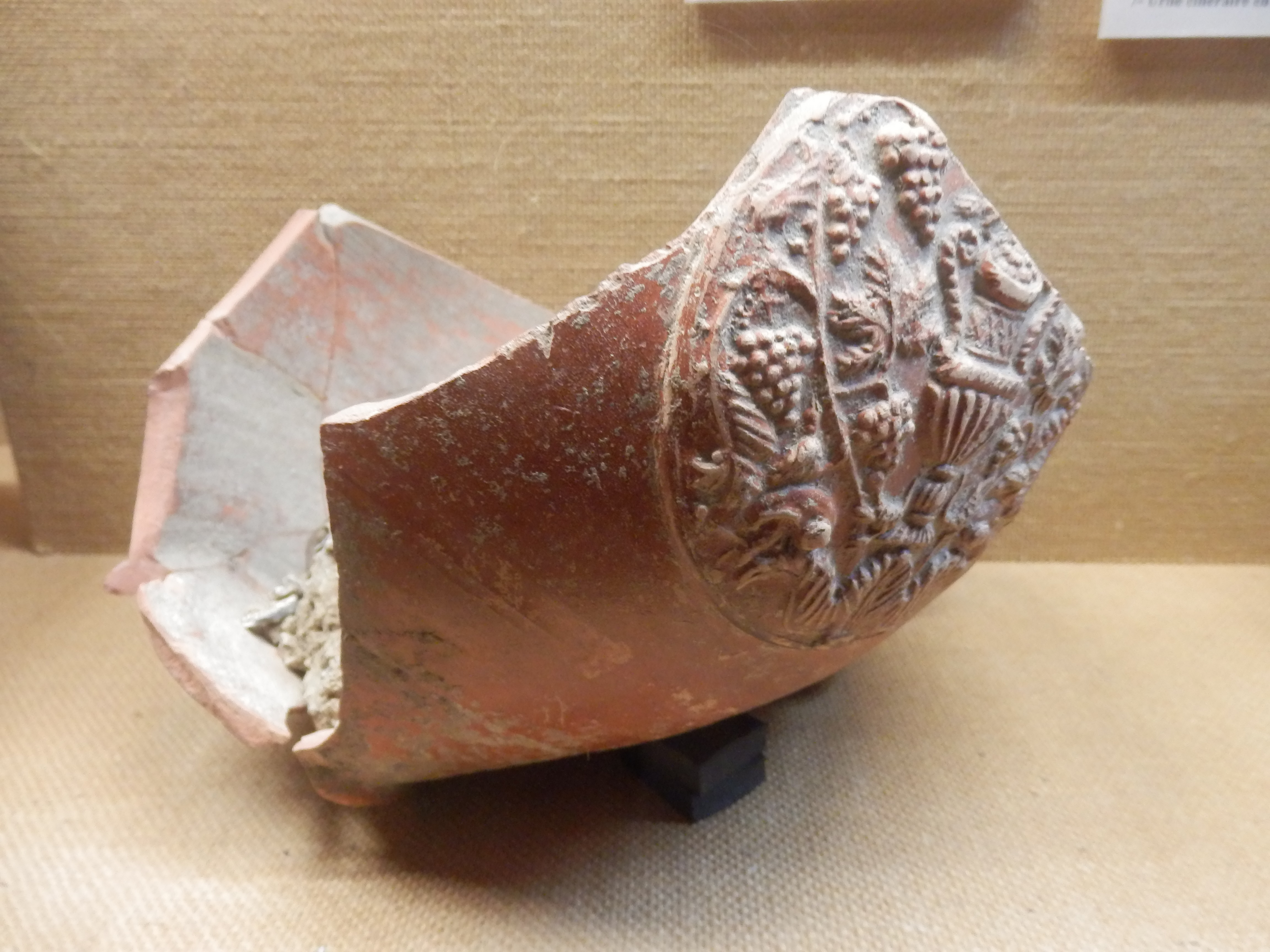
Urne cinéraire en céramique brisée.
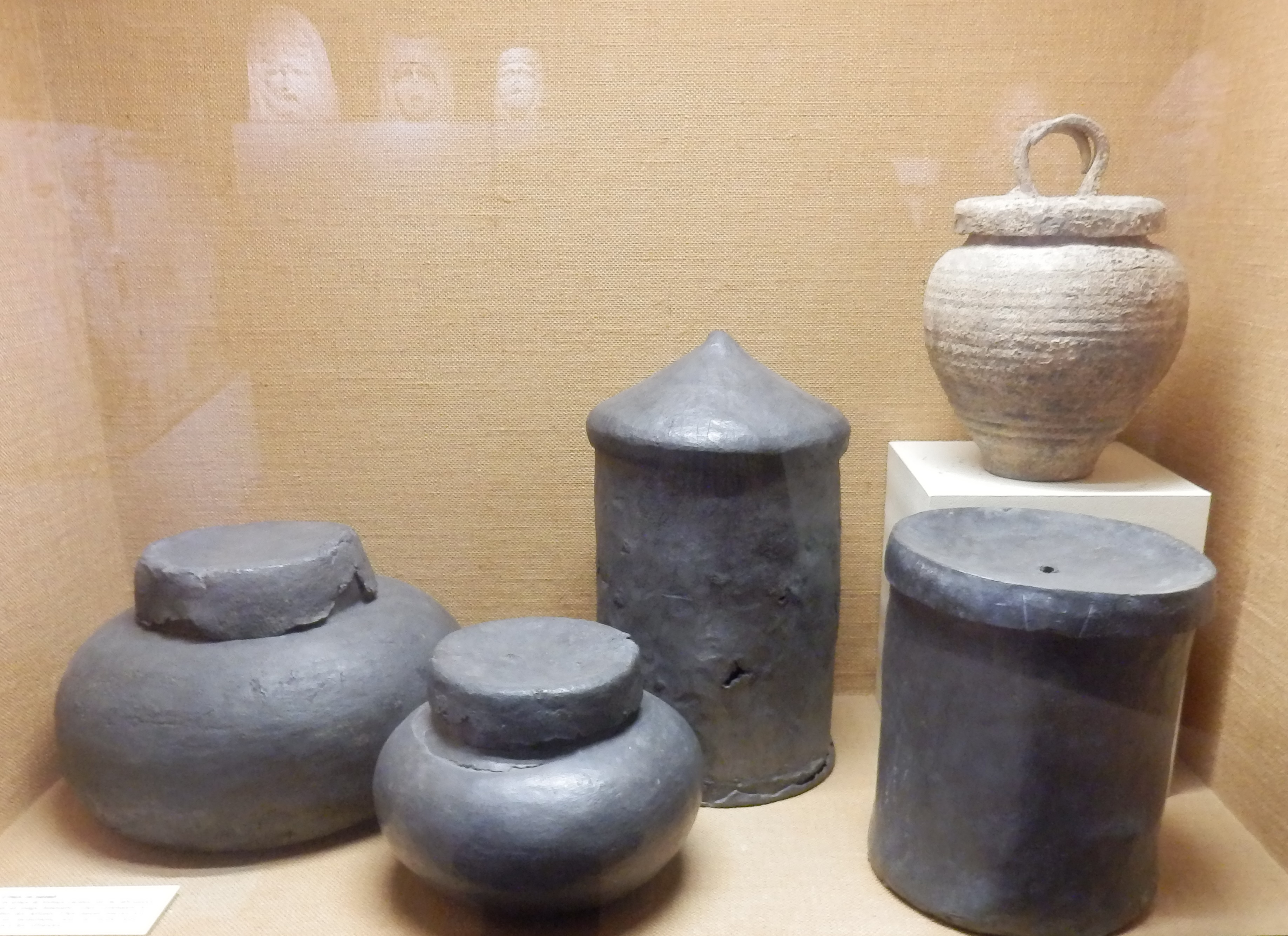
Urnes cinéraires en plomb.
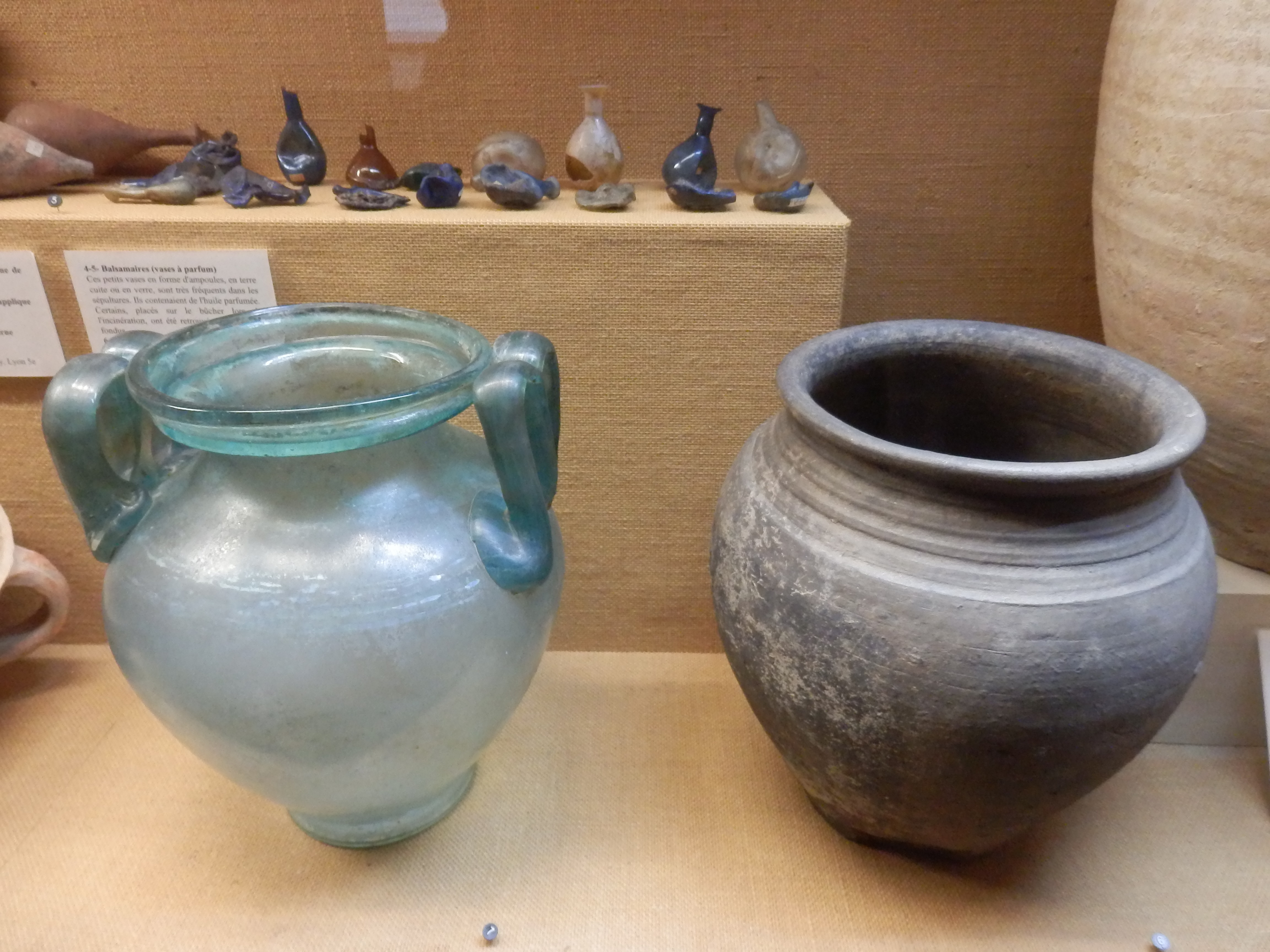
Urne en verre, urne en terre cuite commune, série de balsamaires fondus en verre.
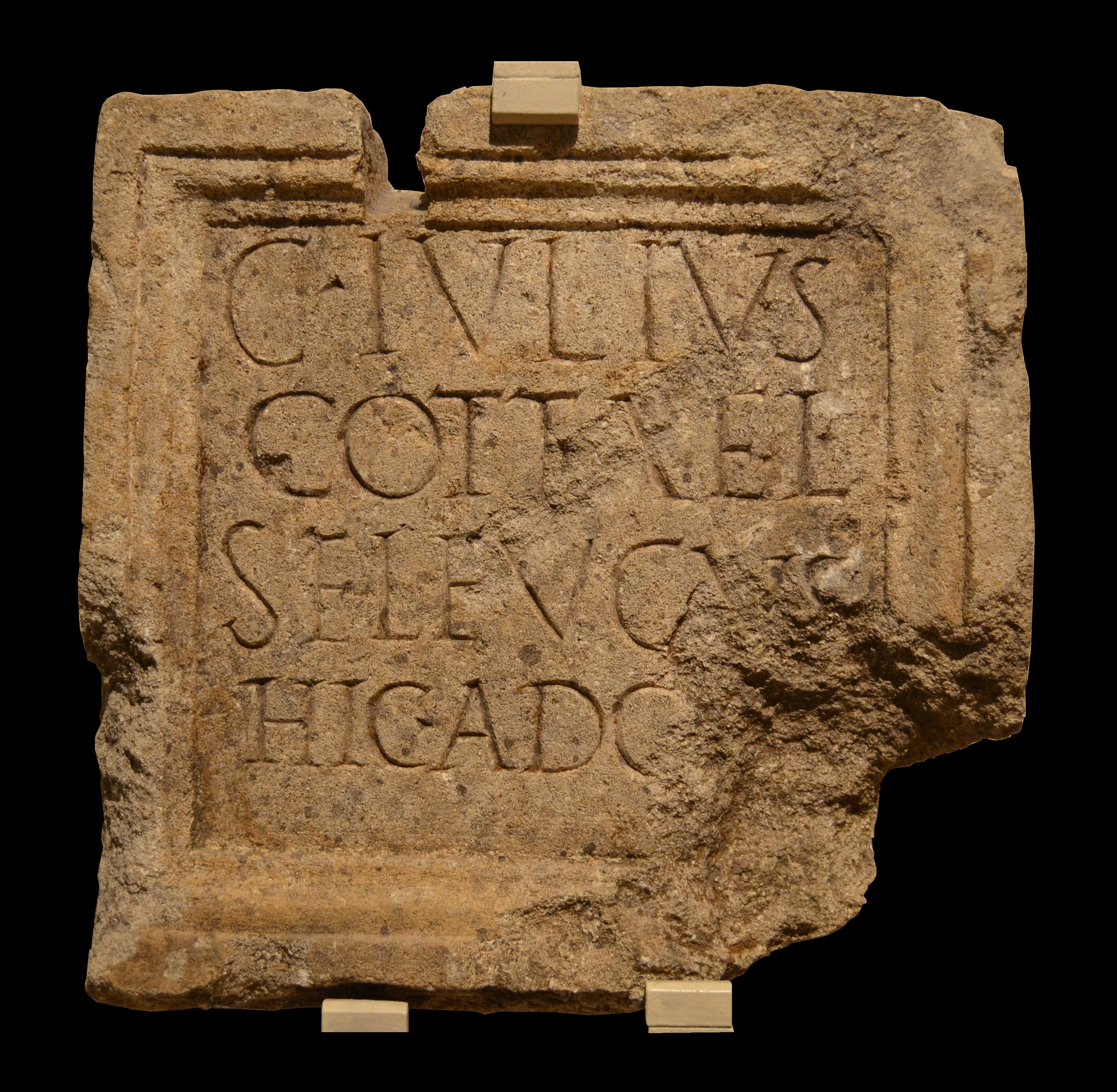
Dalle funéraire de Iulius Seleucus, affranchi AE 1973, 0333.

Les épitaphes funéraires représentent la majorité des inscriptions lapidaires découvertes à Lyon. À partir de la fin du Ier siècle, elles figurent sur la base de petits autels funéraires, tandis que les monuments figuratifs tels que le cippe funéraire de Primilla sont rares à Lugdunum.
Plusieurs centaines se terminent par la formule sub ascia dedicavit, (c'est-à-dire tombe « dédiée sous l'ascia »). L'ascia est un outil non identifié figuré sur les monuments funéraires ; il se rencontre  très fréquemment à Lugdunum et dans sa région, et aussi dans la partie occidentale de l'Empire romain. Sa signification religieuse ou rituelle reste une énigme.

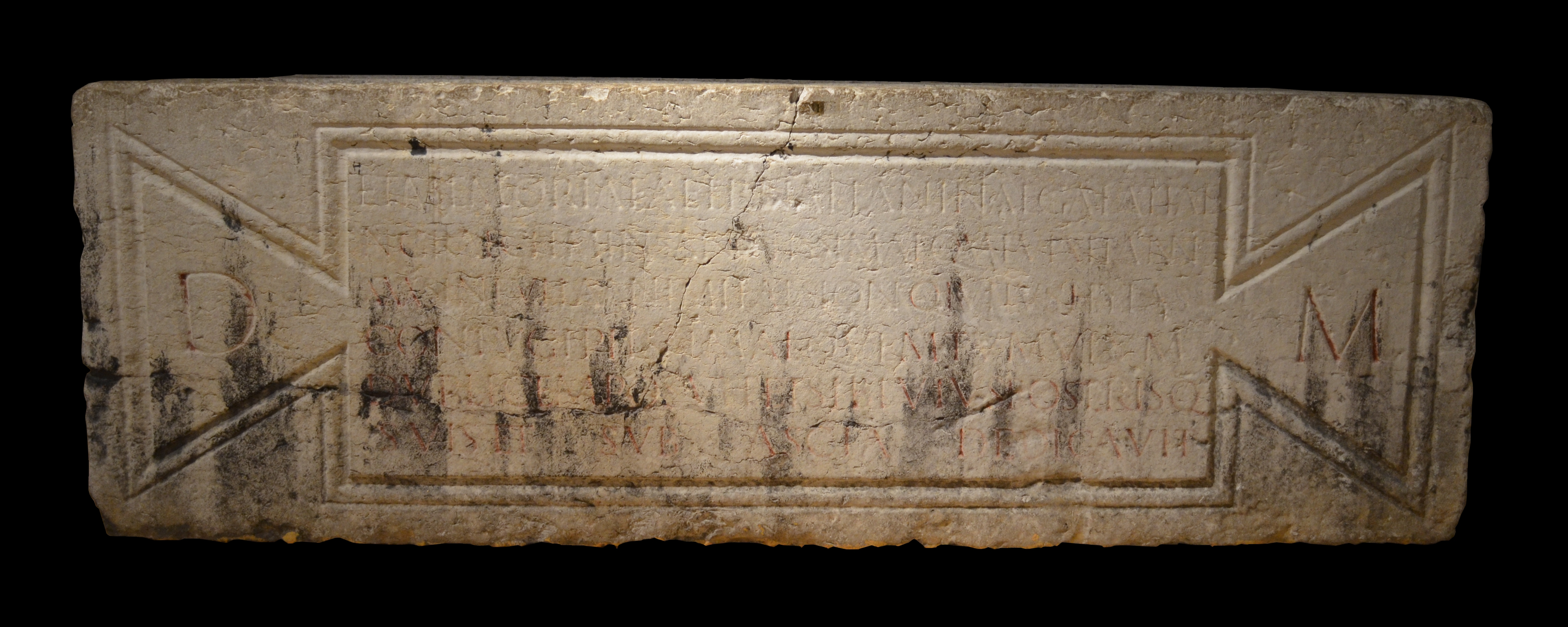
Sarcophage de Kaninia Galatia, grecque de naissance, dédié sous l'ascia CIL XIII, 2120.
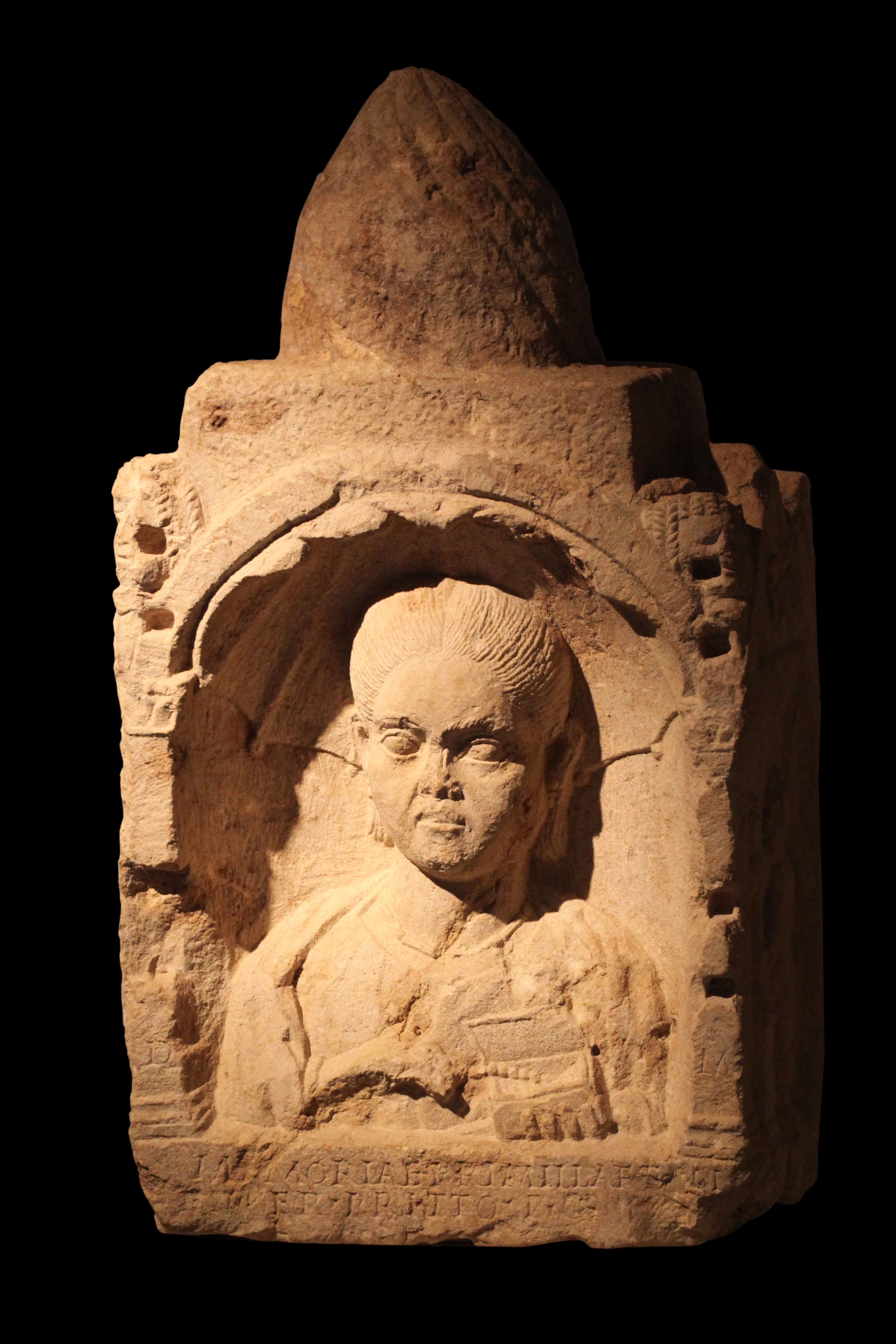
Cippe funéraire de Primilla CIL XIII, 002242.
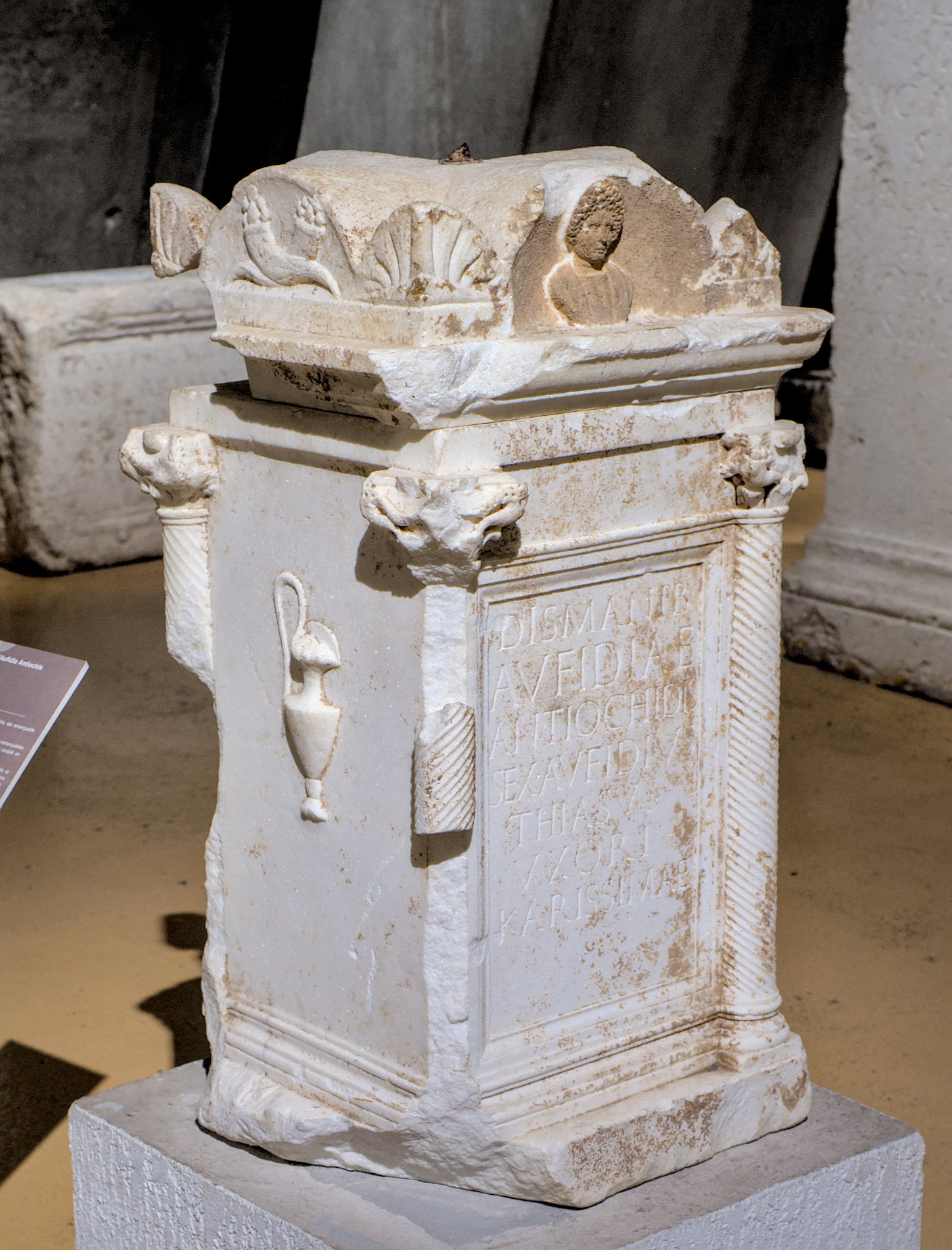
Autel funéraire d'Aufidia Antiochis AE 1976, 452.
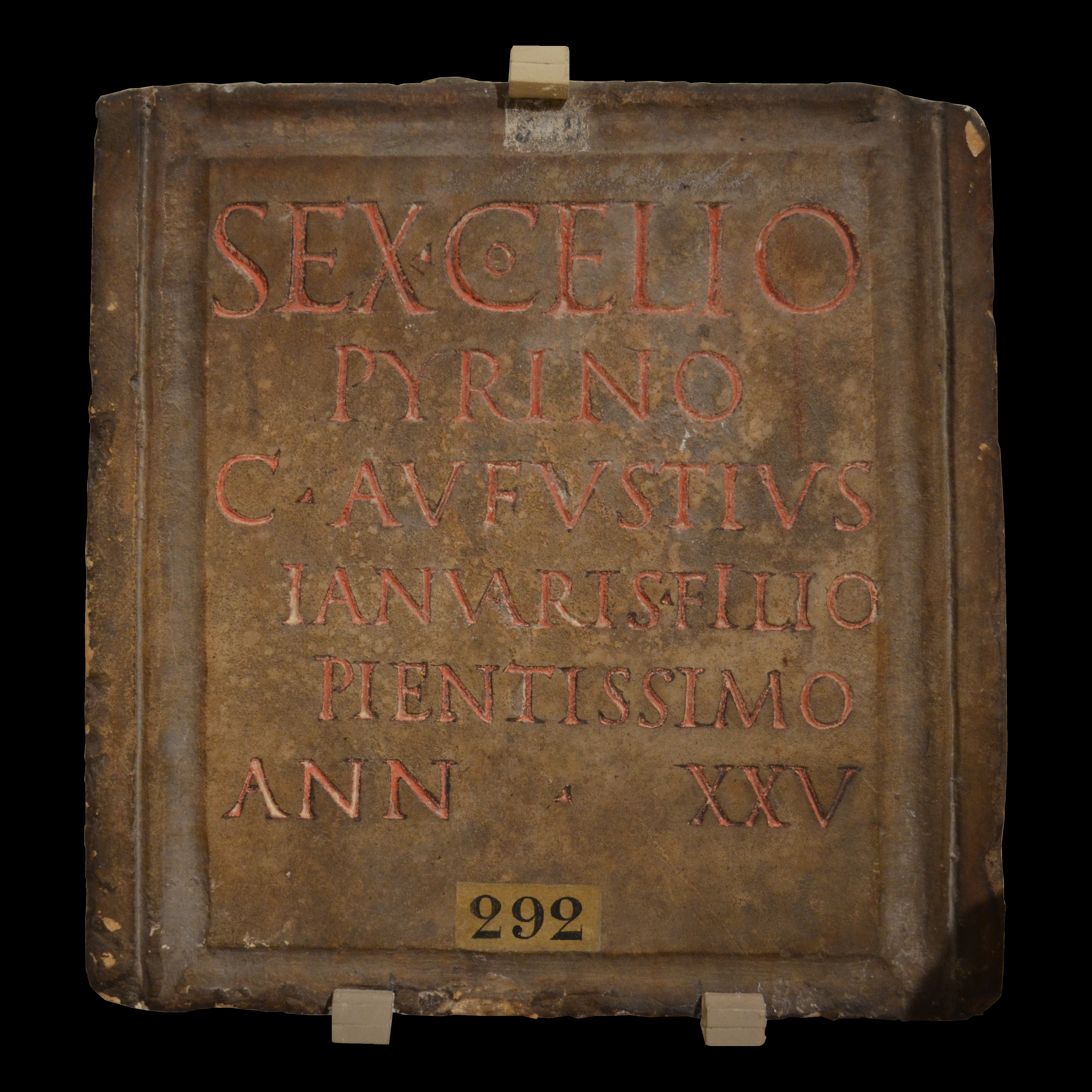
Plaque funéraire d'une sépulture modeste CIL XIII, 2109.

Les tombes peuvent être accompagnées d'offrandes au défunt, vaisselle ou objets plus personnels, bijoux, instruments de toilette, outils.
Avec l'émergence du christianisme, les autels funéraires n'ont plus cours et les épitaphes chrétiennes se systématisent à partir du début du Ve siècle, avec une nouvelle formulation : la mention Diis Manibus (« Aux dieux Mânes ») et la référence à l'ascia disparaissent, tandis que la date du passage dans l'autre monde complète la mention de l'âge du défunt.

Épitaphes paléochrétiennes
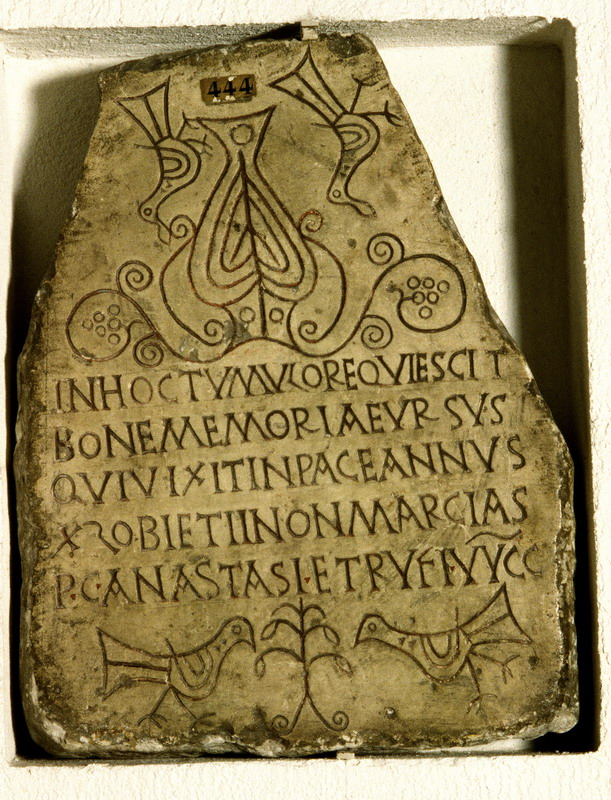
Épitaphe d'Ursus, Ve siècle.
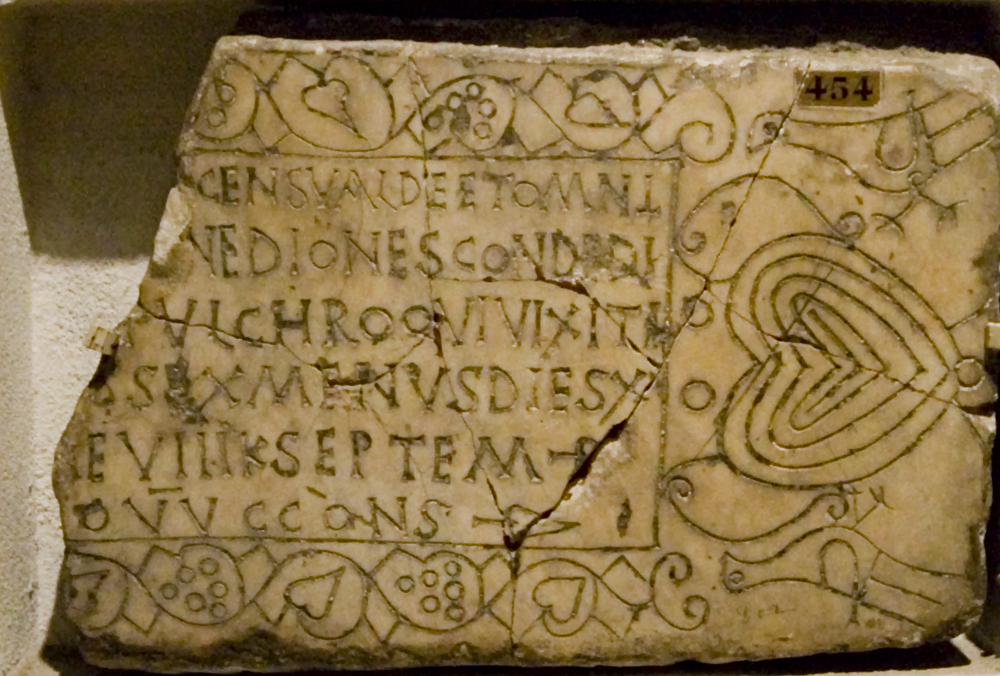
Épitaphe de Diones.
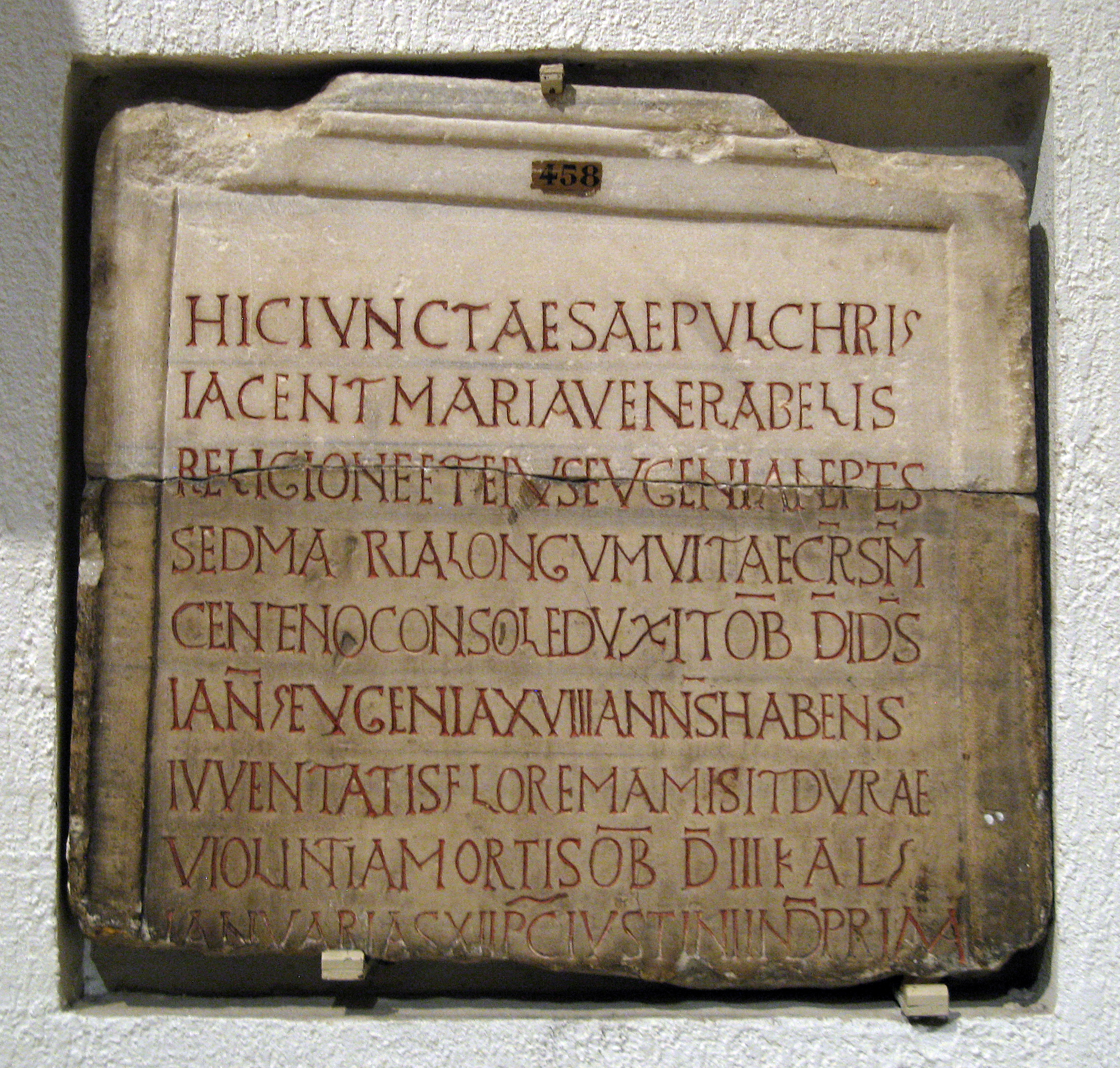
Plaque funéraire de Maria et sa petite-fille. Année 552

## Les collections
Les collections du musée s'étendent de la fin du Ier siècle av. J.-C. à la fin du IIIe siècle, c'est-à-dire du début de l'époque romaine à l'abandon des quartiers de Lugdunum avant l'arrivée du christianisme, et contiennent en principalement des objets trouvés à Lyon. Le musée consacre une large place à l'artisanat gallo-romain : céramique, mosaïques, mais aussi art du métal et verrerie.

### Épigraphie, stèles et autels
Le fonds épigraphique est très riche, alimenté à Lyon depuis le XVIe siècle. Les inscriptions lapidaires, épitaphes funéraires, ex-voto, gravées dans la pierre ou dans le marbre, sur la statuaire, les sarcophages, les stèles funéraires, les autels, les cippes, apparaissent en nombre, ils offrent une source précieuse sur l'économie et la sociologie de la cité. Le musée en conserve près de 700 .
La pièce la plus remarquable du musée est la Table Claudienne. Cette plaque de bronze, mesurant 193 × 139 cm, transcrit un discours de l'empereur Claude, prononcé en l'an 48 devant le Sénat romain.
Le musée conserve aussi l'exceptionnel Calendrier de Coligny, un calendrier gaulois datant de la fin du IIe siècle apr. J.-C., comportant l'une des rares transcriptions écrites de la langue gauloise.
Sont aussi présentés plusieurs autels tauroboliques dont l’un est dédié en 160 pour le rétablissement de la santé de l’empereur Antonin le Pieux, qui a donné lieu à l'identification des vestiges lyonnais connus sous le nom de Sanctuaire de Cybèle, interprétation revue à la fin du XXe siècle.
Parmi les autres pièces comportant des inscriptions gravées, on trouve : 
- La dédicace de l'amphithéâtre des Trois Gaules. Pour le salut de l'empereur Tibère César Auguste, Caius Julius Rufus, fils de Caius ont fait construire à leurs frais cet amphithéâtre avec son podium date 14-37 ap.J.C, découverte en 1958 à Lyon 1er, près des ruines de l'amphithéâtre[73].
- Ex-Voto à Jupiter par un gouverneur de la province de lyonnaise. Début du 3e siècle. Découvert en 1780, quartier des Terreaux , Lyon 1er.
- L'épitaphe d'un percepteur du quarantième des Gaules. Début du 2e siècle, découvert en 1864, sur la colline de Fourvière, rue de la Favorite, Lyon 5e. Cet impôt douanier frappait toutes les marchandises entrant dans les provinces gauloises.
- L'épitaphe du gardien de la prison militaire. 2e siècle.
- Les Thermes d'Apollon. 2e-3e siècle. découvert en 1815, quartier Saint-Georges, Lyon 5e.
- L'épitaphe du verrier Iulius Alexander, sur un autel en calcaire, dédiée sous l'ascia. Son lieu de découverte est inconnu, elle est signalée en 1757 dans la collection des Génovéfains (quartier Saint-Just, Lyon). 2e-3e siècle[74].
- La dédicace de l'accoucheuse Metilia Donata.

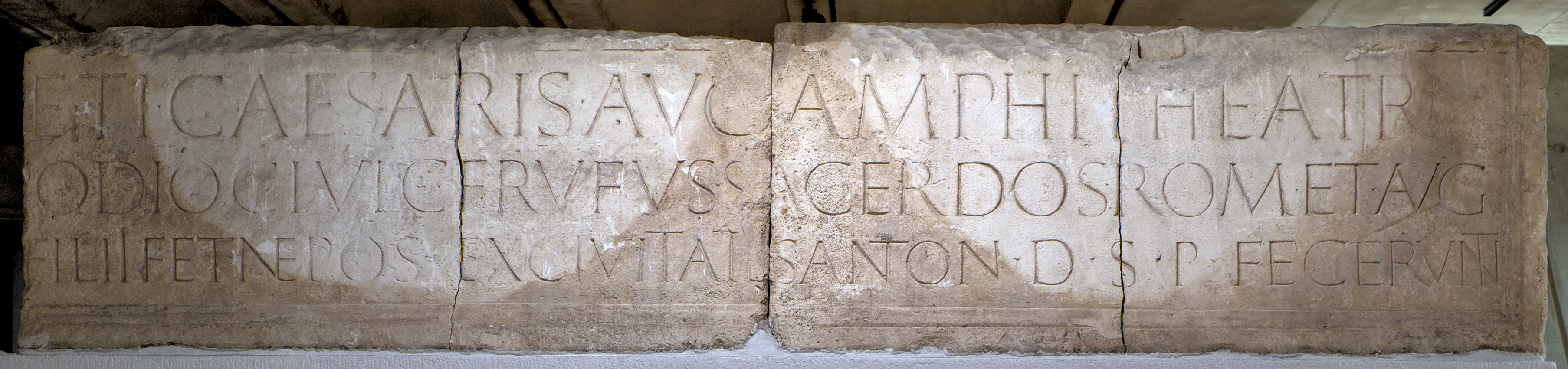
Dédicace de l'amphithéâtre AE 1959, 00078.
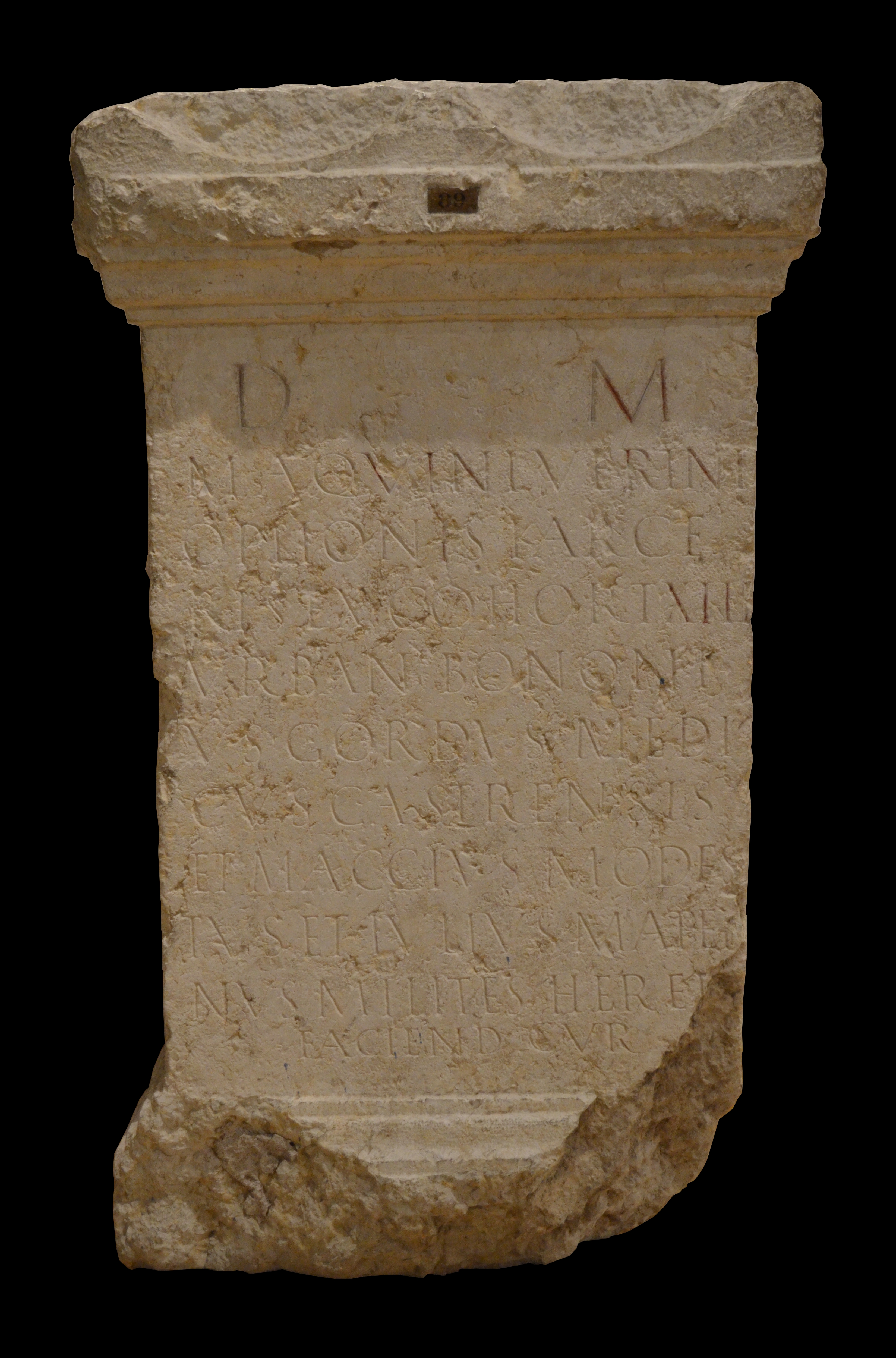
Epitaphe du gardien de la prison militaire, CIL XIII, 1833.

### Les mosaïques
Le nombre important et la qualité des mosaïques découvertes à Lyon témoignent de l'implantation d'une école de mosaïstes à Lugdunum. Leur style apparait reconnaissable à ses motifs géométriques, torsades, entrelacs. Les motifs géométriques et les fleurons caractérisent les mosaïques des ateliers de Vienne.
Au fil des siècles, elles ont été retrouvées sur le site antique de Fourvière et dans les faubourgs antiques de la ville. Voici les plus connues et les plus grandes, classées par la date de leur mise à jour :
- Mosaïque du combat de l'Amour et de Pan, en 1670, Montée du Gourguillon, Lyon (8,57 × 4,07 m). Pendant un temps, c'est la plus célèbre mosaïque d'Europe. Elle est très restaurée[77]. Le thème se retrouve dans d'autres mosaïques de Lyon, de Vienne (Isère) ou d'Italie. Il évoque la lutte entre le désir sauvage du dieu Pan et l'amour, personnifié par Éros.
- Mosaïque des jeux du cirque, en 1806, rue Jarente, dans le quartier de la Presqu'île (Lyon) (3,20 × 4,97 m). Décorant une domus hors de Lugdunum, elle offre une vue d'ensemble d'un cirque romain, avec les stalles de départ, la piste et son axe central matérialisé par des bassins, autour duquel rivalisent spectaculairement des quadriges[78].
- Mosaïque des amours lutteurs et chasseurs, dite mosaïque Seguin, dite « des jeux de la Palestre », mise à jour en 1822, à Vienne, Isère, dans la vigne de M. Seguin (4,86 × 3,28 m). Dans une grande composition géométrique de torsades en svastikas, de petits médaillons carrés montrent des Amours et des scènes de chasse au lièvre, symbole de la quête de l’éromène.
- Mosaïque aux poissons dite mosaïque Cucherat, trouvée en 1843, rue Jarente (4,08 × 3,66 m). Dans le bandeau entourant un carré central au décor géométrique complexe baignent une multitude de petites créatures marines.
- Mosaïque des Saisons, trouvée en 1911, Clos du Verbe Incarné, Lyon (carré de 3,85 m de côté). Selon une composition géométrique classique, de grandes svastikas entourent un médaillon central où Bacchus-Dionysos s'appuie sur sa panthère, et quatre carrés d'angle sont ornés de bustes des Saisons, dont deux subsistent[79].
- Mosaïque à décor géométrique multiple, dite « aux Svastikas », trouvée en 1913, Clos du Verbe Incarné (11,80 × 7,30 m). Découverte assez bien conservée, mais ensuite excessivement restaurée, elle représente l'exemple le plus remarquable des pavements à décor géométrique de la région lyonnaise[80].
- Mosaïque de Choulans, mise à jour en 1967 lors de la percée du tunnel de Fourvière, Lyon[81].

Des pans de revêtement mural, remarquablement conservés, donnent une idée de la décoration peinte.

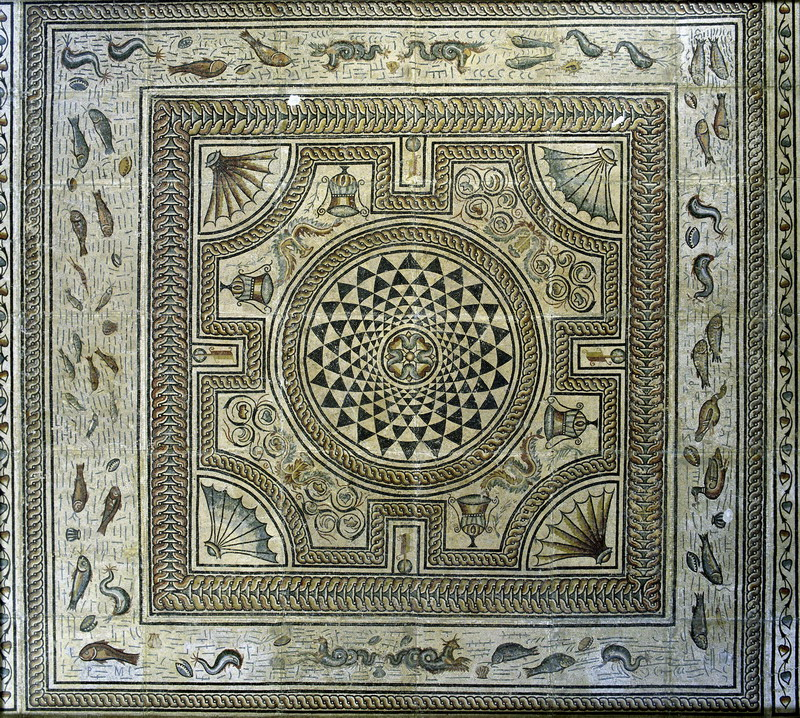
Mosaïque aux Poissons.
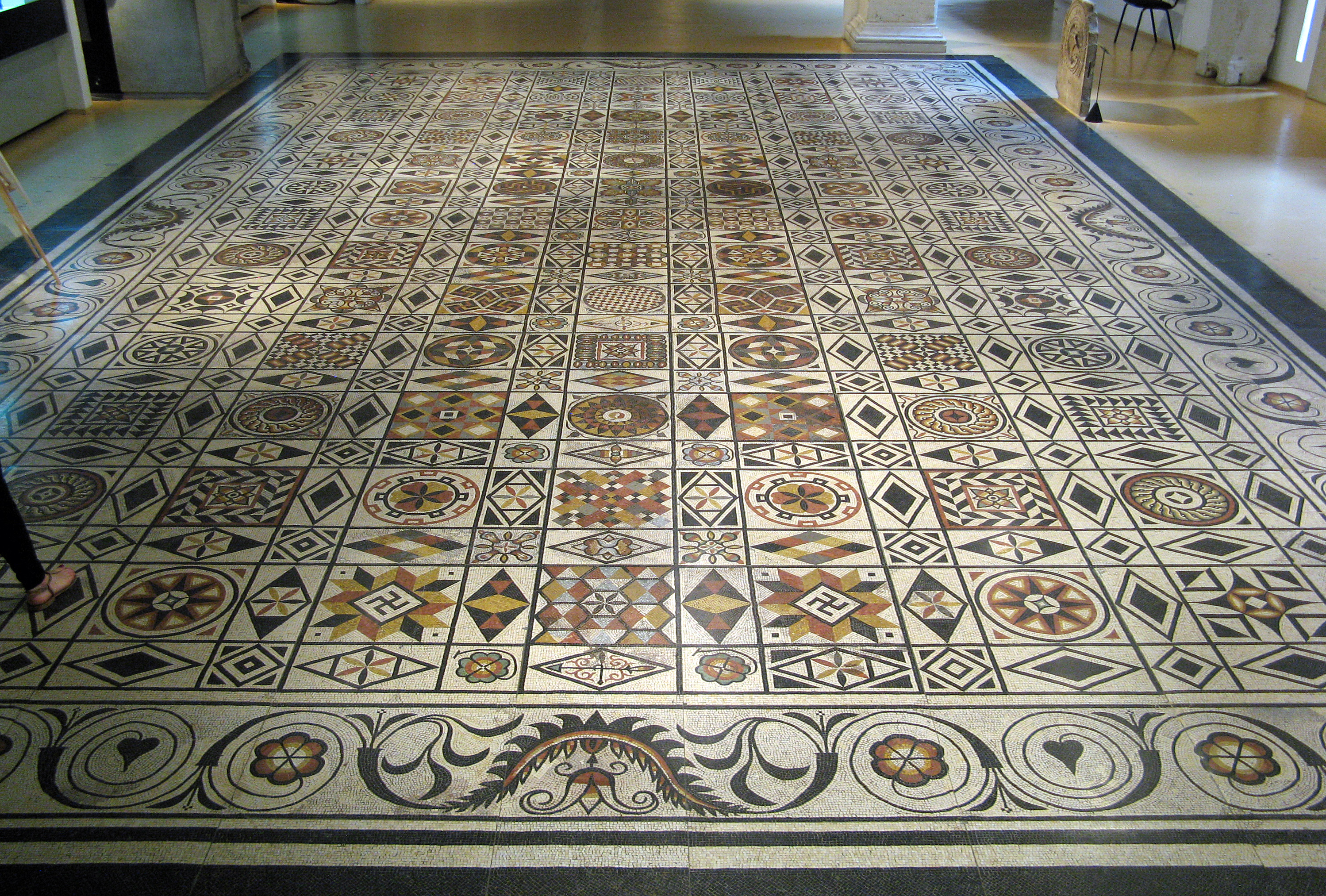
Mosaïque à décor géométrique multiple, dite aux Svastikas.
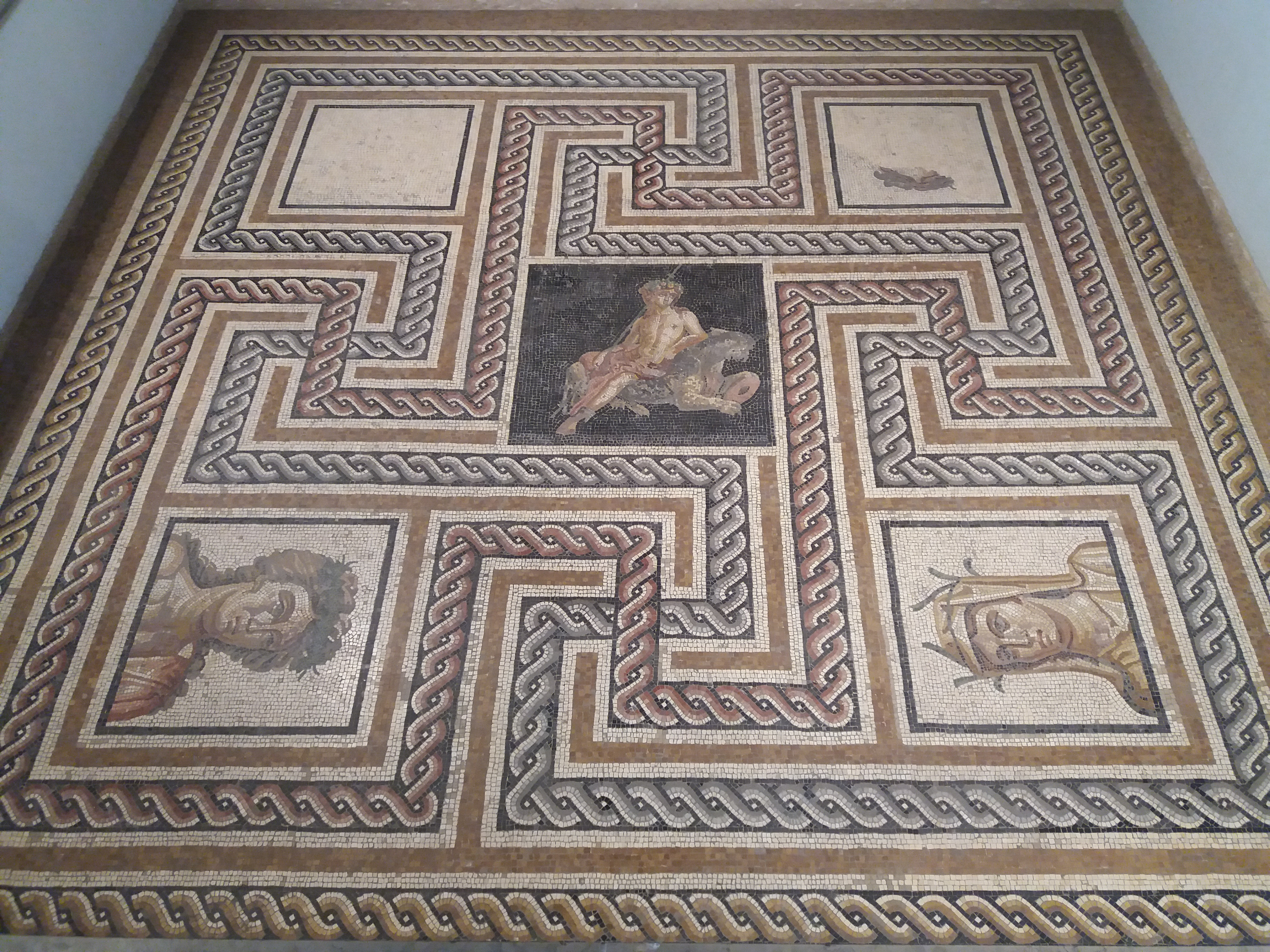
Mosaïque de Bacchus, dite des Saisons.
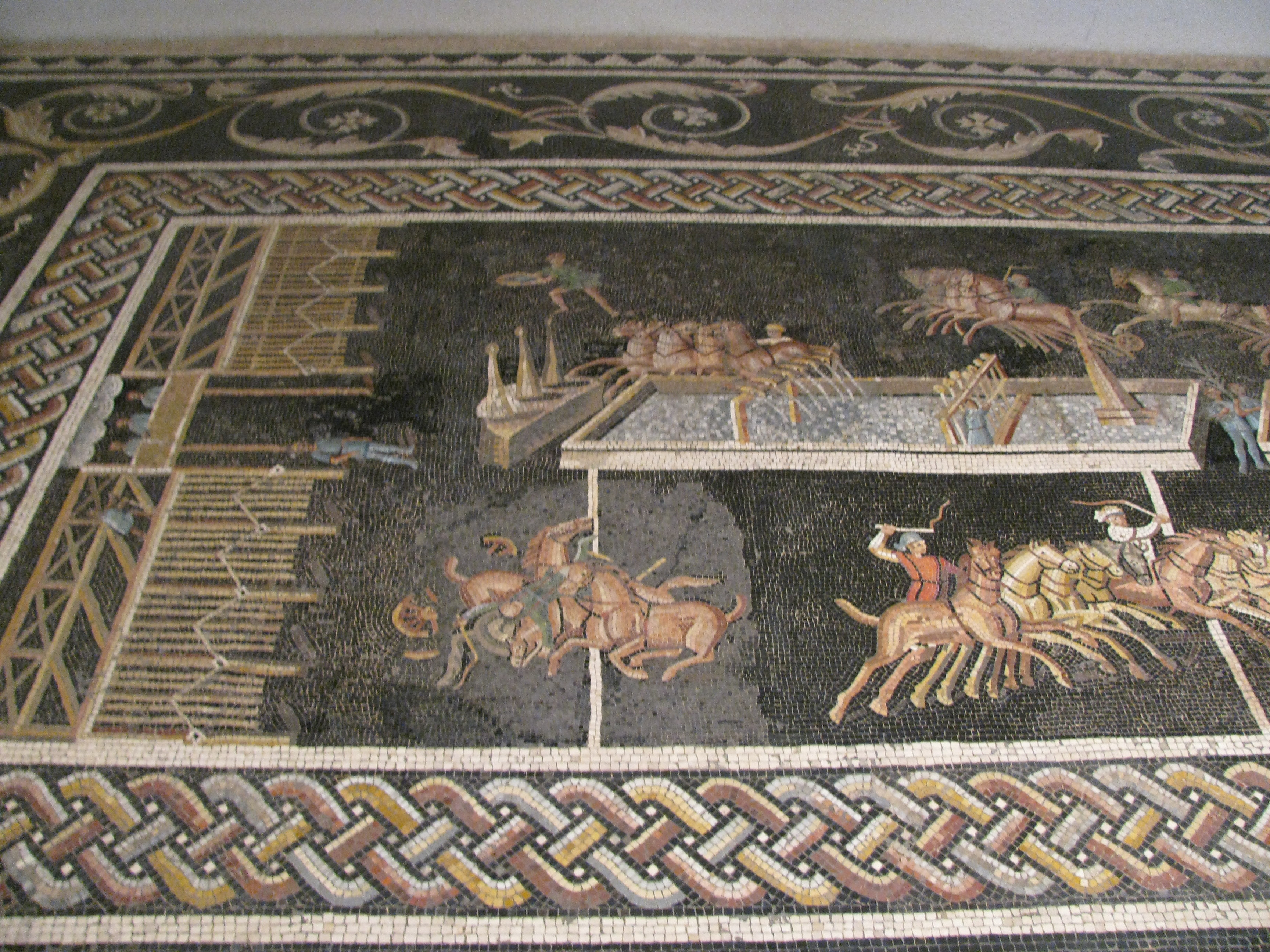
Mosaïque des jeux du cirque, partie gauche.

### Les sarcophages
Plusieurs grands sarcophages sont exposés, dont le Sarcophage du triomphe de Bacchus et le sarcophage de Balazuc, un sarcophage paléochrétien du IVe siècle.
- Le sarcophage du triomphe de Bacchus a été découvert lors de travaux au XIXe siècle à l'église Saint-Irénée. D'une grande densité de personnages, le tableau apparait très vivant, avec des effets de profondeur. Réalisé au début du IIIe siècle, probablement au sein d'un atelier de Rome, il symbolise le triomphe de Bacchus sur la mort[82].

- Le Sarcophage des Acceptii a été extrait en 1870 des vestiges d'un mausolée ressemblant à un petit temple. Il se trouvait sur la rive gauche du Rhône au bord d'une route menant à Vienne et à l'Italie, dans l'actuelle rue de Marseille. En forme de cuve et importé de Rome, il est décoré de hauts-reliefs évoquant Bacchus-Dionysos et son épouse Ariane. L'épitaphe associée nomme Quintus Acceptius Firminus, « décurion de la colonie Copia Claudia Augusta de Lyon » ; il a été duumvir municipal, c'est-à-dire qu'il a été chargé du gouvernement de la cité[83].

- Le sarcophage de Marcus Primus Secundianus a été utilisé comme réemploi dans les fondations de l'église Saint-Pierre de Vaise et découvert en 1845. Il abritait un notable du IIIe siècle qui fut sevir augustale, membre d'une corporation de nautes, de charpentiers et marchand de saumure[84].

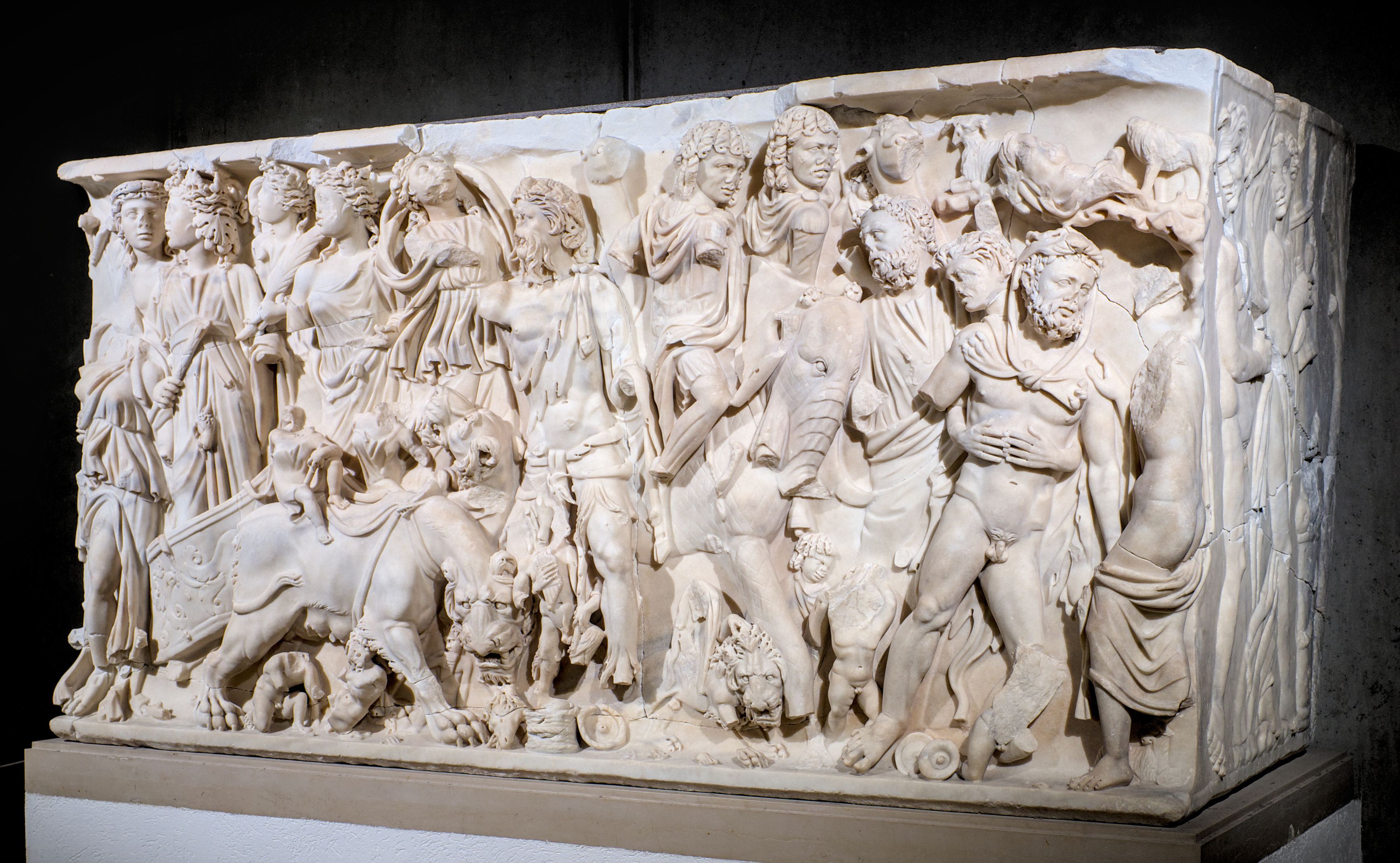
Sarcophage du triomphe de Bacchus.
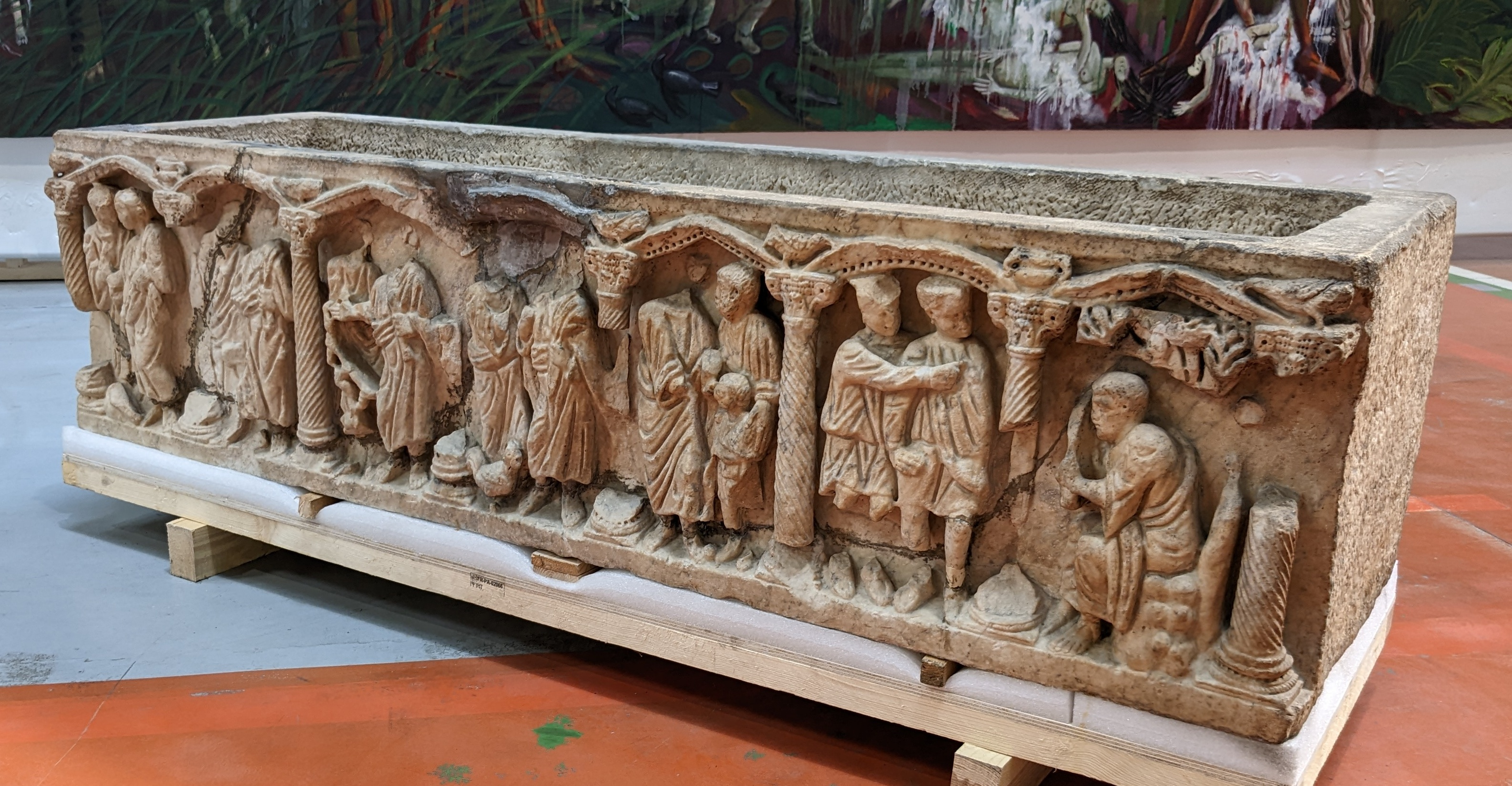
Sarcophage dit « de Balazuc ».
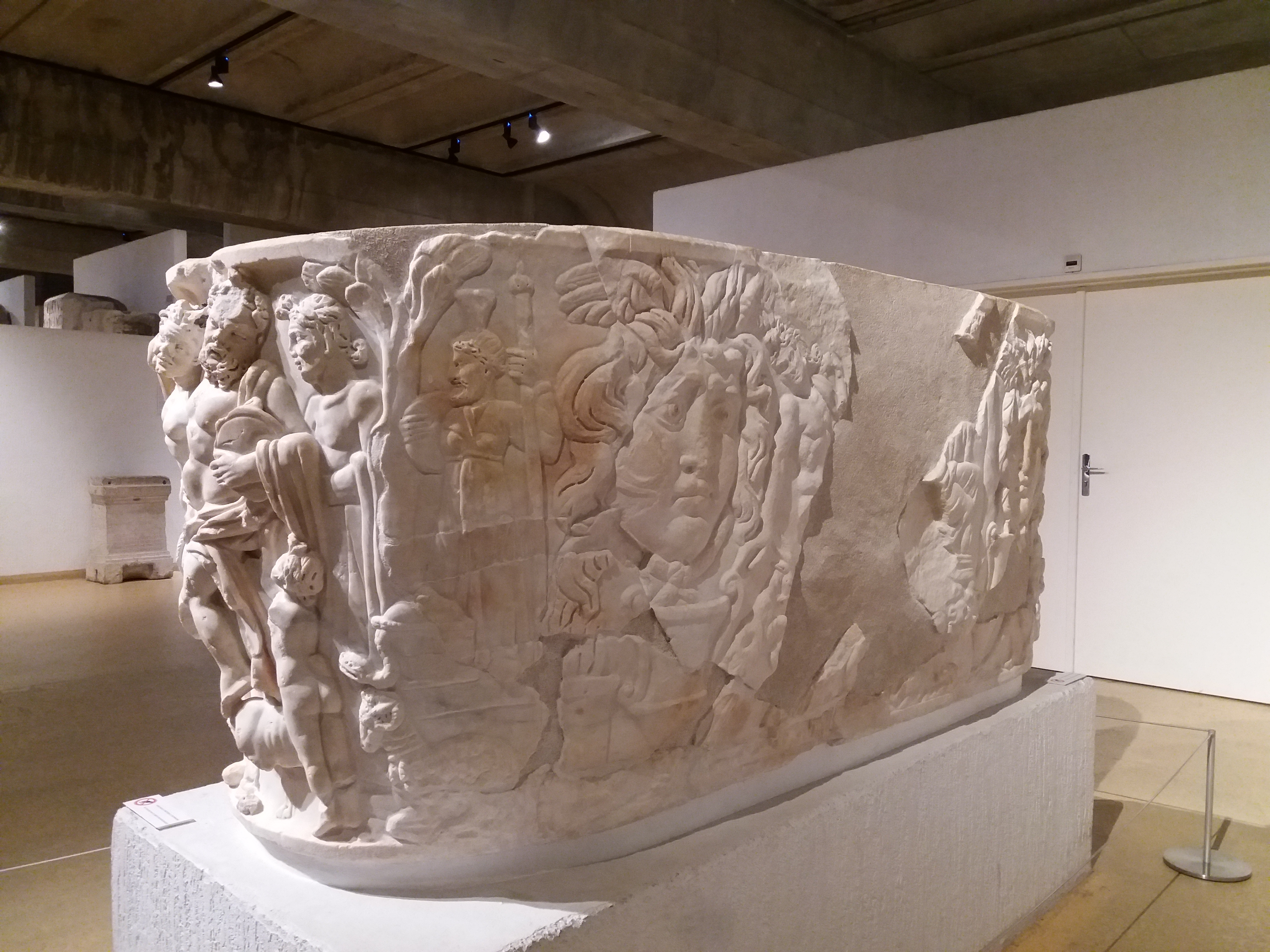
Sarcophage dionysiaque de la famille des Acceptii.

### Les trésors
- Le trésor de Vernaison : lots de haches, de lames de faucilles et d'autres objets de l'âge du bronze, trouvés à Vernaison (métropole de Lyon)
- Le trésor de Lyon-Vaise se compose de monnaies, de vaisselle, de bijoux et de statuettes d'argent, probablement ensevelis lors d'une incursion germanique au IIIe siècle. Il est trouvé dans le quartier de Vaise, en 1992[85].
- Le trésor Adolphe Max : coffre contenant des éléments d'armement d'un légionnaire ainsi que 173 antoniniens trouvés en 1983 lors d'une fouille en préambule de la construction de la station de métro Vieux-Lyon[86].
- Le trésor de Boistray, assortiment de bijoux féminins découvert en 1901[87].
- Le trésor des Lazaristes, découvert en 1841 sur les pentes de Fourvière dans l'ancienne propriété des Lazaristes. Il date du 2e siècle - début 3e siècle. Il se compose de plusieurs centaines de monnaies d'argent et d'un ensemble de bijoux

### Les monnaies
Le musée conserve 2410 monnaies et 79 moules monétaires[réf. nécessaire]. La plupart ont une provenance archéologique plus ou moins ancienne.
Les plus gros ensembles proviennent des fouilles réalisées au Clos du Verbe Incarné, à la rue des Farges et sur le quartier de Vaise. Les trésors de Vaise et Adolphe Max représentent également une part importante, totalisant à eux seuls 263 monnaies d'argent et de billon.
Quelques perles numismatiques sont présentes dans les collections. On peut citer un bronze au nom de Lucius Munatius Plancus, première monnaie frappée à Lyon connue à 4 exemplaires, deux aurei de Quintus Cornuficius, un sesterce de Néron au Portus en état fleur de coin et un aureus de Gordien III monté en médaillon, un des bijoux du trésor de Vaise.
Pour le moment, seule une petite partie du médaillier est présentée :
- une vitrine consacrée à la production de l'atelier monétaire lyonnais avec 139 monnaies et 4 moules monétaires s'étalant de la fin du Ier siècle av. J.-C. jusqu'au IVe siècle apr. J.-C. Cette vitrine a été composée pour l'ouverture du musée en 1975 avec des monnaies sans provenance archéologique.
- le trésor de Vaise avec ses 81 monnaies d'argent et son aureus de l'empereur Gordien III monté en médaillon.
- les 12 deniers de la bourse d'un légionnaire dont les restes ont été découverts en 1950 au 10 rue des Fantasques dans le quartier des pentes de la Croix-Rousse. Retrouvé avec des fragments de sa panoplie militaire, le corps de ce soldat avait été jeté au fond d'un puits, probablement après la bataille de Lugdunum en l'an 197[42].

## Expositions
Depuis la création de l'espace muséal en 1975 de nombreuses expositions temporaires ont été organisées au sein du musée.

### Décennie 1970
- Quelques antiques dans l'art du XVIIIe siècle (11 juin - 29 juin 1979)

Il s'agissait d'une exposition de peinture.

### Décennie 1980
- De Sumer à Babylone (5 mars - 4 mai 1980)

Il s'agissait d'une exposition itinérante organisée par le musée du Louvre centrée sur des objets de Ninive et Babylone.
- Des Burgondes à Bayard (en 1982)
- 1933-1983. Le chantier archéologique de Fourvière à cinquante ans (juin - septembre 1983)
- Archéologie en Rhône-Alpes : dix ans de recherche (4 novembre 1983 - 29 janvier 1984
- Emar, un royaume sur l'Euphrate au temps des Hittites (août - septembre 1984)

### Décennie 2000
- Romains de Hongrie (12 décembre - 31 mai 2001)
- Un sesterce + 2000 ans = 1 euro (4 mars - 30 avril 2002)
- 1000 bronzes de 3000 ans (11 octobre 2002 - 26 janvier 2003)
- Lyon avant Lugdunum (22 mars 2003 - 1er février 2004)
- Cœur de verre (19 décembre 2003 - 25 avril 2004)
- Romains d'eau douce : les bateaux de Saint-Georges (28 mai - 03 octobre 2004)
- Le vin, nectar des dieux (18 octobre 2004 - 3 avril 2005)
- Lugdunum, naissance d'une capitale (15 octobre 2005 - 8 mai 2006)
- Par Toutatis ! La religion des Gaulois (30 juin 2005 - 1er juillet 2006)

### Décennie 2010
- Post Mortem ? Les rites funéraires à Lugdunum (27 novembre 2009 au 30 mai 2010)

L'exposition est dédiée aux rites funéraires à Lugdunum et dans la Gaule romaine.
- Le musée des Confluences dévoile ses réserves  (16 décembre 2010 au 8 mai 2011)

Exposition de préfiguration du musée des Confluences
- La médecine à l'époque romaine. Quoi de neuf docteur ? (4 octobre 2011 au 22 avril 2012)

L'exposition, créée par le musée romain de Nyon, est consacrée à la pratique médicale antique, aux maladies, remèdes et dieux invoqués.
- Les sous-sols de l'antiquaille (16 mars 2012 au 30 novembre 2012)

Cette exposition présente au public le résultat des fouilles réalisées à l'Antiquaille.
- Peplum (4 octobre 2012 au 7 avril 2013)

Exposition en coopération avec le musée de Saint-Romain-en-Gal sur le thème du genre cinématographique du peplum.
- Archéologues au travail (7 juin 2013 au 6 janvier 2014)

L'exposition présente les résultats de la fouille préventive réalisée à l'emplacement du stade de l'OL à Decines.
- Ma maison à Lugdunum[91] (5 juin 2014 au 5 janvier 2015)

Les fouilles archéologiques conduites sur la colline de Fourvière au cours de l'année 2010 ont livré des résultats intéressants permettant de documenter l'occupation humaine de la zone et son quartier urbain entre le Ier siècle av. J.-C. et le IIIe siècle apr. J.-C. L'exposition permettait de rendre compte de ces découvertes et sur la base des vestiges mis au jour envisageait la maison romaine sous ses différents aspects architecturaux (technique de construction, élévation, décoration) et la répartition de ses espaces en lien avec les activités domestiques et artisanales.
- Lucy Skaer. Sticks and stones (10 avril 2015 au 3 janvier 2016)

Le musée accueille une exposition d'art contemporain de Luce Skaer.
- Bernard Zehrfuss architecte de la spirale du temps[92] (15 novembre 2015 au 14 février 2016)

Pour les 40 ans de la construction du musée, la programmation rendait hommage à son architecte Bernard Zehrfuss et à son œuvre en présentant de nombreux documents originaux, parmi lesquels des plans et des maquettes.
- ARCHÉOTERRA[93] (13 juillet 2016 au 8 janvier 2017)

L'exposition ARCHÉOTERRA était consacrée à la terre crue. Ce matériau de construction ancestral ayant servi à l'édification de nombreuses structures parfois monumentales sur des chronologies très larges et dans divers endroits du monde était envisagé pour ses possibilités techniques (procédés de mise en forme et techniques de construction), mais aussi sous l'angle de la conservation, de la restauration et de la mise en valeur de ces réalisations architecturales.
- AQUA L'invention des Romains[94] (8 novembre 2017 au 13 mai 2018)

L'exposition AQUA, l'invention des Romains était consacrée à l'eau, ressource naturelle vitale, et aux différentes techniques et inventions romaines pour en garantir l'accès et la redistribution à la population. Appliqué à la réalité archéologique de Lugdunum, le discours de l'exposition, à partir de différents supports (maquettes, vestiges archéologiques et vidéos) retraçait le parcours de l'eau pour l'acheminer dans la ville et les défis techniques relevés pour fournir la cité en quantité suffisante.
- BONAE MEMORIAE (5 octobre 2018 à  septembre 2020)

Localisé à l'espace culturel chrétien de Lyon, l'exposition est consacrée à l'évolution des pratiques funéraires à Lugdunum.
- L'esprit des ruines[95] (1er décembre 2018 au 3 mars 2019)

L'exposition proposait un discours construit et poétique autour de la notion de ruines et confrontait différentes démarches artistiques pour les appréhender, en mettant en dialogue des gravures de Piranèse et les photographies de Ferrante Ferranti.

### Décennie 2020
- LUDIQUE - Jouer dans l'Antiquité[96] (20 juin au 1er décembre 2019)

L'exposition présentée à Lyon, d'après l’exposition originale "Veni, Vidi, Ludique" du Musée romain de Nyon en Suisse, sous la direction de Véronique Dasen, professeure d’archéologie classique à l’Université de Fribourg, PI du projet ERC Locus Ludi. the Cultural Fabric of Play and Games in Classical Antiquity en collaboration avec le Musée suisse du jeu de la Tour-de-Peilz, revient sur l'omniprésence du jeu dans l'Antiquité.
À partir de plus de 300 objets archéologiques et ethnologiques, l'exposition présente les recherches récentes autour de ces pratiques ludiques en questionnant leurs valeurs sociales (éducation, rites de passage, pratiques divinatoires ou funéraires, etc.) dans l'Antiquité et en mettant en regard ce riche patrimoine avec celui des sociétés rurales contemporaines de l'Afrique du Nord et du Sahara.
- Une salade, César ? La cuisine romaine de la taverne au banquet (19 mai au 4 juillet 2021)

- ENQUÊTE DE POUVOIR de Rome à Lugdunum (6 octobre 2021 au 27 février 2022)

Exposition centrée sur l'affrontement pour la domination impériale entre Septime Sévère et Clodius Albinus à la bataille de Lyon de 197.
- Spectaculaire ! Le divertissement chez les Romains (6 octobre au 11 juin 2023)

L'exposition organise la découverte de l'amphithéâtre, du cirque et du théâtre.
- Les aventures de Brickius Maximus - L'expo en briques Lego® (6 octobre 2023 au 9 juin 2024). L'exposition a accueilli près de 150 000 visiteurs[98].

- Un Empire, des peuples (4 octobre 2024 au 1er juin 2025)

## Fréquentation
La fréquentation du musée pendant les années 2000 et 2010 a oscillé entre 70 000 et 125 000 visiteurs par an. Après une chute brutale en 2020 et 2021, années pendant lesquelles le musée a dû composer avec une ouverture partielle en raison de la crise du covid, la fréquentation est depuis repartie à la hausse et a atteint un record de près de 170 000 visiteurs en 2024.
Ces chiffres de fréquentation ne concernent que le seul musée, le reste du site archéologique des théâtres romains est en accès libre et a accueilli au total près d’un million de visiteurs en 2025.
| Année | Entrées gratuites | Entrées payantes | Total   |
| ----- | ----------------- | ---------------- | ------- |
| 2001  | 37 595            | 35 330           | 72 925  |
| 2002  | 48 794            | 27 311           | 76 105  |
| 2003  | 54 354            | 27 627           | 81 981  |
| 2004  | 52 625            | 48 796           | 101 421 |
| 2005  | 54 934            | 50 989           | 105 923 |
| 2006  | 69 054            | 38 031           | 107 085 |
| 2007  | 58 601            | 26 354           | 84 955  |
| 2008  | 49 953            | 21 078           | 71 031  |
| 2009  | 53 249            | 20 995           | 74 244  |
| 2010  | 65 210            | 24 087           | 89 297  |
| 2011  | 67 304            | 27 160           | 94 464  |
| 2012  | 57 898            | 27 180           | 85 078  |
| 2013  | 54 336            | 22 089           | 76 425  |
| 2014  | 58 411            | 22 351           | 80 762  |
| 2015  | 58 686            | 21 094           | 79 780  |
| 2016  | 67 377            | 27 099           | 94 476  |
| 2017  | 72 301            | 37 483           | 109 784 |
| 2018  | 83 522            | 41 500           | 125 022 |
| 2019  | 75 325            | 43 776           | 119 101 |
| 2020  | 22 328            | 16 599           | 38 927  |
| 2021  | 29 081            | 20 835           | 49 916  |
| 2022  | n.c.              | n.c.             | 121 377 |
| 2023  | n.c.              | n.c.             | 158 397 |
| 2024  | n.c.              | n.c.             | 169 238 |

## Gestion et politique culturelle

### Personnel du musée
Le musée est animé par une quinzaine de personnes, principalement dans le domaine de l'accueil et des collections. La direction est tenue par Claire Iselin, assistée d'un secrétaire et de quatre services,. Un observatoire, chargée de comprendre les motivations des personnes qui visitent le musée doit permettre de l'adapter au public.
La politique du musée se veut inclusive et comprend donc des médiateurs et médiatrices spécialisées dans le handicap, l'accueil des jeunes publics et ceux plus âgés.

### Conservation
Le musée dispose d'un  chargé des collections, dont le rôle est la conservation et la restauration des collections. Il est également chargé des prêts des œuvres et de leur transport, de la mise en valeur des pièces lors des expositions temporaires et de l'accueil des chercheurs venus étudier les objets conservés au musée.
Le musée a en son sein un chargé des sites archéologiques : les théâtres, les thermes de la rue des Farges, la basilique Saint-Just et la basilique et la nécropole Saint-Laurent.

### Médiation et valorisation
Le musée dispose d'une équipe de cinq médiateurs culturels qui conçoivent, réalisent et animent les dispositifs de médiation qui peuvent être des visites guidées, des ateliers pratiques et des parcours thématiques.
Le musée a un chargé d'exposition dont le rôle est la conception et la réalisation des expositions temporaires. Il s'occupe des demandes de prêts d'œuvres auprès d'autres institutions, des appels à des spécialistes et de la scénographie.
Le musée possède un mouleur chargé de créer des moulures des pièces importantes du musée. il a notamment fabriqué des copies du dodecaèdre romain et du sarcophage de Balazuc. Il possède un atelier dans le musée et travaille également pour des administrations ou des musées de la région. Il a également le rôle de socleur.

### Centre de documentation
Le musée possède un centre de documentation de 8000 ouvrages et de nombreuses revues spécialisées. La politique d'achat prévoit l'acquisition d'environ 200 livres par an.
Le centre de documentation est également chargé de la veille scientifique pour suivre les parutions sur les objets conservés par le musée.

### Liste des directeurs et directrices
- Amable Audin de 1975 à 1989,
- Jacques Lasfargues, de 1989 à 2009[109],
- Hélène Lafont-Couturier, de 2010[110] à 2012[111],
- Hugues Savay-Guerraz, de 2012 à 2018,
- Claire Iselin[101] depuis 2019.

### Anciens membres notables
- Amable Audin, « conservateur du musée de la civilisation romaine »[112] en 1966[113]
- Jacques Lasfargues, conservateur adjoint en 1966[112]
- Hugues Savay-Gueraz, conservateur adjoint à partir de 1997